# Mayday – Alarm im Cockpit/Episodenliste

Logo der Serie

Diese Episodenliste enthält alle Episoden der kanadischen Dokumentationsserie Mayday – Alarm im Cockpit (englischer Originaltitel: Air Crash Investigation, Mayday, Air Disaster).
Die Sortierung entspricht der Produktionsreihenfolge der Episoden, soweit bekannt. Je nach Fernsehsender weicht die Ausstrahlungsreihenfolge davon ab. In englischsprachigen Ländern sind die Episoden teilweise unterschiedlich betitelt. In Deutschland wurde auch das Titelbild geändert.

## Übersicht
| Staffel                  | Produktionsjahr | Episodenanzahl |
| ------------------------ | --------------- | -------------- |
| Staffel 1                | 2003            | 6              |
| Staffel 2                | 2004            | 6              |
| Staffel 3                | 2005–2006       | 13             |
| Staffel 4                | 2006–2007       | 10             |
| Staffel 5                | 2007            | 10             |
| Staffel 6 (Sonderfolgen) | 2007            | 3              |
| Staffel 7                | 2008–2009       | 8              |
| Staffel 8 (Sonderfolgen) | 2009            | 2              |
| Staffel 9                | 2009            | 8              |
| Staffel 10               | 2010            | 6              |
| Staffel 11               | 2011            | 13             |
| Staffel 12               | 2012            | 13             |
| Staffel 13               | 2013            | 11             |
| Staffel 14               | 2014            | 11             |
| Staffel 15               | 2015            | 10             |
| Staffel 16               | 2016            | 10             |
| Staffel 17               | 2017            | 10             |
| Staffel 18               | 2018            | 10             |
| Staffel 19               | 2019            | 10             |
| Staffel 20               | 2020            | 10             |
| Staffel 21               | 2021            | 10             |
| Staffel 22               | 2022            | 10             |
| Staffel 23               | 2023            | 10             |
| Staffel 24               | 2024            | 10             |
| Staffel 25               | 2025            | 11             |

## Staffel 1
| Nr. (ges.) | Nr. (St.) | Deutscher Titel                    | Originaltitel      | Erstausstrahlung Vereinigte Staaten | Deutschsprachige Erstausstrahlung (D) | Unfall                      |
| --- | --------- | ---------------------------------- | ------------------ | ----------------------------------- | ------------------------------------- | --------------------------- |
| 1 | 1         | Um Haaresbreite                    | Unlocking Disaster | 10. Sep. 2003                       | 6. Aug. 2003                          | United-Airlines-Flug 811    |
| 24. Februar 1989: Eine Boeing 747-100 befindet sich auf dem Flug von Honolulu nach Auckland, als sich plötzlich die Ladetür öffnet und mitsamt eines Teils der Außenwand und des Kabinenbodens abreißt. Ein paar Sitzreihen und neun Menschen werden durch den plötzlichen Druckabfall aus der Maschine gerissen. Aufgrund von Konstruktionsfehlern an den Riegeln und einem Schalter öffnete sich die Tür selbständig während des Fluges. Dem Piloten gelingt es, die Maschine trotzdem sicher zu landen. Nachdem sich 1991 die Ladetür einer auf dem JFK geparkten Boeing 747 selbstständig öffnete, korrigierte das NTSB seinen ursprünglichen Unfallbericht. Die Nachrüstung der Maschinen wurde binnen 30 Tagen vorgeschrieben. |           |                                    |                    |                                     |                                       |                             |
| 2 | 2         | Tödliche Eile                      | Racing the Storm   | 3. Sep. 2003                        | 13. Aug. 2003                         | American-Airlines-Flug 1420 |
| 1. Juni 1999: Eine MD-80 befindet sich inmitten eines heftigen Sturms im Landeanflug auf den Flughafen von Little Rock. Bei der Landung kommt das Flugzeug außerhalb der Landebahn zum Stehen und fängt Feuer. Die Piloten hatten in der Hektik vergessen, die Automatik für das Ausfahren der Störklappen zu aktivieren. Ohne ausgefahrene Störklappen bleiben die Bremsen des Fahrwerks durch den herrschenden Auftrieb jedoch wirkungslos. |           |                                    |                    |                                     |                                       |                             |
| 3 | 3         | Swissair, Flug 111 (Feuer an Bord) | Fire on Board      | 22. Okt. 2003                       | 10. Juli 2005                         | Swissair-Flug 111           |
| 2. September 1998: Kurz nach dem Start einer MD-11 bildet sich Rauch im Cockpit. Die Elektronik fällt aus. In der stockfinsteren Nacht und der verrauchten Kabine können sich die Piloten nicht orientieren – das Flugzeug stürzt bei Halifax ins Meer. Ursache war ein Kurzschluss im Unterhaltungssystem des Flugzeugs, in dessen Folge brennbare Materialien entzündet wurden. |           |                                    |                    |                                     |                                       |                             |
| 4 | 4         | Blindflug                          | Flying Blind       | 17. Sep. 2003                       | 17. Juli 2005                         | Aeroperú-Flug 603           |
| 2. Oktober 1996: Kurz nach dem Start einer Boeing 757 fallen sowohl Höhen-, als auch Geschwindigkeitsmesser aus und liefern falsche Daten, die Crew erhält widersprüchliche Warnungen. In der stockfinsteren Nacht verlieren die Piloten die Orientierung und das Flugzeug stürzt ins Meer. Das Wartungspersonal hatte nach Reinigungsarbeiten vergessen, die Klebestreifen von den Pitotrohren wieder zu entfernen. |           |                                    |                    |                                     |                                       |                             |
| 5 | 5         | Außer Kontrolle                    | Cutting Corners    | 15. Okt. 2003                       | 31. Juli 2005                         | Alaska-Airlines-Flug 261    |
| 31. Januar 2000: Bei einer MD-83 lässt sich das Höhenruder im Flug nicht mehr bewegen. Als es sich endlich löst, lässt es sich allerdings nicht mehr kontrollieren und bringt das Flugzeug in einen Sturzflug, aus dem es die Piloten nicht mehr abfangen können. Grund war eine fehlerhafte Wartung, da das Gewinde, das das Höhenruder bewegt, blank mit der Mutter verbunden war, und so schließlich brach. |           |                                    |                    |                                     |                                       |                             |
| 6 | 6         | Mit leeren Tanks                   | Flying on Empty    | 8. Okt. 2003                        | 7. Aug. 2005                          | Air-Transat-Flug 236        |
| 24. August 2001: Während einer Atlantiküberquerung geht einem Airbus A330 der Treibstoff aus. Den Piloten gelingt es jedoch, die Maschine im Gleitflug sicher auf den Azoren zu landen. Die Ermittler finden ein Leck im Treibstofftank, da sich zwei Leitungen aneinander gerieben haben. Bei Wartungsarbeiten an einem der Triebwerke war ein unpassendes Teil benutzt worden, das für eine andere Ausführung vorgesehen war. Der von der Flugsicherung geänderte Kurs führte das Flugzeug nahe genug an die Azoren. |           |                                    |                    |                                     |                                       |                             |

## Staffel 2
| Nr. (ges.) | Nr. (St.) | Deutscher Titel                | Originaltitel         | Erstausstrahlung Vereinigte Staaten | Deutschsprachige Erstausstrahlung (D) | Unfall                                                  |
| --- | --------- | ------------------------------ | --------------------- | ----------------------------------- | ------------------------------------- | ------------------------------------------------------- |
| 7 | 1         | Horrorflug 111                 | Blow Out              | 23. Jan. 2005                       | 22. Nov. 2008                         | British-Airways-Flug 5390                               |
| 10. Juni 1990: Im Flug löst sich die Cockpitscheibe einer BAC 1-11. Der Pilot wird bis zur Hüfte hinausgesaugt und bleibt stecken. Der Copilot landet sicher auf dem nächsten Flughafen. Die Ursache war schlechte Wartung, da das Cockpitfenster mit zu kurzen Schrauben montiert worden war, die sich im Flug lösten, als die Kabine unter Druck gesetzt wurde. |           |                                |                       |                                     |                                       |                                                         |
| 8 | 2         | Crash Inferno                  | A Wounded Bird        | 30. Jan. 2005                       | 17. März 2009                         | Atlantic-Southeast-Airlines-Flug 529                    |
| 21. August 1995: Im Flug fällt der linke Propeller einer kleinen Regionalmaschine aus. Der Kapitän schafft es, das beschädigte Flugzeug noch 10 Minuten in der Luft zu halten, bevor es zur Bruchlandung kommt. Korrosion, die von Chlor erzeugt worden war, hatte die Aufhängung des Propellers beschädigt. |           |                                |                       |                                     |                                       |                                                         |
| 9 | 3         | Terror bei Air France 1994     | The Killing Machine   | 6. Feb. 2005                        | 23. März 2009                         | Air-France-Flug 8969                                    |
| 24. Dezember 1994: Ein Airbus A300 der Air France wird von Terroristen entführt, die ihn über Paris explodieren lassen wollen. Bei der Zwischenlandung in Marseille können Soldaten das Flugzeug aus der Gewalt der Entführer befreien. |           |                                |                       |                                     |                                       |                                                         |
| 10 | 4         | Zusammenstoß über dem Bodensee | Deadly Crossroads     | 13. Feb. 2005                       | 22. März 2009                         | Überlingen DHL-Flug 611 / Bashkirian-Airlines-Flug 2937 |
| 1. Juli 2002: Eine Frachtmaschine der DHL und eine Tupolew Tu-154 aus Moskau kollidieren über dem Bodensee. Alle Passagiere, unter denen viele Schulkinder sind, sterben. Auf Grund des unterbesetzten und nur teilweise funktionierenden Centers erkannte der Fluglotse die Gefahr zu spät und gab nur einer Maschine Anweisungen, die gegensätzlich zu den vom anderen Flugzeug befolgten Befehlen des TCAS waren. Beide zum Ausweichen sinkenden Maschinen kollidierten. |           |                                |                       |                                     |                                       |                                                         |
| 11 | 5         | Crash am Mount San Jose        | Lost                  | 20. Feb. 2005                       | 6. Apr. 2009                          | American-Airlines-Flug 965                              |
| 20. Dezember 1995: Eine Boeing 757 der American Airlines ist auf dem Weg von Miami nach Cali in Kolumbien. Im Landeanflug auf Cali kollidiert das Flugzeug mit einem Berg nahe Buga. Der Grund war ein Fehler des Piloten, der zu schnell sank und unwissentlich falsche Wegpunkte in den Autopiloten eingab. |           |                                |                       |                                     |                                       |                                                         |
| 12 | 6         | Verschollen über New York      | Missing Over New York | 27. Feb. 2005                       | 27. Apr. 2009                         | Avianca-Flug 052                                        |
| 25. Januar 1990: Über dem gesamten Osten der USA herrscht schlechtes Wetter, als eine Boeing 707 der kolumbianischen Fluggesellschaft Avianca über New York abstürzt. Nach vielen Warteschleifen, wechselnden Fluglotsen und einem Fehlanflug hatte das Flugzeug kein Kerosin mehr übrig, und der junge Copilot hatte trotz Anweisung des Piloten keinen Notfall gemeldet. Nachdem der erste Landeanflug fehlgeschlagen war, fielen die Triebwerke aus.                     |           |                                |                       |                                     |                                       |                                                         |

## Staffel 3
| Nr. (ges.) | Nr. (St.) | Deutscher Titel                    | Originaltitel       | Erstausstrahlung Vereinigte Staaten | Deutschsprachige Erstausstrahlung (D) | Unfall                             |
| --- | --------- | ---------------------------------- | ------------------- | ----------------------------------- | ------------------------------------- | ---------------------------------- |
| 13 | 1         | Am seidenen Faden                  | Hanging by a Thread | 12. Okt. 2005                       | 29. Nov. 2008                         | Aloha-Airlines-Flug 243            |
| 28. April 1988: Kurz nach dem Erreichen der Reiseflughöhe löst sich ein Teil der Außenhaut einer Boeing 737 über Hawaii. Die Piloten schaffen es, das beschädigte Flugzeug auf der Insel Maui zu landen. Metallermüdung war die Ursache für den Verlust der Außenhaut. Eine Flugbegleiterin im Gang wurde aus dem Flugzeug gerissen. Sie ist verschollen und die einzige Tote des Unfalls. |           |                                    |                     |                                     |                                       |                                    |
| 14 | 2         | Angriff über Bagdad                | Attack over Baghdad | 28. Sep. 2005                       | 12. Okt. 2008                         | European-Air-Transport-Flug OO-DLL |
| 22. November 2003: Eine Frachtmaschine der DHL startet von Baghdad aus nach Bahrain, als sie von einer von Terroristen abgeschossenen Rakete getroffen wird. Trotz schwerer Beschädigung der linken Tragfläche und dem Ausfall der gesamten Hydraulik gelingt der Crew beim zweiten Anflug die erste Landung ohne Verletzte und Tote in der Geschichte der Luftfahrt, die nur durch Schubregelung einzelner Triebwerke erreicht wurde. Danach wurde erwogen, das Pilot Control Assistance (PCA), das die Triebwerksteuerung bei Ausfall von Hydraulik und Seilzügen automatisieren soll, zu entwickeln. Die Pläne wurden zunächst auf Eis gelegt.                                                     |           |                                    |                     |                                     |                                       |                                    |
| 15 | 3         | Jumbojet außer Kontrolle           | Out of Control      | 21. Sep. 2005                       | 5. Okt. 2008                          | Japan-Airlines-Flug 123            |
| 12. August 1985: Eine Boeing 747-100SR verliert nach dem Start von Tokio alle Hydrauliksysteme und ist nicht mehr steuerbar. Dennoch schafft es der Pilot, das Flugzeug noch etwa 30 Minuten in der Luft zu halten, bevor es gegen einen Berg fliegt. Grund war eine falsche Wartung am Druckschott der 747. Sieben Jahre zuvor hatte die 747 bei der Landung einen Tailstrike. |           |                                    |                     |                                     |                                       |                                    |
| 16 | 4         | Selbstmordanschlag auf FedEX 705   | Fight for Your Life | 5. Okt. 2005                        | 16. Juni 2009                         | FedEx-Flug 705                     |
| 7. April 1994: Ein Mitarbeiter greift die Crew der DC-10 an. Dieser gelingt es aber, den Attentäter zu überwältigen und die Maschine sicher zu landen. |           |                                    |                     |                                     |                                       |                                    |
| 17 | 5         | Bombenattentat an Bord von PAL 434 | Bomb on Board       | 2. Nov. 2005                        | 17. Juni 2009                         | Philippine-Airlines-Flug 434       |
| 10. Dezember 1994: Ein Terrorist schmuggelt eine Bombe an Bord einer Boeing 747 der PAL und deponiert sie unter einem Passagiersitz. Bei der Explosion stirbt der darauf sitzende Fluggast. Den Piloten gelingt jedoch eine sichere Landung. |           |                                    |                     |                                     |                                       |                                    |
| 18 | 6         | Tödliche Verwechslung              | Mistaken Identity   | 19. Okt. 2005                       | 19. Okt. 2008                         | Iran-Air-Flug 655                  |
| 3. Juli 1988: Ein Airbus A300 der Iran Air wird kurz nach dem Start vom Kriegsschiff Vincennes abgeschossen. Die Besatzung der Vincennes hatte das Zivilflugzeug für eine feindliche Grumman F-14 gehalten, die sie angreifen wollte. |           |                                    |                     |                                     |                                       |                                    |
| 19 | 7         | Hubschrauber in Not                | Helicopter Down     | 9. Nov. 2005                        | 28. Dez. 2008                         | Bristow-Flug 56C                   |
| 19. Januar 1995: Ein Hubschrauber bringt Arbeiter von Aberdeen auf eine Ölplattform in der Nordsee. Als der Helikopter vom Blitz getroffen wird und ins Meer stürzt, müssen die Arbeiter um ihr Leben kämpfen. |           |                                    |                     |                                     |                                       |                                    |
| 20 | 8         | Absturz von Egypt Air 990          | Death and Denial    | 26. Okt. 2005                       | 22. Juni 2009                         | Egypt-Air-Flug 990                 |
| 31. Oktober 1999: Kurz nach dem Start in New York gerät eine Boeing 767 in einen steilen Sinkflug, steigt kurzzeitig und stürzt ins Meer. Die Unfallursache ist ungeklärt. Laut den ägyptischen Behörden soll ein verklemmtes Höhenruder den Sturzflug ausgelöst haben. US-amerikanische Ermittler nehmen dagegen an, der Copilot habe das Flugzeug absichtlich in einen Sturzflug gebracht (Pilotensuizid). |           |                                    |                     |                                     |                                       |                                    |
| 21 | 9         | Außer Kontrolle                    | Runaway Train       | 7. Dez. 2005                        | –                                     | Eisenbahnunfall von San Bernardino |
| 12. Mai 1989: Ein Güterzug donnert mit über 100 Meilen pro Stunde durch das ruhige San Bernardino und entgleist. Der Zug zerstört Häuser, der Unfall kostet mehrere Leben. Doch die falsch bedienten, nicht für diese Masse und nicht für den Cajon-Pass ausgelegten Bremsen sind erst der Beginn der Katastrophe. Unachtsame Bergungsarbeiten beschädigen die Calnev-Pipeline. |           |                                    |                     |                                     |                                       |                                    |
| 22 | 10        | Kind im Cockpit                    | Kid in the Cockpit  | 14. Sep. 2005                       | 26. Okt. 2008                         | Aeroflot-Flug 593                  |
| 23. März 1994: Ein Pilot lädt seine Kinder ins Cockpit eines Airbus A310 ein, der von Moskau nach Hongkong fliegt. Als der Sohn des Piloten unwissentlich den Autopiloten abschaltet, neigt sich das Flugzeug nach rechts, steigt steil nach oben und stürzt ab. Dem Piloten wird die Schuld gegeben, da er unqualifizierte Personen ans Steuer der Maschine ließ. |           |                                    |                     |                                     |                                       |                                    |
| 23 | 11        | Auf Kollisionskurs                 | Collision Course    | 30. Nov. 2005                       | 20. Dez. 2008                         | Express Samina                     |
| Am 26. September 2000 fährt nachts die griechische Fähre Express Samina durch die Ägäis mit Kurs auf die Insel Paros. In der Hochsaison fahren mehrere Fähren täglich diesen Kurs. Wenige Kilometer vor Paros kracht die Samina gegen zwei riesige Felsen und kentert innerhalb von Minuten. Es gibt nicht genügend Schwimmwesten. Passagiere müssen sich an Wrackteilen und Felsen festklammern, bis sie von Fischerbooten aus dem Meer gezogen werden. 75 Passagiere und fünf Crewmitglieder kommen ums Leben. Die Felsen ragten 25 Meter über der Wasseroberfläche. Die Untersuchung zeigte, dass wichtige wasserfeste Türen nicht geschlossen wurden und mechanische Probleme unentdeckt blieben. |           |                                    |                     |                                     |                                       |                                    |
| 24 | 12        | Die Zugkollision von Alberta       | Head-on Collision   | 23. Nov. 2005                       | –                                     | Eisenbahnunfall von Dalehurst      |
| 8. Februar 1986: Ein ruhiger Ausflug in den Rocky Mountains endet im Desaster, als zwei Züge auf demselben Gleis frontal ineinander krachen. Auf dem Ausweichgleis der eingleisigen Strecke zwischen Hargwen und Hinton wartete der Güterzug nicht auf den entgegenkommenden Personenzug. |           |                                    |                     |                                     |                                       |                                    |
| 25 | 13        | Hijack in Afrika                   | Ocean Landing       | 16. Nov. 2005                       | 15. Nov. 2008                         | Ethiopian-Airlines-Flug 961        |
| 23. November 1996: Drei Terroristen entführen eine Boeing 767, der über dem Meer der Treibstoff ausgeht. Der Pilot muss vor den Komoren notwassern. |           |                                    |                     |                                     |                                       |                                    |

## Staffel 4
| Nr. (ges.) | Nr. (St.) | Deutscher Titel             | Originaltitel          | Erstausstrahlung Vereinigte Staaten | Deutschsprachige Erstausstrahlung (D) | Unfall                                                               |
| --- | --------- | --------------------------- | ---------------------- | ----------------------------------- | ------------------------------------- | -------------------------------------------------------------------- |
| 26 | 1         | Das Wunder von Toronto      | Desperate Escape       | 15. Apr. 2007                       | 13. Dez. 2008                         | Air-France-Flug 358                                                  |
| 2. August 2005: In einem Gewitter überrollt ein Airbus A340 von Air France in Toronto das Ende der Landebahn und kommt in einem Graben zum Stillstand. Gründe waren das zu späte Aufsetzen auf der kurzen Landebahn und das nicht rechtzeitige Einschalten der Schubumkehr. |           |                             |                        |                                     |                                       |                                                                      |
| 27 | 2         | Sturzflug aus den Wolken    | Falling from the Sky   | 22. Apr. 2007                       | 4. Nov. 2008                          | British-Airways-Flug 9                                               |
| 24. Juni 1982: Mitten im Flug fallen alle vier Triebwerke einer Boeing 747 aus; man sieht seltsame Elmsfeuer am Flugzeug. Erst nachdem das Flugzeug über 6 km gesunken ist, ließen sich die Triebwerke wieder starten. Das Flugzeug war in eine Wolke aus Vulkanasche geflogen. Scheiben des Cockpits und andere Außenteile waren von der Vulkanasche aus der Flugrichtung wie sandgestrahlt. |           |                             |                        |                                     |                                       |                                                                      |
| 28 | 3         | Feuer an Bord               | Fire Fight             | 29. Apr. 2007                       | 2. Nov. 2008                          | Air-Canada-Flug 797                                                  |
| 2. Juni 1983: In Reiseflughöhe bildet sich Rauch in einer DC-9 der Air Canada. Nach 30 Minuten erfolgte die Notlandung in Cincinnati. Nach dem Öffnen der Türen brennt die Maschine schlagartig aus. 23 der 46 Menschen an Bord sterben an Rauchvergiftung und Flashover. Grund war ein Brand in der Flugzeugtoilette, die Ursache bleibt unklar. Seither werden Fluggäste im Öffnen der Notausgänge instruiert, Rauchmelder in Toiletten und Leuchtstreifen am Boden nachgerüstet. Den Piloten wurde vorgeworfen, den näher gelegenen Flughafen Louisville nicht benutzt zu haben. |           |                             |                        |                                     |                                       |                                                                      |
| 29 | 4         | Crash im Landeanflug        | Final Approach         | 6. Mai 2007                         | 3. Juli 2009                          | Korean-Air-Flug 801                                                  |
| 6. August 1997: Im Landeanflug auf den Flughafen Guam wird eine Boeing 747 bei strömendem Regen und schlechter Sicht gegen den Nimitz Hill geflogen. Die Piloten ließen den Autopilot im ILS-Modus, obwohl der Fluglotse ihnen gesagt hatte, das ILS sei außer Betrieb, so dass das Flugzeug viel zu schnell sank. |           |                             |                        |                                     |                                       |                                                                      |
| 30 | 5         | Versteckte Gefahr           | Hidden Danger          | 13. Mai 2007                        | 16. Nov. 2008                         | United-Airlines-Flug 585, USAir-Flug 427, Eastwind-Airlines-Flug 517 |
| 3. März 1991, 8. September 1994, 9. Juni 1996: Drei Flugzeuge vom Typ Boeing 737 hatten beim Landeanflug Probleme mit dem Ruder, die ersten beiden stürzten deshalb ab. Erst als Eastwind-Airlines-Flug 517 dieselben Probleme hat und trotzdem sicher landet, finden Ermittler die Ursache: Die Seitenrudersteuerung wurde im Flug abgekühlt und schlug bei höherer Temperatur manchmal nach links oder rechts aus und ließ sich daraufhin nicht mehr bewegen. |           |                             |                        |                                     |                                       |                                                                      |
| 31 | 6         | Panik über dem Pazifik      | Panic over the Pacific | 20. Mai 2007                        | 6. Dez. 2008                          | China Airlines Flug 006                                              |
| 19. Februar 1985: Bei einer Boeing 747 SP versagt ein Triebwerk. Kurz darauf stürzt der Jumbo 10 km in die Tiefe, Teile lösen sich vom Flugzeug. Der Pilot bekommt die Maschine wieder unter Kontrolle und landet perfekt. Er hatte angenommen, dass der Autopilot den Ausfall des Triebwerks korrigieren würde, und seinen Instrumenten nicht vertraut. |           |                             |                        |                                     |                                       |                                                                      |
| 32 | 7         | Außer Sicht                 | Out of Sight           | 27. Mai 2007                        | 8. Juli 2009                          | Aeroméxico-Flug 498                                                  |
| 31. August 1986: Eine DC-9 der Aéromexico stürzt im Landeanflug unkontrollierbar über Los Angeles ab. Ein Fluglotse am Flughafen war abgelenkt und hatte ein kleines Privatflugzeug nicht bemerkt, das in den Luftraum eindrang und mit der DC-9 zusammenstieß. Alle Menschen an Bord der Flugzeuge und 15 am Boden starben. Der damalige US-Präsident Ronald Reagan machte darauf das TCAS für den US-amerikanischen Luftraum verbindlich. Die Technik im Tower des Flughafens wurde erneuert. Der Fluglotse konnte diesen Beruf nicht mehr ausüben. |           |                             |                        |                                     |                                       |                                                                      |
| 33 | 8         | Absturz über Bosnien        | Fog of War             | 3. Juni 2007                        | 9. Juli 2009                          | Flugunfall IFO-21                                                    |
| 3. April 1996: Beim Versuch, in dichtem Nebel per Instrumentenflug zu landen, kollidiert eine Boeing 737 der US Air Force mit hochrangigen Regierungsmitarbeitern und Zivilpersonen an Bord mit einem Berg. Der Pilot hatte nur eines der zwei NDBs des Flughafens empfangen und verließ sich wahrscheinlich auf ein ungenau eingestelltes INS. Die Maschine hatte keine Flugschreiber, da diese für sie nicht vorgeschrieben waren. |           |                             |                        |                                     |                                       |                                                                      |
| 34 | 9         | Absturz über dem Roten Meer | Vertigo                | 10. Juni 2007                       | 10. Juli 2009                         | Flash-Airlines-Flug 604                                              |
| 3. Januar 2004: Eine Boeing 737 der Charterfluggesellschaft Flash Airlines gerät kurz nach dem Start in eine starke Rechtskurve und stürzt in einer Abwärtsspirale ins Rote Meer. Der Pilot war in der mondlosen Nacht wohl desorientiert und steuerte unwissentlich nach rechts. Die Piloten waren schlecht ausgebildet worden. Der Kopilot griff nicht ein. Es gab an Bord keine Überlebenden. |           |                             |                        |                                     |                                       |                                                                      |
| 35 | 10        | Geisterflug Helios 522      | Ghost Plane            | 17. Juni 2007                       | 13. Juli 2009                         | Helios-Airways-Flug 522                                              |
| 14. August 2005: Eine Boeing 737 startet in Zypern nach Athen und steigt auf 34.000 Fuß, als ein Alarm die Piloten verwirrt. Sie wussten nicht, dass die Sauerstoffmasken im Passagierraum ausgelöst hatten. Doch die Maschine steigt weiter und die Technik am Boden hat Probleme, von den Piloten eine klare Beschreibung ihrer Probleme zu bekommen. Der Kontakt reißt ab. Nach zwei Stunden steigen Militärjets auf und begleiten die im Autopilot Warteschleifen fliegende 737. Erinnerungen an 9/11 werden wach. Das Militär schießt die Maschine jedoch nicht ab. Drei Stunden nach dem Start stürzt die Boeing wegen Treibstoffmangel ab. Alle 121 Passagiere an Bord sterben, darunter 22 Kinder. Vom CVR wurde zunächst nur das aufgeschlagene Gehäuse gefunden. Nach einem Problem mit einer hinteren Tür wurde die Anlage für den Kabinendruck auf Manuell gestellt und vergessen, den Schalter wieder auf Automatik zurück zustellen. Der Copilot versäumte dies beim Abarbeiten seiner Checkliste vor Start ebenfalls. Ein Ermittler begibt sich in eine Unterdruckkammer, um den Hergang des Unfalls zu verstehen. Er kann nachvollziehen, warum die Piloten unter der einsetzenden Hypoxie keine klare Beschreibung ihrer Probleme geben konnten. Ein Flugbegleiter, der über eine Pilotenausbildung für Kleinflugzeuge verfügte, hatte versucht, die Maschine unter Benutzung tragbarer Notsauerstoffflaschen zu landen. Er war trainiert, mit wenig Sauerstoff auszukommen. Er hatte sich zu diesem Flug gemeldet, da seine Verlobte als Flugbegleiterin für diesen Flug eingeteilt worden war. Bevor er in benommenem Zustand die Maschine gelandet bekommt, geht der Treibstoff aus. Alle Insassen waren erst beim Aufprall umgekommen. |           |                             |                        |                                     |                                       |                                                                      |

## Staffel 5
| Nr. (ges.) | Nr. (St.) | Deutscher Titel                      | Originaltitel                 | Erstausstrahlung Vereinigte Staaten | Deutschsprachige Erstausstrahlung (D) | Unfall                                               |
| --- | --------- | ------------------------------------ | ----------------------------- | ----------------------------------- | ------------------------------------- | ---------------------------------------------------- |
| 36 | 1         | Vom Sturm zu Boden geschmettert      | Invisible Killer              | 7. Mai 2008                         | 14. Juli 2009                         | Delta-Air-Lines-Flug 191                             |
| 2. August 1985: In einem Sturm am Flughafen Dallas wird eine Lockheed TriStar im Landeanflug zu Boden gedrückt und kollidiert mit einem Treibstoffbunker. Das Flugzeug war in einen unerkannten Downburst geraten, der Flugzeuge zu Boden schmettern kann, wenn sie tief fliegen. |           |                                      |                               |                                     |                                       |                                                      |
| 37 | 2         | Ein Jet im Gleitflug                 | Gimli Glider                  | 14. Mai 2008                        | 15. Juli 2009                         | Air-Canada-Flug 143                                  |
| 23. Juli 1983: Während des Fluges fallen beide Triebwerke einer neu ausgelieferten Boeing 767 aus. Der Pilot gleitet zu einem nahegelegenen Flughafen, doch das Bugfahrwerk versagt bei der Landung. Die Kerosinmenge war falsch umgerechnet worden, so dass das Flugzeug mit nur halb so viel Treibstoff wie nötig betankt wurde. |           |                                      |                               |                                     |                                       |                                                      |
| 38 | 3         | Hinter verschlossenen Türen          | Behind Closed Doors           | 16. Apr. 2008                       | 16. Juli 2009                         | American-Airlines-Flug 96, Turkish-Airlines-Flug 981 |
| 12. Juni 1972: Eine DC-10 erleidet auf dem Flug von Detroit nach Buffalo über Windsor eine explosive Dekompression und kann nur mit größter Mühe gelandet werden. Zwei Jahre später, am 3. März 1974, stürzt eine vollbesetzte Maschine der Turkish Airlines desselben Flugzeugtyps von Paris nach London ab. Obwohl die Maschine in einen Wald stürzte, führte dies zu einer neuen Höchstzahl an Unfalltoten der Luftfahrt. Bei beiden Flügen sprang die von Convair zugelieferte Frachttür im Flug durch einen Konstruktionsfehler auf. Da der Boden einbrach, in dem Hydraulikleitungen verlegt waren, konnte die Turkish-Airlines-Maschine nicht mehr gesteuert werden. Das von Turkish Airlines beauftragte Bodenpersonal hatte keine Englischkenntnisse und war über die anfällige Technik nicht richtig geschult worden. |           |                                      |                               |                                     |                                       |                                                      |
| 39 | 4         | Feuer an Bord                        | Fanning the Flames            | 21. Mai 2008                        | –                                     | South-African-Airways-Flug 295                       |
| Am 28. November 1987: Auf Reiseflughöhe über dem Indischen Ozean bricht im Frachtraum einer Boeing 747 Combi ein Feuer aus. Bald darauf verliert die Flugsicherung den Kontakt mit der Crew. Die Brandursache im Frachtraum ist ungeklärt. |           |                                      |                               |                                     |                                       |                                                      |
| 40 | 5         | Fatales Gewicht                      | Dead Weight                   | 30. Apr. 2008                       | 20. Juli 2009                         | Air-Midwest-Flug 5481                                |
| 8. Januar 2003: Eine mit 19 Passagieren vollbesetzte Beechcraft 1900D richtet sich beim Start steil auf, als das Fahrwerk eingefahren wird. Die Strömung reißt ab, das Flugzeug kippt links weg und stürzt fast senkrecht in den Hangar. Die überladene Maschine war nicht mehr zu halten, als das Fahrwerk nach dem Einfahren die Trimmung nicht weiter unterstützte. Dabei wurde das zuvor unsachgemäß nachgestellte Höhenruder zum Verhängnis; es war nur zur Hälfte nach unten benutzbar. Die Wartung war an Subunternehmern von Subunternehmern vergeben worden, die wenig Erfahrung mit der Maschine hatten. Alle 21 Personen an Bord kamen um; im Hangar wurde ein Beschäftigter verletzt. Bei der Berechnung des Ladegewichts wurde von den seinerzeit üblichen, noch aus dem Jahr 1946 stammenden und veralteten Personennormgewichten pro Passagier ausgegangen.                                                             |           |                                      |                               |                                     |                                       |                                                      |
| 41 | 6         | Auf Kurs ins Unwetter                | Southern Storm                | 23. Apr. 2008                       | 21. Juli 2009                         | Southern-Airways-Flug 242                            |
| 4. April 1977: Eine DC-9 fliegt mitten durch einen Sturm hindurch. Dabei fallen beide Triebwerke aus und das Flugzeug wird schwer beschädigt. Bei der Notlandung auf einem Highway rollt das Flugzeug in eine Tankstelle und explodiert. Aufgrund besetzter Telefonleitungen waren aktuellere Wetterberichte nicht verfügbar. Mit dem falsch interpretierten Wetterradar hatten die Piloten das Flugzeug in den schlimmsten Teil des Sturms gesteuert, wo großer Hagel in ca. 4,6 km Höhe und mit der Folge von Surge die Kompressorschaufeln der Triebwerke zerschlugen und zum Ausfallen brachte sowie die Cockpitscheiben beschädigten. Die DC-9 hätte auf dem unter ihr befindlichen Polk County Airport (Cornelius Moore Field) landen können. Da dieser Flughafen dem Fluglotsen nicht bekannt war, leitete er sie auf die mit 40 Meilen zu weit entfernte Dobbins Air Reserve Base. Die DC-9 stürzte in die Ortschaft New Hope. |           |                                      |                               |                                     |                                       |                                                      |
| 42 | 7         | Explosive Indizien                   | Air India: Explosive Evidence | 9. Apr. 2008                        | 22. Juli 2009                         | Air-India-Flug 182                                   |
| 23. Juni 1985: Eine indische Boeing 747 mit 329 Menschen an Bord explodiert im Reiseflug vor der irischen Küste, 150 km südlich von Cork. Eine von Terroristen im Frachtraum platzierte Bombe hatte das Flugzeug in der Luft zerrissen. Sikh-Extremisten hatten zwei Hifi-Verstärker mit Sprengsätzen versehen und ins Gepäck gegeben. Die zweite Bombe tötete zwei Luftfrachtarbeiter auf dem Flughafen Tokio-Narita. Beide Gepäckstücke wurden von Reisenden aufgegeben, die nicht an Bord gingen. Seither wird kein Gepäck ohne den Besitzer an Bord verladen. Weiterentwicklungen an Frachtcontainern bezüglich der Explosionssicherheit wurden nicht übernommen. |           |                                      |                               |                                     |                                       |                                                      |
| 43 | 8         | Falscher Alarm                       | Mixed Signals                 | 28. Mai 2008                        | 21. Jan. 2011                         | Alas-Nacionales-Flug 301                             |
| 6. Februar 1996: Eine kurzfristig gecharterte türkische Boeing 757 hebt mit 189 Insassen von Puerto Plata ab und stürzt kurz darauf ins Meer. Die Pitotrohre, die die Fluggeschwindigkeit messen, waren verstopft. Der Autopilot hatte angenommen, dass das Flugzeug zu schnell war. Tatsächlich war es zu langsam, erlitt einen Strömungsabriss und stürzte ab. Die 757 war 25 Tage am Boden geblieben. Es wird davon ausgegangen, dass sich in den am Boden nicht abgedeckten Pitotrohren Mauerwespen eingenistet haben. Es war der erste Absturz einer Boeing 757. |           |                                      |                               |                                     |                                       |                                                      |
| 44 | 9         | Fatale Ablenkung                     | Fatal Distraction             | 4. Juni 2008                        | 24. Juli 2009                         | Eastern-Air-Lines-Flug 401                           |
| 29. Dezember 1972: Eine Lockheed TriStar befindet sich im Landeanflug auf Miami, als die Bugfahrwerksanzeige nicht aufleuchtet. Das Flugzeug dreht Warteschleifen über den Everglades, als es in den Sumpf stürzt. Der Autopilot der TriStar schaltet sich ab, sobald man den Steuerknüppel bewegt. Im Cockpit hatte angespannte Stimmung geherrscht, da eine Glühbirne defekt war und nicht festgestellt werden konnte, ob das Fahrwerk korrekt ausgefahren war. Der Pilot kam dabei, ohne es zu merken, an den Steuerknüppel für den Autopiloten. Der Autopilot hielt daraufhin die Höhe nicht mehr, und das Flugzeug begann unbemerkt zu sinken. Das Bugfahrwerk war zum Zeitpunkt des Absturzes ausgefahren, nur die Glühbirne war defekt. |           |                                      |                               |                                     |                                       |                                                      |
| 45 | 10        | Auf Kollisionskurs über dem Amazonas | Phantom Strike                | 11. Juni 2008                       | 27. Juli 2009                         | Gol-Transportes-Aéreos-Flug 1907                     |
| 29. September 2006: Ein kleiner Businessjet, der an seine Fluggesellschaft überführt wird, kann kaum Kontakt mit der Flugsicherung herstellen. In Reiseflughöhe auf Flugfläche 370 trennt er den halben Flügel einer Boeing 737 ab, die daraufhin abstürzt; die kleinere Maschine kann auf einem Militärflugplatz notlanden. Der Businessjet flog auf Flugfläche 370, sollte aber auf Flugfläche 360 fliegen – der Lotse hatte vergessen, dies anzusagen. Als kurz darauf der Transponder ausfiel, dachten die Fluglotsen, der Businessjet sei bereits auf Flugfläche 360. |           |                                      |                               |                                     |                                       |                                                      |

## Staffel 6 (Spezialfolgen)
| Nr. (ges.) | Nr. (St.) | Deutscher Titel                    | Originaltitel           | Erstausstrahlung Vereinigte Staaten | Deutschsprachige Erstausstrahlung (D) | Unfälle |
| --- | --------- | ---------------------------------- | ----------------------- | ----------------------------------- | ------------------------------------- | --- |
| 46 | 1         | Spezial: Risikofaktor Druckverlust | Ripped Apart            | 16. Dez. 2007                       | 14. Okt. 2009                         | Aloha-Airlines-Flug 243, British-Airways-Flug 5390, United-Airlines-Flug 811/Helios-Airways-Flug 522                                                                             |
| In dieser Folge geht es um Druckverlust während des Fluges. Dieser kann durch Wartungs- und Konstruktionsfehler, unerkannte Materialermüdung und Pilotenfehler auftreten.                                               |           |                                    |                         |                                     |                                       | |
| 47 | 2         | Spezial: Risikofaktor Wartung      | Fatal Flaw (Fatal Fix)  | 16. Dez. 2007                       | 15. Okt. 2009                         | Alaska-Airlines-Flug 261, Japan-Airlines-Flug 123, Atlantic-Southeast-Airlines-Flug 529, Swissair-Flug 111, United-Airlines-Flug 585, USAir-Flug 427, Eastwind-Airlines-Flug 517 |
| In dieser Spezialfolge geht es um schlechte Wartung, die leicht die Ursache einer Katastrophe sein kann. Oft wird bei der Wartung Geld gespart, was das Leben der Passagiere aufs Spiel setzt.                          |           |                                    |                         |                                     |                                       | |
| 48 | 3         | Spezial: Risikofaktor Autopilot    | Who's flying the Plane? | 2. März 2008                        | 16. Okt. 2009                         | Aeroperú-Flug 603, China-Airlines-Flug 006, Aeroflot-Flug 593, Flash-Airlines-Flug 604, Air-Transat-Flug 236                                                                     |
| Alle Flugzeugpassagiere verlassen sich auf die Piloten, zu viele Piloten auf den Autopiloten des Flugzeuges. Diese Folge zeigt Ereignisse, bei denen der Autopilot nicht tat, was die Piloten erwarteten, oder ausfiel. |           |                                    |                         |                                     |                                       | |

## Staffel 7
| Nr. (ges.) | Nr. (St.) | Deutscher Titel                | Originaltitel          | Erstausstrahlung Vereinigte Staaten | Deutschsprachige Erstausstrahlung (D) | Unfall                               |
| --- | --------- | ------------------------------ | ---------------------- | ----------------------------------- | ------------------------------------- | ------------------------------------ |
| 49 | 1         | Zerschmettert in Tausend Teile | Scratching the Surface | 18. Nov. 2009                       | 2. Juli 2009                          | China-Airlines-Flug 611              |
| 25. Mai 2002: Eine Boeing 747 zerbricht kurz vor dem Erreichen der Reiseflughöhe. 22 Jahre vor dem Unfall war ein Heckanschlag nicht korrekt repariert worden. Vom Heckanschlag hatten sich Risse gebildet, die aufgrund eines darübergeschraubten Blechs unbemerkt blieben. Die Risse hatten sich über die Jahre um den gesamten Heckbereich ausgebreitet, was zum Auseinanderbrechen der Maschine führte. |           |                                |                        |                                     |                                       |                                      |
| 50 | 2         | Der Anschlag von Lockerbie     | Lockerbie Disaster     | 17. Dez. 2009                       | 9. Juli 2009                          | Lockerbie-Anschlag (Pan-Am-Flug 103) |
| 21. Dezember 1988: Eine Boeing 747 explodiert in der Luft über der schottischen Stadt Lockerbie. Eine Bombe im Frachtraum, die von libyschen Terroristen an Bord gebracht worden sein soll, hatte die Maschine in der Luft zerrissen. Die als Konsequenz aus dem Anschlag auf eine andere Boeing 747 auf Air India Flug 182 eingeführte Passenger-Baggage Reconciliation, nach der kein Fluggepäckstück ohne seinen Eigentümer an Bord geht, hatte PanAm ausgesetzt. Der Sprengsatz war in einem Radiorekorder vom Typ Toshiba RT-SF 16 statt des Kassettenlaufwerks einbaut worden. Das Gepäckstück wurde in Malta aufgegeben. Die zur Zündung benutzen Langzeittimer waren auf eine Bestellung aus Libyen in der Schweiz hergestellt worden. Alle 243 Menschen an Bord kamen um, 11 weitere am Boden. PanAm ging nach dem Verlust in Insolvenz. |           |                                |                        |                                     |                                       |                                      |
| 51 | 3         | Der Teufel steckt im Detail    | Blown Apart            | 11. Nov. 2009                       | 16. Juli 2009                         | Partnair-Flug 394                    |
| 8. September 1989: Über der Nordsee stürzt eine Convair 580 ab. Die Piloten flogen aufgrund von Mängeln mit eingeschalteter APU, die starke Schwingungen verursachte und sich mit Schwingungen des Seitenleitwerks überlagerte und summierte. Das Ruder löste sich vom Rumpf, es war mit Schrauben ungeeigneter Festigkeitsklasse montiert worden, die nur 60 % der ermittelten Last standhielten. Das unkontrollierbar gewordene Flugzeug ging in den Sturzflug über und zerbrach noch in der Luft. In Folge der Ermittlungen fliegt ein Skandal gefälschter Ersatzteile und Zertifikate auf. |           |                                |                        |                                     |                                       |                                      |
| 52 | 4         | Kollision über den Wolken      | Sight Unseen           | 11. Nov. 2009                       | 23. Nov. 2009                         | Flugzeugkollision von Charkhi Dadri  |
| 12. November 1996: Eine Boeing 747 und eine Iljuschin Il-76 kollidieren in der Luft, obwohl über 300 m Abstand zwischen ihnen sein sollte. Die Crew der Iljuschin hatte die Anweisung, die Höhe zu halten, aufgrund von schlechten Englischkenntnissen nicht eingehalten. Am Flughafen Neu-Delhi war das Sekundärradar, das die Flughöhen zeigt, zwar bestellt und geliefert, aber nicht installiert worden. Ermittler fanden Hinweise auf drei weitere verhinderte Zusammenstöße. Keine der Maschinen verfügte über TCAS. |           |                                |                        |                                     |                                       |                                      |
| 53 | 5         | Operation Babylift             | Operation Babylift     | 4. Nov. 2009                        | 30. Juli 2009                         | Operation Babylift                   |
| 4. April 1975: Eine Lockheed C-5 Galaxy soll Waisenkinder aus Vietnam evakuieren. Doch als sich nach dem Start die Heckladerampe öffnet, wird das Flugzeug unkontrollierbar und stürzt in ein Feld. Die nicht korrekt eingebaute Laderampe war nicht richtig verschlossen worden – drei Stifte hatten nicht richtig eingerastet. |           |                                |                        |                                     |                                       |                                      |
| 54 | 6         | Notlandung auf dem Wasser      | Falling Fast           | 9. Dez. 2009                        | 6. Aug. 2009                          | Tuninter-Flug 1153                   |
| 6. August 2005: Bei einer ATR-72 fallen über dem Mittelmeer beide Propeller aus, die Triebwerke können von der Besatzung nicht mehr gestartet werden. Das Flugzeug muss eine Notwasserung durchführen. Die Maschine führte nicht genug Kerosin mit, da eine falsche Tankanzeige eingebaut worden war, die für eine ATR 42 mit kleineren Tanks bestimmt war. Die Piloten dachten, das Flugzeug habe genug Treibstoff. Dieser ging jedoch über dem Mittelmeer aus, obwohl das Instrument meldete, dass noch genug Treibstoff vorhanden sei. Die Tanks waren in Wirklichkeit jedoch leer. Auch brachten die Piloten die Propeller nicht in Segelstellung, mit der die Maschine eine größere Distanz hätte weitergleiten können. Möglicherweise hätte der Unfall damit verhindert werden können.                                                      |           |                                |                        |                                     |                                       |                                      |
| 55 | 7         | Vom Kurs abgekommen            | Flight 574: Lost       | 16. Dez. 2009                       | 23. Juli 2009                         | Adam-Air-Flug 574                    |
| 1. Januar 2007: Eine zivile Boeing 737 stürzt ins Meer. Die Fluggesellschaft hatte ein teilweise defektes Inertiales Navigationssystem (INS) eingebaut, auf das die Piloten im schlechten Wetter vertrauten. Die Besatzung merkte nicht, dass sich der Autopilot abgeschaltet hatte. |           |                                |                        |                                     |                                       |                                      |
| 56 | 8         | Gefährliche Wetterphänomene    | Frozen in Flight       | 16. Dez. 2009                       | 20. Aug. 2009                         | Simmons-Airlines-Flug 4184           |
| 31. Oktober 1994: In der regnerischen Halloween-Nacht fliegt eine ATR-72 Warteschleifen südlich vor O’Hare, über dem eine Kaltfront durchzieht. Die Propellermaschine kann das Wetterphänomen nicht überfliegen. Gefrierender Regen, für den sie der einzige Kondensationskeim in der Luft ist, sammelt sich auf den Tragflächen und vereist hinter der Enteisungsanlage, die das Eis nicht entfernen kann. Dadurch verschlechtert sich der Auftrieb, und das Flugzeug stürzt bei Roselawn (Indiana) unkontrollierbar ab. Alle 68 Menschen an Bord sterben. |           |                                |                        |                                     |                                       |                                      |

## Staffel 8 (Spezialfolgen)
| Nr. (ges.) | Nr. (St.) | Deutscher Titel                     | Originaltitel    | Erstausstrahlung Vereinigte Staaten | Deutschsprachige Erstausstrahlung (D) | Unfall |
| --- | --------- | ----------------------------------- | ---------------- | ----------------------------------- | ------------------------------------- | --- |
| 57 | 1         | Spezial II: All Clear               | System Breakdown | 10. Juni 2009                       | 17. Sep. 2009                         | Flugzeugkollision über dem Grand Canyon Aeroméxico-Flug 498 Avianca-Flug 52 Gol-Transportes-Aéreos-Flug 1907 Flugzeugkollision von Überlingen |
| Die Folge handelt von Zusammenstößen in der Luft, die durch Kommunikation verhinderbar gewesen wären. |           |                                     |                  |                                     |                                       | |
| 58 | 2         | Spezial II: Absturzursache Unwetter | Cruel Skies      | 17. Juni 2009                       | 24. Sep. 2009                         | Southern-Airways-Flug 242 Delta-Air-Lines-Flug 191 American-Airlines-Flug 1420 British-Airways-Flug 9                                         |
| Das Wetter kann den Flugverkehr erheblich beeinflussen. Wenn die Wetterbedingungen schlecht oder die Piloten unvorbereitet sind, kann ein normaler Flug in einer Katastrophe enden. Diese Spezialfolge zeigt einige Beispiele, was schlechtes Wetter alles anrichten kann. |           |                                     |                  |                                     |                                       | |

## Staffel 9
| Nr. (ges.) | Nr. (St.) | Deutscher Titel           | Originaltitel        | Erstausstrahlung Vereinigte Staaten | Deutschsprachige Erstausstrahlung (D) | Unfall                                |
| --- | --------- | ------------------------- | -------------------- | ----------------------------------- | ------------------------------------- | ------------------------------------- |
| 59 | 1         | Panik auf dem Rollfeld    | Panic on the Runway  | 1. März 2010                        | 18. Juli 2010                         | British-Airtours-Flug 28M             |
| 22. August 1985: Das Triebwerk einer Boeing 737 fängt beim Start Feuer. Nach dem Startabbruch sterben viele Passagiere durch das Einatmen von giftigen Rauch. Die Piloten hatten nicht bemerkt, dass das Triebwerk brannte, und steuerten die Maschine nach Abbruch des Starts in den Wind. |           |                           |                      |                                     |                                       |                                       |
| 60 | 2         | Der Jungfernflug des A320 | Pilot vs. Plane      | 8. März 2010                        | 15. Sep. 2010                         | Air-France-Flug 296                   |
| 26. Juni 1988: Im niedrigen Vorbeiflug bei einer Flugschau kann ein neuer Airbus A320 keine Höhe mehr gewinnen und stürzt in einen Wald hinter der Landebahn. Der Pilot überflog die Graspiste im Tiefflug; der Schub zum Weiterflug erfolgte jedoch später als vom Piloten erwartet. Aufgrund von Manipulationen des Flugdatenschreibers bleibt umstritten, inwieweit ein (möglicherweise noch unausgereiftes) Fly-by-wire-System fälschlicherweise davon ausging, dass der Airbus landen wolle, und die Maschine nicht mehr steigen und den Triebwerksschub erst zu spät erhöhen ließ.                                                                                               |           |                           |                      |                                     |                                       |                                       |
| 61 | 3         | Chaos im Cockpit          | Cockpit Chaos        | 15. März 2010                       | 18. Juli 2010                         | Northwest-Airlines-Flug 255           |
| 16. August 1987: Eine McDonnell Douglas MD-80 kann beim Start keine Höhe gewinnen und stürzt kurz nach Ende der Startbahn ab. Die Piloten hatten vergessen, die Landeklappen und die Vorflügel, die den Auftrieb erhöhen, auszufahren. |           |                           |                      |                                     |                                       |                                       |
| 62 | 4         | Klar zum Crash            | Cleared for Disaster | 22. März 2010                       | 22. Sep. 2010                         | USAir-Flug 1493                       |
| 1. Februar 1991: Eine landende Boeing 737 und eine kleine Fairchild Swearingen Metro, die zum Start bereit ist, kollidieren auf der Landebahn des Flughafens Los Angeles. Die Fluglotsin vergaß, dass der Metroliner auf der Startbahn stand, als sie der 737 Landeerlaubnis erteilte. Auch war der Metroliner kaum beleuchtet, so dass er im Dunkeln fast nicht zu erkennen war. |           |                           |                      |                                     |                                       |                                       |
| 63 | 5         | Zum Abschuss freigegeben  | Target is Destroyed  | 29. März 2010                       | 29. Sep. 2010                         | Korean-Airlines-Flug 007              |
| 1. September 1983: Eine Boeing 747 fliegt von Anchorage nach Seoul, als sie nahe der russischen Insel Sachalin ins Meer stürzt. Das Flugzeug war weit vom Kurs abgekommen, da es die koreanischen Piloten versäumt hatten, den Autopiloten von „Heading“ auf „INS“ umzuschalten. Die Maschine wurde daraufhin von einer russischen Suchoi Su-15 abgeschossen. |           |                           |                      |                                     |                                       |                                       |
| 64 | 6         | Eiskalter Killer          | Cold Case            | 12. Apr. 2010                       | 6. Okt. 2010                          | Air-Ontario-Flug 1363, USAir-Flug 405 |
| 10. März 1989: Bei Schneefall stürzt eine Fokker 28 einen Kilometer nach dem Start ab. Drei Jahre später, am 22. März 1992, geschieht dasselbe mit einer USAir-Maschine gleichen Flugzeugtyps. Die F-28 der Air Ontario war nicht enteist worden, da die Triebwerke nicht abgestellt werden konnten – bei laufenden Triebwerken darf ein Flugzeug nicht enteist werden. Die USAir-Maschine war nicht enteist worden, da der Flug Verspätung hatte und der Pilot dies nicht für nötig hielt. |           |                           |                      |                                     |                                       |                                       |
| 65 | 7         | Tragödie im Elsass        | The Final Blow       | 5. Apr. 2010                        | 13. Okt. 2010                         | Air-Inter-Flug 148                    |
| 20. Januar 1992: Ein Airbus A320 zerschellt im Landeanflug auf den Flughafen Straßburg an einem Berg. Der Pilot wollte in den Autopiloten einen Sinkwinkel von −3,3° einstellen, doch er stellte aus Versehen −3,3 im Vertikal-Geschwindigkeitsmodus ein, so dass das Flugzeug mit 3300 Fuß pro Minute sank, viel schneller als gewollt. Aber das Flugzeug sank noch schneller, als es von Turbulenzen leicht nach oben gedrückt wurde. Wenn das Flugzeug sinkt, steigt und dann wieder sinkt, sieht das Navigationssystem diesen Umstand als Notfall an und die Maschine sinkt noch schneller als gewöhnlich. Aufgrund von Wolken hatte die Besatzung den Berg nicht erkennen können. |           |                           |                      |                                     |                                       |                                       |
| 66 | 8         | Absturz vor Miami         | Cracks in the System | 19. Apr. 2010                       | 20. Okt. 2010                         | Chalk’s-Ocean-Airways-Flug 101        |
| 20. Dezember 2005: Nahe dem Strand von Miami stürzt eine Grumman G-73 ins Meer. Augenzeugen sehen, dass der gesamte rechte Flügel abreißt. Korrosion, Materialermüdung und ein gebrochener und falsch reparierter Stringer ließen Risse am rechten Flügel entstehen, die das Wartungspersonal mit einem Doppler-Blech zu stoppen versuchte. Doch durch die Korrosion und die Materialermüdung wurden die restlichen Stringer im rechten Flügel immer schwächer, bis schließlich alle bei diesem Flug brachen und der gesamte Flügel abbrach. |           |                           |                      |                                     |                                       |                                       |

## Staffel 10
| Nr. (ges.) | Nr. (St.) | Deutscher Titel            | Originaltitel       | Erstausstrahlung Vereinigte Staaten | Deutschsprachige Erstausstrahlung (D) | Unfall                         |
| --- | --------- | -------------------------- | ------------------- | ----------------------------------- | ------------------------------------- | ------------------------------ |
| 67 | 1         | Absturz über Zürich        | Cockpit Failure     | 12. März 2011                       | 16. März 2011                         | Crossair-Flug 3597             |
| 24. November 2001: Eine Avro RJ100 stürzt kurz vor der Landung in einem Wald ab. Die Piloten hatten ihre Höhe nicht beachtet; der Flugkapitän war schon in andere Zwischenfälle verwickelt gewesen. |           |                            |                     |                                     |                                       |                                |
| 68 | 2         | Das Wunder von London      | The Heathrow Enigma | 7. März 2011                        | 23. März 2011                         | British-Airways-Flug 38        |
| 17. Januar 2008: Weniger als eine Minute vor dem Aufsetzen fallen beide Triebwerke einer Boeing 777, die zu diesem Zeitpunkt zu den modernsten Flugzeugen der Welt zählt, aus. Das Flugzeug setzt kurz vor der Landebahn auf; keiner der Insassen kommt ums Leben. Die Triebwerke erhielten nicht genug Treibstoff, da im Kerosin enthaltenes Wasser während des Fluges einfror. Wegen großer Schubveränderungen bei der Landung löste sich das Eis von den Leitungswänden und blockierte den Treibstoff/Öl-Wärmetauscher. Wegen eines schlechten Designs wurde das Eis vom Wärmetauscher nicht geschmolzen. |           |                            |                     |                                     |                                       |                                |
| 69 | 3         | Flammen über Stockholm     | Pilot Betrayed      | 28. März 2011                       | 30. März 2011                         | Scandinavian-Airlines-Flug 751 |
| 27. Dezember 1991: Im Winter fallen nach dem Start beide Triebwerke einer DC-9-81 aus. Die Besatzung schafft es nicht, die Triebwerke wieder zu starten, woraufhin das Flugzeug abstürzt. Dabei kommen keine Insassen ums Leben. Nach der Enteisung am Boden hatte niemand die Ergebnisse überprüft; durchsichtiges Eis war von den Flügeln in die Triebwerke geraten. |           |                            |                     |                                     |                                       |                                |
| 70 | 4         | Sturz durch Eis und Wind   | Dead Tired          | 21. März 2011                       | 6. Apr. 2011                          | Colgan-Air-Flug 3407           |
| 12. Februar 2009: Bei einer Landung unter eisigen Bedingungen stürzt eine Propellermaschine ab. Der Pilot hatte die für diese Wetterbedingungen notwendige Mindestgeschwindigkeit unterschritten und löste damit einen Sackflug aus. |           |                            |                     |                                     |                                       |                                |
| 71 | 5         | Notlandung im Hudson River | Hudson River Runway | 14. März 2011                       | 13. Apr. 2011                         | US-Airways-Flug 1549           |
| 15. Januar 2009: Bei einem Airbus A320 versagen kurz nach dem Start in New York beide Triebwerke. Der Pilot ist sich sicher, dass er keine Landebahn erreichen kann, und macht eine perfekte Notwasserung auf dem Hudson River, die alle Passagiere überleben. Das Flugzeug war in einen Schwarm Vögel geraten. |           |                            |                     |                                     |                                       |                                |
| 72 | 6         | Absturz vor Amsterdam      | Who's in control?   | 27. Feb. 2011                       | 27. Apr. 2011                         | Turkish-Airlines-Flug 1951     |
| 25. Februar 2009: Bei der Landung wird die Triebwerksleistung vom Autopiloten auf Leerlauf gestellt, womit die Boeing 737 die Landebahn nicht mehr erreichen kann und einige Kilometer vorher abstürzt. Ein defekter Höhenmesser gab dem Autopiloten die Information, dass die Maschine nur wenige Meter über dem Boden war, so dass er die Triebwerke in den Leerlauf schaltete. |           |                            |                     |                                     |                                       |                                |

## Staffel 11
| Nr. (ges.) | Nr. (St.) | Deutscher Titel            | Originaltitel                | Erstausstrahlung Vereinigte Staaten | Deutschsprachige Erstausstrahlung (D) | Unfall                                                                                         |
| --- | --------- | -------------------------- | ---------------------------- | ----------------------------------- | ------------------------------------- | ---------------------------------------------------------------------------------------------- |
| 73 | 1         | Landebahn-Desaster         | Deadly Reputation            | 12. Aug. 2011                       | 14. März 2012                         | TAM-Linhas-Aéreas-Flug 3054                                                                    |
| 17. Juli 2007: Bei der zweiten Landung nach Plan am selben Tag auf dem unter Piloten berüchtigten Flughafen São Paulo-Congonhas kommt ein Airbus A320 der TAM nicht rechtzeitig zum Stehen, schießt über die Landebahn 35L hinaus, in ein Gebäude neben einer Tankstelle und geht in Flammen auf. Der Flugkapitän stand unter Stress und hatte das rechte Triebwerk vergessen, bei dem 4 Tage zuvor aufgrund von technischen Problemen sicherheitshalber der Umkehrschub deaktiviert war. Die Landebahn hatte einen neuen Belag bekommen und war einen Monat gut benutzbar. Doch im Regen bildeten sich Pfützen, die zu Aquaplaning führen. Die Pistenrillen waren noch nicht eingefräst worden. Nun wurde die deaktivierte Schubumkehr zum Verhängnis. Das rechte vergessene Triebwerk erzeugte weiter Schub, hielt die Geschwindigkeit und verursachte die Linksdrehung und forderte 199 Tote, alle im Airbus und 12 am Boden. 4 von ihnen konnten nicht aus dem Gebäude fliehen, da die abgebrochene Tragfläche den Ausgang versperrt hatte. |           |                            |                              |                                     |                                       |                                                                                                |
| 74 | 2         | Zu hoch hinaus             | The Plane that flew too high | 19. Aug. 2011                       | 21. März 2012                         | West-Caribbean-Airways-Flug 708                                                                |
| 16. August 2005: Eine vollbeladene McDonnell Douglas MD-80 fliegt auf Reiseflughöhe in einen Sturm und stürzt in Venezuela ab. Ermittlungen ergaben später, dass der Kapitän im Flug die Enteisungsanlage angestellt hatte. Das wäre kein Problem gewesen, wenn das schwere Flugzeug auf 31000 Fuß Höhe geflogen wäre. Aber die Besatzung stieg mit dem Flugzeug auf 33000 Fuß und schaltete dann erst das Enteisungssystem an. Da dieses aber den Schub der Triebwerke leicht verringert, hatte die Maschine nicht mehr genug Schub, um Höhe und Geschwindigkeit zu halten. Der Autopilot hielt die Höhe, weshalb die Geschwindigkeit sank, worauf der Autopilot den Anstellwinkel weiter erhöhte, um nicht zu sinken. So geriet die MD-82 bald in einen Strömungsabriss, auf den die Piloten falsch reagierten. Das Flugzeug hatte keinen Auftrieb mehr und stürzte ab. |           |                            |                              |                                     |                                       |                                                                                                |
| 75 | 3         | Tödlicher Zwischenstop     | Split Decision               | 26. Aug. 2011                       | 28. März 2012                         | Multinational-Force-and-Observers-Flug 128 / inoffizielle Bezeichnung als Arrow-Air-Flug 1285R |
| 12. Dezember 1985: Kurz nach dem Start im winterlichen Gander stürzt eine DC-8 ab, weniger als drei Kilometer vom Flughafen entfernt. Der CVR funktionierte nicht, der FDR zeichnete nur minimalistisch auf. Die Unfallursache ist unter den Ermittlern umstritten. Als wahrscheinlichste Theorie gilt, dass sich Eis auf den Flügeln gebildet hatte – die Maschine war nicht enteist worden. Die Luft in der vorherigen Flughöhe hatte den Treibstoff in den Tragflächentanks abgekühlt. Außerdem war das Charterflugzeug voller Soldaten, so dass das vom Kapitän genommene Durchschnittsgewicht um 5 t zu klein gewesen war. Die DC-8 war schwer beladen und die vereisten Flügel verringerten den Auftrieb, so dass ein Strömungsabriss eintrat und der Kapitän die Maschine hoch zog, bevor sie Geschwindigkeit gewonnen hatte. Eine andere Theorie geht von einem Terroranschlag oder im Frachtraum gelagerten Waffen aus, die explodierten und so die Steuerung unmöglich machten. |           |                            |                              |                                     |                                       |                                                                                                |
| 76 | 4         | Absturz über Texas         | Breakup over Texas           | 29. Dez. 2011                       | 4. Apr. 2012                          | Britt-Airways-Flug 2574                                                                        |
| 11. September 1991: Eine kleine Propellermaschine vom Typ Embraer EMB 120 stürzt im Landeanflug auf Houston ab. Bei der Wartung in der Nacht zuvor war das Höhenruder überprüft worden; ein Techniker hatte dazu die Frontseite des rechten Teils des Höhenruders entfernt und später, nach dem Einbau neuer Teile, wieder festgeschraubt. Allerdings hatte während dieser lang andauernden Arbeit ein Schichtwechsel stattgefunden. Das NTSB fand heraus, dass ein Techniker der ersten Schicht auch die obenliegenden Schrauben des linken Teils des Höhenruders entfernt hatte, man aber in dieser Schicht nicht mehr zu diesem Teil gekommen war. Er hatte außerdem vergessen, den nächsten Arbeitern davon zu erzählen, sie machten also nur den rechten Teil fertig. Als das Flugzeug im Landeanflug eine hohe Geschwindigkeit erreichte, brach die nur teilweise befestigte linke Frontseite ab. Wegen der nun komplett falschen Aerodynamik war das Flugzeug nicht mehr zu kontrollieren. |           |                            |                              |                                     |                                       |                                                                                                |
| 77 | 5         | Manchester United          | Munich Air Disaster          | 29. Dez. 2011                       | 11. Apr. 2012                         | British-European-Airways-Flug 609                                                              |
| 6. Februar 1958: Bei einsetzendem Schnee und Temperaturen um den Gefrierpunkt schießt beim dritten Versuch abzuheben eine Airspeed Ambassador am Flughafen München-Riem über die Landebahn hinaus, rammt ein Haus und fängt Feuer. Mehr als die Hälfte der Insassen, darunter die Fußballmannschaft Manchester United, kommt ums Leben. Um die Motoren nicht zu überlasten, war nicht ständig voller Schub gegeben worden. Der Kapitän überlebte und wird gefeuert, da er nebensächlich mit dem Kopilot den Sitz getauscht hatte. Ein Jahr später wurde der Unfallbericht fertiggestellt und vereiste Tragflächen als Ursache genannt. Später stellt sich bei Versuchen in Kanada heraus, dass der Schneematsch im letzten Drittel der Münchner Landebahn das Flugzeug zu sehr abbremste, sodass es nie hätte abheben können. Für andere Maschinen war das kein Problem gewesen, da sie noch im geräumten Teil der Startbahn abheben konnten. Ein aus dem Terminal heraus gemachtes Bild sollte Vereisung belegen. Es zeigte nur spiegelndes Sonnenlicht der nassen Tragflächen. Ein zu Hilfe eilender Anwohner war in Gummistiefeln auf die Tragflächen der frisch verunglückten Maschine gestiegen und hatte ausgesagt, er wäre abgerutscht, wenn dort Eis gewesen wäre. England entlastete den Unfallpiloten, während in Deutschland auf der Eistheorie des Berichtes beharrt wurde. Die Schneehöhe war ohne Rücksicht auf Verwehungen bestimmt worden.        |           |                            |                              |                                     |                                       |                                                                                                |
| 78 | 6         | Glückliche Umkehr          | Turning Point                | 29. Dez. 2011                       | 18. Apr. 2012                         | Northwest-Airlines-Flug 85                                                                     |
| 9. Oktober 2002: Während des Fluges nach Tokio bekommt eine Boeing 747 Probleme mit dem Seitenruder, das in einer abnormalen Position nach links feststeckt und nicht bewegt werden kann. Den Piloten gelingt eine Landung in Anchorage. Die PCU, mit der der Pilot das Ruder über Pedale bewegen kann, war zerbrochen und alle Hydraulikflüssigkeit aus ihr herausgelaufen. Das Ruder konnte daraufhin nicht mehr bewegt werden. |           |                            |                              |                                     |                                       |                                                                                                |
| 79 | 7         | Fataler Systemfehler       | Bad Attitude                 | 20. Jan. 2012                       | 25. Apr. 2012                         | Korean-Air-Cargo-Flug 8509                                                                     |
| 22. Dezember 1999: Ein Frachtflugzeug vom Typ Boeing 747 stürzt weniger als eine Minute nach dem Start in London ab. Beim vorherigen Flug funktionierte der künstliche Horizont (ADI) des Kapitäns nicht mehr und zeigte eine falsche Fluglage an. Nach der Landung in London sollte ein Mechaniker der Korean Air sich darum kümmern, doch wegen fehlender Wartungsutensilien konnte er die Fehlernummer im Logbuch nicht deuten. Er schraubte nur am ADI herum, der nachher offenbar wieder funktionierte. Das Problem lag tiefer in der Inertial Navigation Unit (INU), die dem ADI die Daten liefert. Als der künstliche Horizont nach dem Start in schlechter Sicht zeigte, dass das Flugzeug weiterhin geradeaus flog, obwohl der Kapitän es nach links drehte, drückte er das Flugzeug weiter in einen Spiralsinkflug mit einem Querneigungswinkel von fast 90°. Der relativ junge Copilot, dessen ADI funktionierte und mit dem dritten ADI übereinstimmte, unternahm nichts, da er wohl nach der koreanischen Kultur den Gesichtsverlust vermeiden wollte. Er hätte dem Kapitän widersprochen, der bei der Luftwaffe war und ranghoch ins Unternehmen kam. Die Hierarchie in der Crew wurde als Ursache beschrieben; sie wäre kein Team gewesen, sondern hätte lediglich aus einem Kapitän und dessen Assistenten bestanden. Die Streitkräfte der Vereinigten Staaten untersagten daraufhin, für Dienstreisen ihres Personals Korean Air zu beauftragen. |           |                            |                              |                                     |                                       |                                                                                                |
| 80 | 8         | Menschliches Versagen      | Blind Spot                   | 27. Jan. 2012                       | 2. Mai 2012                           | Pacific-Southwest-Airlines-Flug 182                                                            |
| 25. September 1978: Kurz vor der Landung in San Diego stürzt eine Boeing 727 ab, nachdem sie mit einer kleinen Cessna kollidiert war. Der Flugschüler in der Cessna hatte sich nicht an die Anweisungen des Kontrollturms gehalten und flog parallel unter der 727, die er wegen der Tragflächen der Cessna nicht sehen konnte (sie befinden sich über dem Cockpit). Auch aus der Boeing war das Kleinflugzeug kaum zu erkennen, da das Cockpit weit oben liegt und wohl auch durch die Scheibenwischer verdeckt wurde. Allerdings hätte der Pilot dem Tower melden müssen, dass das Kleinflugzeug nicht mehr in Sicht war. So stieß die Cessna mit der Tragfläche der Boeing zusammen, die sofort Feuer fing. |           |                            |                              |                                     |                                       |                                                                                                |
| 81 | 9         | Absturz in der Wüste       | Under Pressure               | 3. Feb. 2012                        | 9. Mai 2012                           | Nigeria-Airways-Flug 2120                                                                      |
| 11. Juli 1991: Eine DC-8 stürzte kurz nach dem Start in Dschidda ab, weil zwei Reifen aufgrund ihres zu niedrigen Drucks beim Start Feuer fingen. Die Piloten zogen, ohne es zu bemerken, das brennende Fahrwerk nach dem Start ein, worauf sich das Feuer im Rumpf ausbreitete und die hydraulischen Steuersysteme beschädigt wurden. Die Piloten versuchten eine Rückkehr nach Dschidda, doch kurz vor der Landung stürzte die Maschine ab. Zuvor waren schon Fluggäste während des Flugs aus dem Flugzeug gestürzt. Die Mängel an den Reifen waren seit mehreren Starts bekannt. |           |                            |                              |                                     |                                       |                                                                                                |
| 82 | 10        | Schüsse über den Wolken    | I'm the Problem              | 10. Feb. 2012                       | 16. Mai 2012                          | Pacific-Southwest-Airlines-Flug 1771                                                           |
| 7. Dezember 1987: Eine BAe 146 fliegt mit hoher Geschwindigkeit in einen Hügel in Kalifornien. Nachdem der Angestellte David Burke wegen Kleindiebstahls von PSA entlassen worden war, drang er während des Fluges ins Cockpit ein und erschoss wahrscheinlich beide Piloten und danach sich selbst. Daraufhin stürzte das führerlose Flugzeug ab. Burkes Abteilungsleiter befand sich ebenfalls auf diesem Flug. Weil er noch immer seine Unternehmensausweise besaß, konnte Burke eine Pistole mitnehmen. |           |                            |                              |                                     |                                       |                                                                                                |
| 83 | 11        | Landung auf dem Deich      | Nowhere to land              | 9. März 2012                        | 2. Jan. 2013                          | Taca-International-Airways-Flug 110                                                            |
| 24. Mai 1988: Nach dem Verlassen der Reiseflughöhe fallen bei einer Boeing 737 beide Triebwerke in einem Gewitter aus. Alle Neustartversuche schlagen fehl, aber die Piloten schaffen es, die Maschine auf einer Wiese notzulanden. Untersuchungen ergaben später, dass die Triebwerke dieses Flugzeugtyps nicht für derartige Niederschlagsmengen konstruiert worden waren. Dennoch passierte die 737 die zugehörigen Tests der Federal Aviation Administration, die ebenfalls von geringerem Niederschlag ausgingen. Durch den starken Regen konnten die Triebwerke den Treibstoff nicht mehr zünden. |           |                            |                              |                                     |                                       |                                                                                                |
| 84 | 12        | Kollision auf der Rollbahn | The invisible plane          | 23. März 2012                       | 9. Jan. 2013                          | Scandinavian Airlines Flug 686                                                                 |
| 8. Oktober 2001: Während des Starts vom Flughafen Mailand-Linate kollidiert eine MD-87 der Scandinavian Airlines mit 110 Menschen an Bord in dichtem Nebel mit einem Businessjet vom Typ Cessna Citation CJ2 und stürzt ab. Alle 114 Insassen beider Flugzeuge sowie vier Personen am Boden kommen ums Leben. Die vier in der Cessna verbrennen lebend, erst nach 20 Minuten wird das Wrack entdeckt. Der Pilot der Cessna hatte eine falsche Rollbahn benutzt, die ihn direkt auf die Startbahn führte. Allerdings war es dem Piloten wegen unzureichender Beschilderung und der Unsicherheit der Fluglotsen nicht möglich, seinen Fehler zu erkennen. Ermittler erfuhren von den Fluglotsen, dass es schon mehrere Beinahe-Kollisionen dieser Art auf dem Flughafen gab. Die Rollbahnmarkierung „S4“ war in keiner Karte verzeichnet, der Fluglotse kannte sie nicht. Andere Markierungen waren verwittert und abgefahren. Positionssensoren waren deaktiviert worden; das Bodenradar war abgeschaltet, das neu angeschaffte nicht installiert worden. Der Fluglotse wurde dennoch verurteilt. Die Mängel am Flughafen wurden beseitigt. |           |                            |                              |                                     |                                       |                                                                                                |
| 85 | 13        | Feuerball über Sioux City  | Impossible Landing           | 13. Apr. 2012                       | 16. Jan. 2013                         | United-Airlines-Flug 232                                                                       |
| 19. Juli 1989: Während des Fluges zersplittert das Bläserlaufrad im Hecktriebwerk einer DC-10 der United Airlines und zerstört dabei alle Hydrauliksysteme. Trotz der schweren Schäden gelingt es der Besatzung, mit der Schubregelung der beiden verbliebenen Triebwerken den Flughafen von Sioux City anzusteuern. Bei der Notlandung zerschellt die Maschine, 111 der 296 Menschen an Bord kommen dabei ums Leben. Ein bei einer Routinewartung nie entdeckter Materialfehler an der Triebwerksschaufel war der Auslöser. Während des Fluges wurden die Ermüdungsrisse so stark, dass die schnell rotierende Scheibe auseinanderbrach. |           |                            |                              |                                     |                                       |                                                                                                |

## Staffel 12
| Nr. (ges.) | Nr. (St.) | Deutscher Titel                        | Originaltitel                  | Erstausstrahlung Vereinigte Staaten | Deutschsprachige Erstausstrahlung (D) | Unfall                                                                          |
| --- | --------- | -------------------------------------- | ------------------------------ | ----------------------------------- | ------------------------------------- | ------------------------------------------------------------------------------- |
| 86 | 1         | Steuerlos über Alaska                  | Fight for Control              | 3. Aug. 2012                        | 23. Jan. 2013                         | Reeve-Aleutian-Airways-Flug 8                                                   |
| 8. Juni 1983: Während des Fluges treten bei einer Lockheed Electra ungewöhnliche Vibrationen an einem Triebwerk auf. Kurz danach löst sich ein Propeller und beschädigt die Kabine, wobei es zu einem Druckabfall kommt. Weiterhin wurden die Kontrollsysteme beschädigt und die Triebwerke lassen sich nicht mehr regeln. Der Autopilot verhalf der Crew zu minimaler Kontrolle. Die Höhe wurde durch Aus- und Einfahren des Fahrwerks und Ausschalten eines Triebwerks geregelt. Es konnte eine erfolgreiche Notlandung in Anchorage durchgeführt werden, alle 15 Insassen blieben unverletzt. Das Flugzeug wurde repariert und wieder in Dienst gestellt. |           |                                        |                                |                                     |                                       |                                                                                 |
| 87 | 2         | Inferno in den Everglades              | Fire in the Hold               | 10. Aug. 2012                       | 30. Jan. 2013                         | ValuJet-Flug 592                                                                |
| 11. Mai 1996: Zehn Minuten nach dem Start einer Douglas DC-9 in Miami treten Probleme mit der Elektronik auf und Rauch entsteht in der Kabine. Wenige Minuten später erreicht ein Feuer die Kabine und das Flugzeug stürzt mit 110 Menschen an Bord ab. Trotz der widrigen Umstände (das Flugzeug stürzte in die Everglades) fanden Ermittler des NTSB heraus, dass das Feuer in einem eigentlich luftdichten Frachtabteil begann. Die DC-9 hatte Sauerstoffkerzen geladen, die, einmal aktiviert, puren Sauerstoff und Hitze produzierten. Eine der mangelhaft gesicherten Kerzen war möglicherweise durch einen Ruck auf der Startbahn aktiviert worden. Wegen der entstehenden Hitze seien die Kartons und einige Reifen, die ebenfalls transportiert wurden, in Brand geraten. Durch den Rauch und das entstehende heftige Feuer waren wahrscheinlich alle Insassen bereits tot, als das Flugzeug vier Minuten nach Ausbruch des Brandes abstürzte. |           |                                        |                                |                                     |                                       |                                                                                 |
| 88 | 3         | Vom Taifun verweht                     | Caution to the Wind            | 17. Aug. 2012                       | 4. Feb. 2013                          | Singapore-Airlines-Flug 006                                                     |
| 31. Oktober 2000: Eine Boeing 747 der Singapore Airlines, die als eine der sichersten Fluggesellschaften der Welt gilt, kollidiert beim Start in Taipeh mit Baufahrzeugen auf der Startbahn und wird dabei völlig zerstört. Die Bahn, auf dem Flughafen 5R genannt, wurde gerade überholt und gewartet, weshalb sie zum Unfallzeitpunkt gesperrt war. Die Boeing sollte eigentlich die Startbahn 5L ansteuern, die nur 100 m hinter 5R liegt. Aufgrund des Sturmes und schlechter Sichtverhältnisse beim Nachtflug bog die Besatzung zu früh ab – auf 5R. Die Piloten wussten, dass sie geschlossen war, erkannten aber im Zeitdruck nicht ihren Irrtum. Von den 179 Personen an Bord überlebten nur 96. |           |                                        |                                |                                     |                                       |                                                                                 |
| 89 | 4         | Fatale Computer-Eingaben               | Pushed to the Limit            | 24. Aug. 2012                       | 5. Feb. 2013                          | SilkAir-Flug 185                                                                |
| 19. Dezember 1997: Mitten im Reiseflug über Indonesien stürzt eine Boeing 737 10 km senkrecht in die Tiefe und zerschellt mit Schallgeschwindigkeit auf dem Boden. Weil das gesamte Flugzeug zerstört war und beide Flugschreiber, die alle wichtigen Daten und Gespräche im Cockpit aufzeichnen, noch vor dem Sturzflug ausgefallen waren, konnten die indonesischen Ermittler nicht erklären, was geschehen war. Fachkräfte des amerikanischen NTSB hingegen kamen zu dem Schluss, dass einer der beiden Piloten (wahrscheinlich der Kapitän selbst) die Boeing mit Absicht hatte abstürzen lassen. Er war schon des Öfteren von Kopiloten kritisiert worden und hatte auch schon auf vorherigen Flügen beide Flugschreiber vom Cockpit aus deaktiviert. Zudem wiesen die Sturzflugcharakteristika darauf hin, dass der Sturz durch die Steuerknüppel gelenkt wurde. |           |                                        |                                |                                     |                                       |                                                                                 |
| 90 | 5         | Blind durch den Hagelsturm             | Blind Landing                  | 31. Aug. 2012                       | 6. Feb. 2013                          | TANS-Perú-Flug 204                                                              |
| 23. August 2005: Eine Boeing 737 gerät während des Landeanfluges in ein starkes Gewitter. Das Flugzeug macht eine Bruchlandung in einem nahegelegenen Sumpf – 40 der 98 Insassen kommen dabei ums Leben. Der Pilot wurde für schuldig befunden, weil er nicht den Standardverfahren für schlechtes Wetter gefolgt war. Außerdem könnte Hagel die Triebwerke beschädigt haben. |           |                                        |                                |                                     |                                       |                                                                                 |
| 91 | 6         | Zusammenstoß über dem Grand Canyon     | Grand Canyon Disaster          | 24. Jan. 2013                       | 7. Feb. 2013                          | Flugzeugkollision über dem Grand Canyon (TWA-Flug 2, United-Air-Lines-Flug 718) |
| 30. Juni 1956: Große Teile des Luftraums über den USA sind noch nicht kontrolliert, d. h. jedes Flugzeug ist auf sich allein gestellt und muss anderen Maschinen ausweichen. Es wurden jedoch Forderungen zur Höhenänderung an Fluglotsen gegeben und auch von diesen selbst gegeben, doch sie konnten die Flugzeuge nicht sehen. Je ein Flugzeug der United Air Lines und der Trans World Airlines waren beide von Los Angeles zu verschiedenen Zielen gestartet, ihre Flugrouten sollten sich über der Painted Desert kreuzen. Die Douglas DC-7 der United Air Lines, die auf dem Flug 718 wenige Minuten vor der Lockheed Super Constellation der TWA gestartet war, befand sich auf Flugfläche 210 (21.000 Fuß), die Super Constellation sollte auf 19.000 Fuß steigen. Sehr bald nach dem Start forderten die Piloten, auf Flugfläche 210 steigen zu dürfen. Die Fluglotsen wussten, dass das Flugzeug der United Airlines auf dieser Höhe war, und verneinten, das Flugzeug der TWA dürfe jedoch in den Sichtflug gehen (was bedeutete, sie würde auf die gewünschte Höhe steigen können, müsste jedoch selbstständig Abstand zu der DC-7 halten), was ihr Pilot auch tat. Bald darauf kollidierten die beiden Flugzeuge über dem Grand Canyon. Die Sichtbedingungen waren nur bedingt zum Sichtflug geeignet, außerdem waren beide Besatzungen beschäftigt und hatten keine weiteren Warnungen voreinander erhalten. Durch die Kollision starben alle 128 Menschen an Bord der Flugzeuge. |           |                                        |                                |                                     |                                       |                                                                                 |
| 92 | 7         | American-Airlines-Flug 191             | Catastrophe at O’Hare          | 25. Feb. 2013                       | 6. März 2013                          | American-Airlines-Flug 191                                                      |
| 25. Mai 1979: In Chicago riss sich das unsachgemäß angeschraubte linke der drei Triebwerke von der Tragfläche. Die McDonnell Douglas DC-10 rollte nach dem Start stark nach links und stürzt ab. Alle 271 Insassen kommen ums Leben. Bei der Wartung des Triebwerks, abweichend der Herstellervorgaben, war unbemerkt dessen Halterung beschädigt worden. Der benutzte Gabelstapler konnte nicht so präzise gesteuert werden um die Beschädigungen an der Halterung zu vermeiden. Durch die übliche starke Belastung dieser Halterung kam es zu fortschreitender Rissbildung, bis sie abriss. Das allein hätte noch nicht zum Absturz geführt, da die DC-10 auch mit nur zwei Triebwerken geflogen werden kann. Allerdings hatte das abgerissene Triebwerk die Hydraulikleitungen beschädigt; die gesamte Hydraulik für die Slats (ausfahrbare Stücke der Tragfläche, die den Auftrieb erhöhen, ähnlich wie die Landeklappen, nur an der Vorderseite des Flügels) ging dadurch verloren und sie fuhren wieder ein. Als Folge erhöhte sich die Strömungsabrissgeschwindigkeit. Korrekt nach der Checkliste verringerten die Piloten nach diesem Triebwerksausfall die Geschwindigkeit, ohne zu wissen, dass dadurch am Flügel ohne Slats ein Strömungsabriss auftrat, worauf die Maschine abstürzte. |           |                                        |                                |                                     |                                       |                                                                                 |
| 93 | 8         | Fataler Fahrwerkschaden                | Focused on Failure             | 11. März 2013                       | 13. März 2013                         | United-Airlines-Flug 173                                                        |
| 28. Dezember 1978: Nur Sekunden vor der Landung einer Douglas DC-8 in Portland zeigt eine Anzeige im Cockpit, dass ein Fahrwerk nicht ausgefahren ist. Das Flugzeug fliegt Warteschleifen und es wird erneut das Fahrwerk ausgefahren, allerdings leuchten noch immer nicht alle Anzeigen auf. Die Piloten beschließen, in der Warteschleife zu bleiben, um das Problem zu lösen. Nach einer Stunde verunglückt die DC-8 aber wegen Treibstoffmangels. Weil eine Feder im rechten Fahrgestell versagt hatte, war dieses Fahrwerk außergewöhnlich schnell ausgefahren und hatte so den Sensor beschädigt, der das ausgefahrene Gestell meldet und die Anzeige aktiviert. In der Warteschleife wollten die Piloten die Ursache des Problems herausfinden und für eine Notlandung ohne Fahrwerk so viel Treibstoff wie möglich verbrauchen. Da aber zu dieser Zeit vorgeschrieben war, dass Flugzeuge immer genug Reserve mitführen sollten, waren die Tankanzeigen im unteren Bereich sehr ungenau. So verfügte die DC-8 noch vor der geplanten Landung über keinen Treibstoff mehr. Eine andere Möglichkeit ist, dass die Besatzung so mit der Problemlösung beschäftigt war, dass sie die Treibstoffanzeige komplett vergaß. |           |                                        |                                |                                     |                                       |                                                                                 |
| 94 | 9         | Katastrophe in Russland                | Lokomotiv Hockey Team Disaster | 4. März 2013                        | 20. März 2013                         | YAK-Service-Flug 9633                                                           |
| 7. September 2011: Ein Flugzeug, mit einem russischen Eishockeyteam vollbesetzt, kollidiert kurz nach dem Start vom Flughafen Tunoschna mit Antennen und stürzt ab. Fast alle Insassen kommen ums Leben. Die Ermittler fanden heraus, dass jemand im Cockpit die Bremsen betätigt hatte, während voller Schub gegeben wurde. Möglicherweise hatte einer der Piloten, die mit diesem Flugzeugtyp noch nicht vertraut waren, aus Versehen die Bremspedale gedrückt; es ist aber auch nicht auszuschließen, dass sich die Piloten uneins waren, ob der Start fortgesetzt werden sollte. Als zusätzlicher Faktor kommt hinzu, dass die Startgeschwindigkeit falsch berechnet war. |           |                                        |                                |                                     |                                       |                                                                                 |
| 95 | 10        | Der Absturz des polnischen Präsidenten | Death of the President         | 27. Jan. 2013                       | 27. März 2013                         | Flugunfall von Smolensk 2010                                                    |
| 10. April 2010: Eine Tu-154M flog in dichtem Nebel beim Landeanflug auf den russischen Militärflugplatz Smolensk-Nord in den Boden, der kein ILS hatte. An Bord waren der polnische Präsident Lech Kaczyński, weitere hochrangige Regierungsvertreter und Nachfahren der Opfer des Massaker von Katyn zu dessen Gedenkstätte sie am Jahrestag anreisten. Die Fluglotsen teilten mit, dass vor Ort keine Landebedingungen herrschten. Aufgrund der Sprachkenntnisse übernahm der Kapitän zum Steuer noch den Flugfunk. Die Besatzung stand unter latentem Druck. Es hielt sich ein ranghoher Militär im Cockpit auf, sagte aber kein Wort. Zudem sollte der Präsident pünktlich zum offiziellen Termin ankommen. Die Maschine sank unter die Mindestflughöhe und reagierte nicht auf den Bodenalarm. Ursächlich war ein falsch kalibrierter Höhenmesser. Außerdem befand sich das Flugzeug auf falschem Kurs, der es etwa 80 m neben die Landebahn gebracht hätte. Ebenso wiesen die Fluglotsen die Tupolew auch nicht an, den Landeanflug abzubrechen. So flog die Maschine nur 30 m über dem Boden und konnte nicht mehr durchstarten, bevor sie die ersten Bäume streifte. Alle Insassen kamen um. Keine Leiche wurde am Stück gefunden. |           |                                        |                                |                                     |                                       |                                                                                 |
| 96 | 11        | Kurswechsel ins Unglück                | Heading to Disaster            | 25. März 2013                       | 3. Apr. 2013                          | Ethiopian-Airlines-Flug 409                                                     |
| 25. Januar 2010: In schlechtem Wetter kommt eine Boeing 737 kurz nach dem Start in Beirut vom Kurs ab und stürzt schließlich ins Mittelmeer, wobei alle 90 Insassen umkommen. Die Ermittler fanden heraus, dass beide Piloten im Monat vor diesem Flug extrem oft im Dienst waren, so dass sie auf diesem Nachtflug wohl sehr müde waren (schleichende Fluguntauglichkeit). Dies führte dazu, dass sie trotz der widrigen Bedingungen nicht den Autopilot einschalteten und, auch wegen Überforderung, die Orientierung verloren. So geriet die Boeing in einen Strömungsabriss, der zum Absturz führte. |           |                                        |                                |                                     |                                       |                                                                                 |
| 97 | 12        | Navigation außer Betrieb               | 28 Seconds to Survive          | 1. Apr. 2013                        | 10. Apr. 2013                         | Santa-Bárbara-Airlines-Flug 518                                                 |
| 21. Februar 2008: Eine ATR 42 der Santa Barbara Airlines kracht keine 7 Minuten nach dem Start in Mérida (Venezuela) in einen Berg. Die Piloten waren spät aus der Pause gekommen und hatten die Checkliste weitgehend übersprungen. Die Gyrosensoren für die Navigation hätten nur 28 weitere Sekunden benötigt, um zu kalibrieren. Um 15 Minuten Flugzeit zu sparen, wurde vom geplanten Kurs abgewichen. Wolken, die die Sicht einschränkten und die fehlende Navigation führten die Piloten auf den Hügel, an dem die Maschine zerschellte. Alle Insassen starben beim Aufprall. Aufgrund seiner Lage wurde der Flughafen vom kommerziellen Luftverkehr ausgeschlossen. |           |                                        |                                |                                     |                                       |                                                                                 |
| 98 | 13        | Air France 447 verschollen             | Air France 447: Vanished       | 15. Apr. 2013                       | 8. Jan. 2014                          | Air-France-Flug 447                                                             |
| 1. Juni 2009: Auf dem Flug von Südamerika nach Europa gerät ein französischer Airbus A330 in einen Sturm und stürzt in den Atlantik, wobei alle 228 Insassen ums Leben kommen. Die Unfallursache bleibt lange ein Rätsel, doch nach etwa zwei Jahren finden die Ermittler heraus, dass das Flugzeug in den Zustand eines Strömungsabrisses geriet. Mithilfe der Flugschreiber konnte festgestellt werden, dass die Geschwindigkeitsanzeiger im Airbus während der letzten Minuten unterschiedliche Werte lieferten, was wohl auf vereiste Pitotrohre zurückzuführen war. Nach dem Ausfall der Geschwindigkeitsmesser schaltete sich der Autopilot aufgrund der widersprüchlichen Daten ab, darauf ließ der Pilot die Maschine steigen, was zu dem Strömungsabriss führte, der bis zum Aufschlag auf dem Meer nicht korrigiert wurde. Es ist nicht bekannt, warum die Piloten auf den drohenden Strömungsabriss falsch reagiert hatten und die Nase nicht senkten. Aus den Gesprächsanalysen geht allerdings hervor, dass die Piloten den Strömungsabriss nicht bemerkten und nicht auf ihre Instrumente achteten; möglicherweise dachten sie, dass nicht nur die Geschwindigkeitsanzeigen falsch waren. |           |                                        |                                |                                     |                                       |                                                                                 |

## Staffel 13
| Nr. (ges.) | Nr. (St.) | Deutscher Titel               | Originaltitel                   | Erstausstrahlung Vereinigte Staaten | Deutschsprachige Erstausstrahlung (D) | Unfall |
| --- | --------- | ----------------------------- | ------------------------------- | ----------------------------------- | ------------------------------------- | --- |
| 99 | 1         | Verhängnisvoller Streit       | Britain’s Worst Air Crash       | 16. Dez. 2013                       | 8. Jan. 2014                          | British-European-Airways-Flug 548                                                                                   |
| 18. Juni 1972: Eine Hawker Siddeley Trident stürzt kurz nach dem Start ab, keiner der Insassen überlebt. Ermittler der britischen Flugunfalluntersuchung können den Unfall auf ein zu frühes Einfahren der Vorflügel zurückführen, dessen Ursache möglicherweise die Ablenkung durch einen Streit der Piloten wenige Stunden zuvor war. |           |                               |                                 |                                     |                                       | |
| 100 | 2         | Unterschätzte Geschwindigkeit | Speed Trap                      | 30. Dez. 2013                       | 15. Jan. 2014                         | Hughes-Airwest-Flug 706                                                                                             |
| 6. Juni 1971: Kurz nach dem Start in Los Angeles wird eine DC-9 von einem F-4 Kampfjet gerammt. Insgesamt sterben 50 Menschen, nur der Navigator der militärischen Maschine überlebt. Die F-4 flog tief, da das Sauerstoffsystem für die Piloten defekt war. Diese Flughöhe führte sie in einen stark frequentierten Luftkorrior, der ihnen nicht bekannt gegeben wurde. Zivile und militärische Luftfahrt kommunizierten damals gewöhnlich nicht untereinander. |           |                               |                                 |                                     |                                       | |
| 101 | 3         | Fatales Missverständnis       | Lost in Translation             | 13. Jan. 2014                       | 22. Jan. 2014                         | Crossair-Flug 498                                                                                                   |
| 10. Januar 2000: Eine Saab 340 stürzte nur zwei Minuten und 17 Sekunden nach dem Start westlich des Flughafens Zürich bei Nassenwil ab, nachdem das Flugzeug unbemerkt in eine rechtsläufige Spirale gebracht worden war. Aufgrund der Unterschiede im ADI, auf dem der Pilot gelernt hatte, steuerte er in die entgegengesetzte Richtung. Wegen sprachlicher Hindernisse konnte der Kopilot den Unfall nicht verhindern. Keiner der 10 Insassen überlebte den Absturz. |           |                               |                                 |                                     |                                       | |
| 102 | 4         | Absturz in eisige Fluten      | Disaster on the Potomac         | 23. Dez. 2013                       | 29. Jan. 2014                         | Air-Florida-Flug 90                                                                                                 |
| 13. Januar 1982: Eine Boeing 737 der Air Florida startet im Schneesturm und unter Zeitdruck vom Washington International Airport. Nach nur 1,5 km verliert die Maschine an Höhe, prallt gegen eine Straßenbrücke und stürzt anschließend in den Fluss Potomac. Von den 79 Insassen überleben nur fünf. Vier weitere Personen kommen auf der Brücke ums Leben. Pilotenfehler waren die Ursachen für den Unfall. |           |                               |                                 |                                     |                                       | |
| 103 | 5         | Die Katastrophe von Queens    | Queens Catastrophe              | 6. Jan. 2014                        | 5. Feb. 2014                          | American-Airlines-Flug 587                                                                                          |
| 12. November 2001: Ein Airbus A300 der American Airlines durchflog kurz nach dem Start in New York über dem Stadtteil Queens Wirbelschleppen, die von einer zuvor gestarteten Boeing 747 erzeugt worden waren. Der Copilot, der das Flugzeug zu diesem Zeitpunkt steuerte, reagierte auf die Turbulenzen mit einer Serie heftiger Vollausschläge des Seitenruders. Dabei wurden die Betriebsgrenzen des Flugzeugs überschritten, worauf das Seitenleitwerk und später auch die Triebwerke abbrachen. Das Flugzeug war nicht mehr steuerbar und stürzte in eine Wohnsiedlung. Bei dem Unfall starben alle 260 Insassen des Flugzeugs sowie fünf Personen am Boden.                                           |           |                               |                                 |                                     |                                       | |
| 104 | 6         | Im Auge des Sturms            | Into The Eye Of The Storm       | 10. Feb. 2014                       | 12. Feb. 2014                         | NOAA 42 Hurricane Hunter                                                                                            |
| 15. September 1989: Eine Lockheed P-3 WP-3D gerät durch den Ausfall eines Triebwerks und des Rumpfradars während eines Messungsfluges durch den Hurrikan Hugo in Schwierigkeiten, weil die Windgeschwindigkeiten die berechenbaren Belastungen des Rumpfes deutlich überstiegen. Nur durch schnelle und besonnene Handlungen der Besatzung wurde ein Absturz verhindert. |           |                               |                                 |                                     |                                       | |
| 105 | 7         | Massaker über dem Mittelmeer  | Massacre Over The Mediterranean | 20. Jan. 2014                       | 19. Feb. 2014                         | Aerolinee-Itavia-Flug 870                                                                                           |
| 27. Juni 1980: Eine Douglas DC-9 der italienischen Gesellschaft Itavia stürzte nördlich der italienischen Insel Ustica auf dem Wege von Bologna nach Palermo aus zunächst ungeklärter Ursache ins Tyrrhenische Meer. Alle 81 Insassen starben bei diesem Flugunfall. Bis heute ist die Unfallursache nicht bekannt. Möglicherweise geriet die Zivilmaschine in einen Luftkampf französischer und libyscher Militärpiloten und fiel einer Luft-Luft-Rakete zum Opfer. |           |                               |                                 |                                     |                                       | |
| 106 | 8         | Tödlicher Test                | Deadly Test                     | 3. Feb. 2014                        | 26. Feb. 2014                         | XL-Airways-Germany-Flug 888T                                                                                        |
| 27. November 2008: Der XL-Airways-Germany-Flug 888T war ein Flug, bei dem die Funktionen des Airbus A320-232 D-AXLA getestet werden sollten. Bei diesem Testflug stürzte die Maschine ins Mittelmeer, nahe Canet-en-Roussillon. Das Flugzeug startete am Flughafen Perpignan, überflog Gaillac und kehrte nach Perpignan zurück, dann stürzte die Maschine ins Wasser. Der Test fand statt, da das Flugzeug geleast war und bald übergeben werden sollte. Sieben Menschen waren an Bord, zwei deutsche Piloten sowie fünf neuseeländische Passagiere. Alle sieben Personen sind bei dem Absturz ums Leben gekommen. Die Ursache für den Absturz wurde auf eine Fehlfunktion der AOA-Sensoren zurückgeführt. |           |                               |                                 |                                     |                                       | |
| 107 | 9         | Terror im Paradies            | Terror in Paradise              | 27. Jan. 2014                       | 5. März 2014                          | Air-Moorea-Flug 1121                                                                                                |
| 9. August 2007: Eine Twin Otter stürzt kurz nach dem Start von Flugplatz Moorea ins Meer. Alle 20 Insassen sterben. Der Grund war das Reißen eines Steuerkabels aufgrund erhöhter Abnutzung. |           |                               |                                 |                                     |                                       | |
| 108 | 10        | Titanic der Lüfte             | Titanic In The Sky              | 17. Feb. 2014                       | 12. März 2014                         | Qantas-Flug 32 |
| 4. November 2010: Bei einem Airbus A380 explodiert kurz nach dem Start in Singapur ein Triebwerk. Trotz Panik bei den 440 Passagieren kann das Flugzeug sicher landen. Durch einen Ermüdungsriss in einer Ölleitung des Triebwerks war Flüssigkeit ausgetreten, so dass ein Feuer entstand und das Triebwerk abgeschaltet werden musste. Alle Personen an Bord überlebten den ersten Zwischenfall eines Airbus A380 unverletzt. |           |                               |                                 |                                     |                                       | |
| 109 | 11        | –                             | Getting Out Alive               | 9. Mai 2014                         | –                                     | Asiana-Airlines-Flug 214 Air-France-Flug 358 Reeve-Aleutian-Airways-Flug 8 Air-Canada-Flug 797 US-Airways-Flug 1549 |

## Staffel 14
| Nr. (ges.) | Nr. (St.) | Deutscher Titel                                   | Originaltitel                  | Erstausstrahlung Vereinigte Staaten | Deutschsprachige Erstausstrahlung (D) | Unfall                                           |
| --- | --------- | ------------------------------------------------- | ------------------------------ | ----------------------------------- | ------------------------------------- | ------------------------------------------------ |
| 110 | 1         | Totaler Triebwerksausfall                         | Choosing Sides                 | 5. Jan. 2015                        | 7. Feb. 2015                          | British-Midland-Flug 092                         |
| 8. Januar 1989: Nur 13 Minuten nach dem Abflug von London Heathrow nach Belfast meldete die Besatzung starke Vibrationen in der Maschine und Brandgeruch im Cockpit. Man vermutete, dass eines der Triebwerke Feuer gefangen hatte. In der Tat war ein Ventilatorflügel in Triebwerk 1 gebrochen. Der Pilot beging einen fatalen Fehler und schaltete das funktionierende Triebwerk 2 aus, da bei älteren Modellen der Boeing 737 die Innenluft nur von Triebwerk 2 kam und der Pilot aufgrund des Geruchs im Cockpit das Problem dort verortete. Die 500 Flugstunden alte Boeing 737-400 nahm die Innenluft schon von beiden Triebwerken. Sie stürzte kurz vor der Landebahn in einen Hang neben der Autobahn. Von 126 Menschen an Bord kamen 47 ums Leben. Die für diesen Unfall relativ hohe Zahl an Opfern sorgte für Weiterentwicklungen bei der Crashsicherheit an Gepäckfächern und Sitzen sowie bei der Sicherheitsposition der Passagiere. |           |                                                   |                                |                                     |                                       |                                                  |
| 111 | 2         | Niki Lauda: Tragödie in Thailand                  | Niki Lauda: Testing the Limits | 12. Jan. 2015                       | 17. Jan. 2015                         | Lauda-Air-Flug 004                               |
| 26. Mai 1991: Der erste Absturz einer Boeing 767 ereignete sich in Thailand und traf die Maschine „Mozart“ der Fluggesellschaft Lauda Air. Es gab keine Überlebenden. An Bord war ein UN-Drogenbeauftragter, was zunächst einen Anschlag vermuten ließ. Die Ursache war, dass sich die Schubumkehr eines Triebwerks im Flug plötzlich aktivierte. In etwa 7500 Metern Flughöhe hatten die Piloten keine Chance, darauf zu reagieren. Bei Versuchen, die bei nur niederer Flughöhe durchgeführt wurden, war das Öffnen der Schubumkehr bisher als unkritisch eingestuft worden. |           |                                                   |                                |                                     |                                       |                                                  |
| 112 | 3         | Vom Dschungel verschlungen                        | Vanishing Act                  | 10. Feb. 2015                       | 14. Feb. 2015                         | VARIG-Flug 254                                   |
| 3. September 1989: Der Pilot hat auf dem Flug nach Belém einen falschen Kurs eingegeben, ist vom Start-Flughafen in die falsche Richtung geflogen und hat diesen Fehler nie während des Fluges bemerkt. Das Flugzeug stürzte ohne Treibstoff im Amazonaswald ab – über 1000 km entfernt von Belém. |           |                                                   |                                |                                     |                                       |                                                  |
| 113 | 4         | Tödliches Ausweichmanöver                         | Sideswiped                     | 10. März 2015                       | 21. März 2015                         | Copa-Airlines-Flug 201                           |
| 6. Juni 1992: Copa-Airlines-Flug 201 stürzte über Panama ab, es gab keine Überlebenden. Ursache war ein defekter künstlicher Horizont des Kapitäns: Nach einer Linkskurve blieb der künstliche Horizont aufgrund eines Wackelkontaktes stehen. Der Kapitän drehte die Maschine nach rechts, um die vermeintlich gefährliche Lage auszugleichen. Als die Boeing 737 100° Rechtsneigung erreichte, funktionierte der künstliche Horizont wieder, doch die Maschine war nicht mehr zu retten und stürzte ab. |           |                                                   |                                |                                     |                                       |                                                  |
| 114 | 5         | Bruchlandung in Tokio                             | The Final Push                 | 17. März 2015                       | 28. März 2015                         | Federal-Express-Flug 80, Federal-Express-Flug 14 |
| 31. Juli 1997: FedEx-Flug 14, eine MD-11, die eine gestretchte DC-10 ist, verunglückt auf dem Heimatflughafen Newark. Aufgrund von Konstruktion, kleinem Leitwerk und Windbedingungen muss sie mit relativ hoher Geschwindigkeit von 300 km/h landen. Die Maschine wird in den letzten 15 Metern auf die Landebahn gerissen, setzt mehrfach auf, ein Fahrwerk bricht. Die Maschine überschlägt sich, die Besatzung der Frachtmaschine überlebt leicht verletzt. Beide waren beim Landen außer Übung. Am 23. März 2009 landet FedEx-Flug 80 in Flughafen Tokio-Narita. Auch diese MD-11 fällt die letzten Meter zu Boden, springt auf der Landebahn und überschlägt sich. Sie brennt aus, die Besatzung stirbt. Das Ausschweben wurde zu spät eingeleitet. Die übermüdeten Piloten erkannten nicht, dass das hintere Fahrwerk wieder abgehoben hatte und drückten die Nase nach unten. In Folge wurden den verbleibenden MD-11 Kontrolllampen für den Bodenkontakt des Fahrwerks nachgerüstet.                                                                      |           |                                                   |                                |                                     |                                       |                                                  |
| 115 | 6         | Absturz von JFK Junior                            | The Death of JFK Jr.           | 20. Jan. 2015                       | 31. Jan. 2015                         | Absturz von John F. Kennedy Jrs Privatflugzeug   |
| 16. Juli 1999: Eine Piper Saratoga, gesteuert von John F. Kennedy, Jr., stürzt mit dessen Frau und deren Schwester Lauren Bessette auf dem Weg zur Hochzeit seiner Cousine Rory Kennedy vor Martha’s Vineyard ab. Alle drei Personen im Flugzeug kommen ums Leben. Kennedy war Stunden zuvor vom Essex County Airport in Fairfield (New Jersey) gestartet. Untersuchungen legten den Schluss nahe, Kennedy, der mit Instrumentenflug keine Erfahrung hatte, sei als Pilot mit der Führung des Flugzeuges über das offene Meer bei schlechter Sicht überfordert gewesen. |           |                                                   |                                |                                     |                                       |                                                  |
| 116 | 7         | Concorde in Flammen                               | Concorde – Up In Flames        | 13. Jan. 2015                       | 24. Jan. 2015                         | Air-France-Flug 4590                             |
| 25. Juli 2000: Eine startende Concorde rast am Flughafen Paris-Charles-de-Gaulle über ein Metallteil, welches ein anderes Flugzeug kurz zuvor verloren hat. Ein Reifen platzt, es kommt zu einem Kurzschluss an der Fahrwerkselektrik und ein Tank schlägt Leck. Als die Flammen sichtbar werden, ist jedoch die V1-Geschwindigkeit überschritten und die Concorde muss starten. Ausströmender Treibstoff wird entzündet und füttert die linken Triebwerke mit brennendem Treibstoff, was ihnen die Schubkraft nimmt. Das linke Höhenruder, das bei der Concorde am Ende der Tragfläche angebracht ist, schmilzt im Feuer weg. Nur eine Minute nach dem Abheben stürzte die unkontrollierbar gewordene Concorde in ein Hotel. Keiner an Bord überlebte, am Boden starben 4 weitere Menschen. In Folge wurden Tanks und Reifen mit Aramide verstärkt, die Kabel am Fahrwerk besser geschützt. Die Kosten der Umrüstung machen die Überschall-Linienflüge unattraktiv teuer und die Flüge der Concorde werden eingestellt. Es war ihr erster und letzter Flugunfall. |           |                                                   |                                |                                     |                                       |                                                  |
| 117 | 8         | Blutbad in Mexiko-Stadt (Inferno in Mexiko-Stadt) | Accident or Assassination      | 17. Feb. 2015                       | 21. Feb. 2015                         | Absturz eines Learjet 45 in Mexiko-Stadt 2008    |
| 4. November 2008: An Bord der Maschine befand sich die Elite von Mexiko. Schnell wurde vermutet, es handelte sich um einen terroristischen Akt, später wurde die Ursache bei den Piloten gefunden: beide hatten in der Maschine weniger als 100 Flugstunden und kannten nicht die Gefahr von Wirbelschleppen einer voraus fliegenden Boeing 767-300, weil sie zu niedrig und zu langsam flogen. Die Wirbelschleppen blieben durch die Windstille länger bestehen. Einer der Piloten wurde postum als Hochstapler enttarnt. Er hatte Flugstunden vermerkt, die er nie geleistet hatte. Der Flugschule wurde für das Durchwinken dieser Berichte die Konzession entzogen. |           |                                                   |                                |                                     |                                       |                                                  |
| 118 | 9         | Verhängnisvolle Fehlerkette                       | No Clear Options               | 26. Feb. 2015                       | 7. März 2015                          | Manx2-Flug 7100                                  |
| 10. Februar 2011: Eine Fairchild Metro III im Pendlerflug fliegt Warteschleifen vor Cork. Beim dritten Landeversuch im Nebel rollt die Propellermaschine erst nach links, dann nach rechts, setzt mit der Spitze der rechten Tragfläche auf und rutscht auf dem Dach über das Flugfeld. 6 von 12 Personen an Bord sterben, darunter die Besatzung, die aus den beiden Piloten bestand. Die Maschine war vom Leasingnehmer weitervermietet worden und schlecht gewartet. Nachts wurde sie für Frachtflüge benutzt, tagsüber wurden die Sitze wieder montiert und Passagiere geflogen. Einige notwendige Wartungen wurden weder vermerkt noch durchgeführt. So sprachen die Motoren auch unterschiedlich schnell auf Schubänderungen an, was das Rollen vor dem Absturz verursachte. Die Piloten standen unter Schlafmangel und Kostendruck. Die Unfallermittler vermuteten, die Piloten versuchten die Mehrkosten eines Ausweichflughafens zu vermeiden. |           |                                                   |                                |                                     |                                       |                                                  |
| 119 | 10        | Tod in der Arktis                                 | Death In The Arctic            | 24. Feb. 2015                       | 28. Feb. 2015                         | First-Air-Flug 6560                              |
| 20. August 2011: Eine Boeing 737 Kombi schlägt im Nebel bei Resolute Bay mit 290 km/h auf einem Hügel auf paralleler Route zur Landebahn auf, zerbricht in drei Teile und beginnt zu brennen. Drei überleben verletzt, 12 sterben. Ein Ruck am Steuer hatte den Autopilot unbemerkt während der Landevorbereitungen deaktiviert. Der weniger erfahrene erste Offizier konnte den Kapitän nicht von einer Reihe ihm aufgefallener Abweichungen überzeugen, die Landung rechtzeitig abzubrechen. Durch die laufende Operation Nanook (2011) werden die Verletzten gerettet. |           |                                                   |                                |                                     |                                       |                                                  |
| 120 | 11        | Was geschah mit Malaysia Air MH370?               | What Happened To Malaysian 370 | 9. März 2015                        | 8. März 2015                          | Malaysia-Airlines-Flug 370                       |
| Malaysia-Airlines-Flug 370, eine Boeing 777 auf dem Weg zwischen Kuala Lumpur und Peking, verschwand am 8. März 2014 spurlos. Bis jetzt wurden nur Teile der verschwundenen Boeing 777 gefunden. Die Unfallursache ist ungeklärt. |           |                                                   |                                |                                     |                                       |                                                  |

## Staffel 15
| Nr. (ges.) | Nr. (St.) | Deutscher Titel            | Originaltitel           | Erstausstrahlung Vereinigte Staaten | Deutschsprachige Erstausstrahlung (D) | Unfall                                               |
| --- | --------- | -------------------------- | ----------------------- | ----------------------------------- | ------------------------------------- | ---------------------------------------------------- |
| 121 | 1         | Tödlicher Funkspruch       | Fatal Transmission      | 8. Feb. 2016                        | 6. Jan. 2016                          | Great-Lakes-Airlines-Flug 5925                       |
| 19. November 1996: Die auf Landebahn 13 auf dem Flug 5925 zum Zwischenstopp gelandete Beechcraft 1900 kollidiert mit einer Piper Cherokee, deren Taxiweg zu Startbahn 4 die Landebahn 13 des unbemannten Quincy Municipal Airport (Illinois) kreuzt. Beide Maschinen bremsen hart ab, dennoch rammt die Piper mit 145 km/h die Beechcraft. Alle 10 Passagiere und 4 Piloten sterben. Die Haupttür der Beechcraft lässt sich nicht öffnen. Die drei Notausgänge werden in der Panik nicht benutzt. Die Passagiere und beide Piloten sterben in der brennenden Maschine. Hinter der Piper wartete eine weitere Maschine, deren Funkspruch sich mit dem aus der Beechcraft überschnitten hatte. In Folge traten weitere Missverständnisse auf. Die Piper startete zu einem Trainingsflug einer Pilotin, die diese Maschine zum ersten Mal fliegen wollte. |           |                            |                         |                                     |                                       |                                                      |
| 122 | 2         | Crash in San Francisco     | Terror In San Francisco | 18. Jan. 2016                       | 13. Jan. 2016                         | Asiana-Airlines-Flug 214                             |
| Am 6. Juli 2013 fliegt eine Boeing 777 San Francisco zu tief an. Als die Piloten durchstarten wollen und die Nase hochziehen, trifft die Maschine mit den Heck vor der Landebahn auf Land. Das Heck wird vom Rumpf gerissen. 50 Passagiere wurden verletzt, 6 wurden aus dem Flugzeug geschleudert. Der im automatischen Landen erfahrene Pilot hatte sich zu sehr auf die Automatisierung verlassen, die er im Anflug, ohne es zu merken, deaktiviert hatte. Beim Hochziehen erhöhte die Boeing 777 in Folge den Triebwerksschub nicht automatisch. |           |                            |                         |                                     |                                       |                                                      |
| 123 | 3         | Hochhaus-Katastrophe       | High Rise Catastrophe   | 1. Feb. 2016                        | 20. Jan. 2016                         | El-Al-Flug 1862                                      |
| Aufgrund von Metallermüdung oder Materialfehler brach am 4. Oktober 1992 der Boeing 747-200F auf dem Flug Triebwerk 4 (rechts außen) ab. Da sie kurz zuvor in Amsterdam abgehoben war, gab Triebwerk 4 noch kurzzeitig vollen Schub und riss Triebwerk 3 (rechts innen) mit. Dadurch wurden der rechte Flügel und zwei der vier Hydrauliksysteme beschädigt. Dies führte dazu, dass das Flugzeug nach rechts abkippte, aber die Piloten konnten das Flugzeug abfangen. Als die Piloten die Landeklappen ausfuhren, um das Flugzeug abzubremsen, verursachte dies ein weiteres Abkippen nach rechts. Infolgedessen stürzte das Flugzeug in ein Wohnhaus. 43 Personen, darunter die vier Besatzungsmitglieder, starben. |           |                            |                         |                                     |                                       |                                                      |
| 124 | 4         | Wettlauf gegen das Feuer   | Fatal Delivery          | 11. Jan. 2016                       | 27. Jan. 2016                         | UPS-Airlines-Flug 6                                  |
| 3. September 2010: Eine Boeing 747-400 stürzt auf dem Weg vom Dubai International Airport zum Flughafen Köln-Bonn in der Nähe des Flughafens Dubai ab. Beide Besatzungsmitglieder kamen dabei ums Leben. Die Maschine war umgekehrt, nachdem die Besatzung Rauch im Cockpit gemeldet hatte. Es war der erste tödliche Absturz bei UPS Airlines. Dem Absturz folgte eine Untersuchung der Sicherheitsverfahren bei Rauch im Cockpit. Im Frachtraum hatten sich Lithium-Ionen-Akkumulatoren entzündet. |           |                            |                         |                                     |                                       |                                                      |
| 125 | 5         | Absturz oder Anschlag?     | Deadly Mission          | 29. Feb. 2016                       | 3. Feb. 2016                          | Flugunfall des UNO-Generalsekretärs Dag Hammarskjöld |
| 18. September 1961: In der Mission „Albertina“, streift eine DC-6 Bäume im Landeanflug auf Ndola in Sambia und brennt am Boden aus. Alle an Bord kommen um, darunter Dag Hammarskjöld. Es geht um Frieden und Wiedervereinigung des geteilten Kongo, aus dem das Uran stammt, das für diverse Atombomben benutzt wurde. Da die Mission geheim war, wird der Flugfunk kaum benutzt. Überreste von Armbanduhren aus den Trümmern verraten, dass sie 3 Minuten nach dem letzten Funkspruch stehengeblieben waren. Schnell wird vermutet, Hammarskjöld sei Opfer eines Anschlags. Kugeln werden an einigen Leichen gefunden, Patronenhülsen aus dem Boden der Absturzstelle gesiebt. Ermittler erkennen, dass sie nicht abgefeuert wurden, aber im Brand gezündet wurden. Erst 50 Jahre später wird erkannt, dass die übermüdeten Piloten, die aus Sicherheitsgründen einen Umweg geflogen waren, den Hügel, in den sie stürzten, nicht auf der Karte verzeichnet hatten. Das passt auch zur Erkenntnis, dass sie in der Nacht die Lichter der Landebahn aus den Augen verloren hatten.                                    |           |                            |                         |                                     |                                       |                                                      |
| 126 | 6         | Tödlicher Zwischenstopp    | Edge Of Disaster        | 22. Feb. 2016                       | 10. Feb. 2016                         | Atlantic-Airways-Flug 670                            |
| Am Morgen des 10. Oktober 2006 landete eine BAe 146-200 nach einem 15-minütigen Pendlerflug in Stord und schoss bei Rückenwind über die regennasse Landebahn hinaus, stürzte einen bewaldeten Abhang herab und brannte aus. Vier der 16 Menschen an Bord starben. Die Störklappen hatten sich nicht ausfahren lassen, was die Bremsen bei Landegeschwindigkeit durch Auftrieb wirkungslos macht. Es wurden Reifenteile auf der Landebahn gefunden. Das ABS funktionierte nicht, worauf die Reifen blockierten, an der Unterseite erhitzten und auf einer sich auf der regennassen Landebahn gebildeten Dampfschicht entlangschlitterten. |           |                            |                         |                                     |                                       |                                                      |
| 127 | 7         | Fatale Verspätung          | Deadly Delay            | 7. März 2016                        | 17. Feb. 2016                         | Spanair-Flug 5022                                    |
| 20. August 2008: Eine MD-82 startet zum zweiten Flug an diesem Tag in Madrid mit 166 Passagieren und 6 Crewmitgliedern nach Gran Canaria. Als sie endlich in der Luft ist, zieht sie nach rechts und kommt mangels Auftrieb zu Boden, rutscht weiter, bis der Rumpf in einem Flussbett aufschlägt und zerbricht. Nur 18 überleben. Vor dem Start gab es ein Problem mit einem fehlerhaften Außentemperatursensor, der für die automatische Triebwerksteuerung notwendig ist. Ein Techniker deaktivierte diesen Stromkreis. Bei einem Triebwerk war die Schubumkehr sicherheitshalber deaktiviert worden. Bevor die Startcheckliste erneut abgearbeitet worden war, unterbrach der Kapitän den Kopilot. Der verbleibende Punkt war es, die Klappen auf 11° zu stellen. Die automatische Warnung dafür war ebenfalls in dem deaktivierten Stromkreis und blieb damit aus. Die Klappen waren auf dem Rollfeld bereits vor dem Start wieder eingefahren worden. Die Klimaanlage kämpfte gegen die 40 °C Außentemperatur. Finanzielle Engpässe der Fluggesellschaft und eine Verspätung erhöhten den Druck auf die Piloten. |           |                            |                         |                                     |                                       |                                                      |
| 128 | 8         | Überraschende Erkenntnisse | Fatal Focus             | 4. Jan. 2016                        | 24. Feb. 2016                         | Garuda-Indonesia-Flug 200                            |
| 7. März 2007: Eine Boeing 737 setzt mehrfach am Flughafen Yogyakarta auf und brennt in einem Reisfeld hinter der Landebahn aus. Den Rettungskräften ist das geflutete Reisfeld ein Hindernis. 21 Menschen an Bord sterben. Die 737 landete mit 400 km/h – die optimale Landegeschwindigkeit liegt bei 260 km/h. Die Landeklappen standen nur auf 5°. Der Kopilot hatte sie nicht weiter ausgefahren, da der Kapitän zu schnell flog. Im Cockpit herrschte eine gleichgültige Kommunikation, da jeder Pilot mit seinen eigenen Aufgaben beschäftigt war. Kurz vor dem Aufsetzen forderte der Kopilot den Kapitän auf durchzustarten. Der Kapitän wiederholte nur die Frage, ob der Kopilot die Landecheckliste abgearbeitet hat. |           |                            |                         |                                     |                                       |                                                      |
| 129 | 9         | Dramatische Landung        | Steep Impact            | 25. Jan. 2016                       | 2. März 2016                          | Atlantic-Southeast-Airlines-Flug 2311                |
| 5. April 1991: Eine Embraer EMB 120 verlässt den Reiseflug zur Landung in Brunswick (Georgia). Eine aufgrund unterschiedlicher Materialhärten verschlissene Verzahnung setzt die automatische Winkelstellung des linken Propellers außer Kraft und lässt ihn bei 3° einrasten, was bei Fluggeschwindigkeit Bremswirkung erzeugt, wodurch die Maschine rollte und steil in einen Wald abstürzte. Die Konstruktion sollte den Ausfall der automatischen Winkelstellung in eine sichere Position stellen, was realem Betrieb in Turbulenzen nicht standhielt. Alle Insassen sterben, darunter John Tower und Sonny Carter. |           |                            |                         |                                     |                                       |                                                      |
| 130 | 10        | Absturz über Sao Paulo     | Carnage In Sao Paulo    | 15. Feb. 2016                       | 9. März 2016                          | TAM-Linhas-Aéreas-Flug 402                           |
| 31. Oktober 1996: Eine Fokker 100 kippt nach dem Start in Sao Paulo nach rechts ab und stürzt in ein Wohngebiet. Alle Menschen an Bord und einige am Boden sterben 25 Sekunden nach dem Start. Bereits auf der Startbahn stellt sich die automatische Schubkontrolle ab. Als die Maschine in der Luft ist, öffnen die Schubumkehrklappen des rechten Triebwerkes aufgrund eines defekten Sensors am Fahrwerk. Automatisch wird der Schub des Triebwerks in den Leerlauf gefahren. Dies interpretiert der darauf nicht geschulte und erst seit einer Woche für die Maschine zugelassene erste Offizier falsch und stellt das Triebwerk wiederholt auf vollen Schub. Ein Zugseil reißt und der Kapitän hat keine Chance, die Kontrolle über die Maschine zurückzuerlangen. |           |                            |                         |                                     |                                       |                                                      |

## Staffel 16
| Nr. (ges.) | Nr. (St.) | Deutscher Titel              | Originaltitel                    | Erstausstrahlung Vereinigte Staaten | Deutschsprachige Erstausstrahlung (D) | Unfall                                          |
| --- | --------- | ---------------------------- | -------------------------------- | ----------------------------------- | ------------------------------------- | ----------------------------------------------- |
| 131 | 1         | Tödliche Stille              | Deadly Silence                   | 7. Juni 2016                        | 7. Sep. 2016                          | Absturz eines Learjet 35 über South Dakota 1999 |
| 25. Oktober 1999. Auf dem Weg von Orlando nach Dallas kommt ein Privatjet mit Golflegende Payne Stewart an Bord plötzlich vom Kurs ab. Fluglotsen versuchen vergeblich, die Crew an Bord zu erreichen. Während sich der Flieger immer weiter von seiner vorgesehenen Route entfernt, wird klar, dass irgendetwas an Bord schrecklich schiefgelaufen sein muss. Kampfjets der US Air Force brechen auf, um das Flugzeug abzufangen. Doch in der Luft müssen die schockierten Piloten feststellen, dass die Maschine mit ihren vereisten Fenstern und dem verdunkelten Inneren inzwischen eine Art Geisterflugzeug zu sein scheint. |           |                              |                                  |                                     |                                       |                                                 |
| 132 | 2         | Pentagon 9/11                | Inside 9/11: The Pentagon Attack | 14. Juni 2016                       | 11. Sep. 2016                         | American-Airlines-Flug 77                       |
| 11. September 2001. Kurz nach dem Start in Washington D.C. stürmen Terroristen das Cockpit und steuern das Flugzeug direkt in das Pentagon. Ein Gebäudeteil dieses Symbols der US-amerikanischen Militärmacht geht in Flammen auf. Zu diesem Zeitpunkt haben Entführer in New York bereits zwei Maschinen in die Twin Towers des World Trade Centers gelenkt. Der Terrorangriff an jenem sonnigen Septembermorgen erschüttert die USA bis ins Mark und kostet über 3.000 Menschen das Leben. Sofort leitet das FBI die größte Ermittlungsaktion in der amerikanischen Geschichte ein. |           |                              |                                  |                                     |                                       |                                                 |
| 133 | 3         | Unglück auf Teneriffa        | Disaster At Tenerife             | 21. Juni 2016                       | 14. Sep. 2016                         | Flugzeugkatastrophe von Teneriffa               |
| 27. März 1977. Auf dem Flughafen Los Rodeos kollidiert eine startende Boeing 747-206B der KLM (Luftfahrzeugkennzeichen PH-BUF, Taufname „Rijn“) im dichten Nebel mit einer Boeing 747-121 der Pan Am (Kennzeichen N736PA, „Clipper Victor“), die sich noch auf der Startbahn befand. Die KLM-Maschine startete ohne Startfreigabe und stieß während des Abhebens mit der noch auf der Startbahn rollenden Pan-Am-Maschine zusammen. Bei dieser bisher schwersten Katastrophe der zivilen Luftfahrt ohne direkte terroristische Beteiligung und zweitschwersten überhaupt kamen 574 Menschen ums Leben; nur von den Insassen der Pan-Am-Maschine überlebten 70 den Unfall, von denen später noch 9 an den Unfallfolgen starben. Zum Unfall trugen beeinträchtigte Sicht, Zeitdruck und 55 t nachgetankter Treibstoff der KLM sowie unzureichende und missverständliche Kommunikation zwischen den Piloten der KLM-Maschine und der Platzkontrolle im Tower bei. Am Flughafen Gran Canaria explodierten von Separatisten gelegte Sprengsätze, weshalb der Flugverkehr auf Los Rodeos umgeleitet wurde. Als die KLM noch nachtankte, verstrich weitere Zeit, in der der Nebel dichter geworden war. Bordingenieur und Kopilot wagten es nicht, der Entscheidung des Ausbildungskapitäns eindringlicher zu widersprechen. |           |                              |                                  |                                     |                                       |                                                 |
| 134 | 4         | Ein tödliches Detail         | Deadly Detail                    | 28. Juni 2016                       | 21. Sep. 2016                         | China-Airlines-Flug 120                         |
| 20. August 2007. Nach einstündigem Flug von Taiwan nach Okinawa landet die Boeing 737-800 in Japan. Die Piloten parken sie am Gate und schalten die Triebwerke ab. Danach bricht an einer Tragfläche Feuer aus und greift auf den Rest der Maschine über. Wie durch ein Wunder können alle Insassen flüchten und das Inferno ohne Verletzung überleben. Die Ermittler stehen vor einem Rätsel. Eine akribische Analyse ergab, dass eine im Zuge einer Nachrüstung verlorene gegangene Unterlegscheibe den Mechanismus für das Ausfahren der Klappen so veränderte, dass dieser sich in den Tragflächentank bohrte. |           |                              |                                  |                                     |                                       |                                                 |
| 135 | 5         | Fataler Umweg                | Deadly Detour                    | 5. Juli 2016                        | 28. Sep. 2016                         | Proteus-Airlines-Flug 706                       |
| 30. Juli 1998. Um ihren Passagieren einen Blick auf das 1962 größte Passagierschiff SS France zu gewähren, fliegen die Piloten auf Wunsch eines Passagiers den Flughafen Lorient Bretagne Sud in einer niedrigen Schleife um die Bucht von Quiberon an. Als sie die Landung vorbereiten, zerbricht die Beechcraft 1900 ohne Vorwarnung in der Luft. Wrackteile und alle 14 Menschen an Bord fallen ins Meer. Ein Lokaljournalist in einem anderen Flugzeug macht Bilder, wie das Wrack vom Himmel fällt. Obwohl es Tausende Augenzeugen gibt, hat niemand auch nur die leiseste Ahnung, was die Ursache war. Als die Ermittler der BEA rot lackierte Wrackteile finden, identifizieren sie eine verschollene Cessna, die mit ausgeschaltetem Transponder flog. Die Auswertung des FDR der 1900 ergibt: Die Cessna verschwand unter den Fenstern der 1900 in der Neigung von 17°. Die 1900 verschwand hinter der A-Säule der Cessna. Als die 1900 wieder sichtbar wurde, verblieb dem Piloten in Rente keine Chance zum Ausweichen. Alle Handlungen der genügend erfahrenen Piloten befanden sich im legalen Rahmen. Sie kommunizierten mit unterschiedlichen Flugsicherungen auf verschiedenen Frequenzen und hörten sich nicht.                                                                                      |           |                              |                                  |                                     |                                       |                                                 |
| 136 | 6         | Absturz in der Kälte         | Dangerous Approach               | 12. Juli 2016                       | 5. Okt. 2016                          | Trans-Colorado-Airlines-Flug 2286               |
| 19. Januar 1988. Eine Pendlermaschine hebt mit 40 Minuten Verspätung vom Stapleton International Airport, Denver ab. Fünf Meilen vor dem Flughafen Durango-La Plata County stürzt das Flugzeug im Landeanflug bei eisigem Wetter und schlechter Sicht in die Rocky Mountains. Neun von 17 Menschen an Bord kommen um, darunter beide Piloten. FDR waren für die Maschine nicht vorgeschrieben; sie hatte keinen. Nachdem die Ermittler keine technische Ursache fanden, ermittelten sie über die Piloten. So folgten die dem Hinweis einer Überlebenden und testeten das Blut der getöteten Piloten auf Alkohol. Auf einen anonymen Anruf hin wurde ein aufwändigerer Test veranlasst, der ergab, dass der Kapitän Kokain genommen hatte und nach Aussage im anonymen Anruf die Nacht zuvor nicht ausreichend geschlafen hatte. Bei diesem vierten Flug holten ihn Müdigkeit und Folgen des Kokainkonsums ein, sodass er den fliegenden Kopiloten nicht ausreichend überwachte. Der Kopilot war zuvor mangels Fähigkeiten beim Instrumentenflug von einer anderen Fluggesellschaft entlassen worden. Die Landebahn 20 ohne ILS wurde auf Wunsch der Crew gewählt. |           |                              |                                  |                                     |                                       |                                                 |
| 137 | 7         | Absturz in den Alpen         | Murder in the Skies              | 23. Jan. 2017                       | 25. Jan. 2017                         | Germanwings-Flug 9525                           |
| Am 24. März 2015 beging Kopilot Andreas Lubitz Suizid, indem er den Airbus A320 in den Alpen zum Absturz brachte. Er hatte den Kapitän aus dem nach 9/11 vor Terroristen gesicherten Cockpit ausgesperrt. Die Ermittler fanden heraus, dass Lubitz unter Depressionen litt. Es wurden Bestrebungen laut, die ärztliche Schweigepflicht einzuschränken. Die bei US-amerikanischen Fluggesellschaften umgesetzte Vorschrift, dass sich grundsätzlich zwei Personen im Cockpit aufzuhalten haben, war nicht umgesetzt worden. |           |                              |                                  |                                     |                                       |                                                 |
| 138 | 8         | Landung auf dem Fluss        | River Runway                     | 30. Jan. 2017                       | 1. Feb. 2017                          | Garuda-Indonesia-Flug 421                       |
| 16. Januar 2002. Das Radar einer Boeing 737 im Landeanflug auf Yogyakarta mit 55 Passagieren zeigt Regen, der sich aufgrund von Radarschatten als Supergewitterzelle entpuppt und sie in schwere Turbulenzen bringt. Beide Triebwerke CFM56 fallen aus. Startversuche scheitern. Beim Start der APU fällt der gesamte Strom aus. Als die 737 aus der Gewitterwolke kommt, hat sie einen möglichen Flughafen verpasst. Ein Fluss wird zur einzigen Landemöglichkeit in Reichweite der segelnden 737. Von Hand wird eine 360°-Wende geflogen, um den Fluss zwischen zwei Brücken zu treffen. Tennisball-großer Hagel hatte die Triebwerke und die Nase, in der das Radar eingebaut ist, beschädigt und bei 18.000 Fuß Flughöhe aufgrund der Deformationen eine Bodenwarnung ausgelöst. Eine Zelle der 24-V-Bordbatterie war ausgefallen. Sie reichte nach den Startversuchen der Triebwerke nicht mehr den Start der APU aus. Die Notlandung forderte ein Menschenleben. |           |                              |                                  |                                     |                                       |                                                 |
| 139 | 9         | Verschollen in Indonesien    | Deadly Solution                  | 6. Feb. 2017                        | 8. Feb. 2017                          | Indonesia-AirAsia-Flug 8501                     |
| 28. Dezember 2014. Ein Airbus 320 auf dem Flug nach Singapur rollt plötzlich wiederholt nach links. Es kam zu einem steilen Steigflug, dem der Strömungsabriss folgte und Sturz ins Meer. Eine misslungene Notwasserung wurde nicht ausgeschlossen. Niemand an Bord überlebte. Die Maschine hatte einen Fehler in der Ruderbegrenzung (ITLU) seit vielen Flügen. Die Crew hatte aufgrund von wiederholten Warnmeldungen viele Geräte von der Stromversorgung genommen. Diese übernahmen wesentliche Funktionen des Autopiloten. Es kam in der Panik zu widersprüchlichen Weisungen und der Kapitän drückte den Knopf zur Übernahme der Steuerung nicht lange genug. Beide steuerten das Flugzeug unkoordiniert. |           |                              |                                  |                                     |                                       |                                                 |
| 140 | 10        | Fataler Start in Afghanistan | Afghan Nightmare                 | 13. Feb. 2017                       | 15. Feb. 2017                         | National-Airlines-Flug 102                      |
| 29. April 2013. Eine zivile Boeing 747 Cargo, beladen mit schwer gepanzerten Militärfahrzeugen, startet von der Bagram Air Base, Afghanistan. Bei einem Oshkosh M-ATV im Heck der 747 halten die Spanngurte nicht. In der steigenden Maschine kracht das 12-t-Fahrzeug durch die hintere Innenwand der 747, setzt den FDR/CVR außer Betrieb und beschädigt die Hydraulik. Ein Fotograf machte einige Aufnahmen. Dann taucht ein Video im Internet auf, das den Absturz zeigt. Lackspuren des FDR und eindeutige Deformationen der Innenwand belegen, dass sich das Fahrzeug gelöst hatte. Was Augenzeugen als Rauch beschrieben hatten, war das auslaufende Hydrauliköl. Bevor die 747 den Boden berührte, war das Bugrad ausgefahren, die Hauptfahrwerke aber nicht, was das Versagen der Hydraulik belegte. Auf dem Flug zuvor war dem CVR zu entnehmen, dass ein beschädigter Spanngurt gefunden worden war. Alle an Bord kamen um. |           |                              |                                  |                                     |                                       |                                                 |

## Staffel 17
| Nr. (ges.) | Nr. (St.) | Deutscher Titel              | Originaltitel      | Erstausstrahlung Vereinigte Staaten | Deutschsprachige Erstausstrahlung (D) | Unfall                        |
| --- | --------- | ---------------------------- | ------------------ | ----------------------------------- | ------------------------------------- | ----------------------------- |
| 141 | 1         | Absturz in Minnesota         | Killer Attitude    | 20. Feb. 2017                       | 1. März 2017                          | Express-Airlines-II-Flug 5719 |
| 1. Dezember 1993: Nachts aus Minneapolis im Anflug auf Hibbing, Minnesota wird aufgrund der Wind- und Wetterverhältnisse die Landebahn von der anderen Seite her angeflogen. Dort hat sie kein ILS installiert. Die Befeuerung der Landebahn ist kostenintensiv, weshalb sie vom Flugzeug aus eingeschaltet wird. Als der Kapitän den Kopiloten anweist, die Lichter vor der Landebahn einzuschalten, sehen sie diese nicht. Der Kopilot hatte mehrfach nur kurz den Knopf dafür getätigt, was dem Empfänger nicht ausreichte, das Signal zu erkennen. Kurz darauf streift die BAe Jetstream 31 die Bäume und stürzt ab. Alle Insassen kommen ums Leben. Um Vereisung zu vermeiden, wurde die Landebahn steiler angeflogen. Dazu war der Sinkflug fünf Meilen später eingeleitet worden als üblich. Das wunderte die Ermittler. Über den erfahrenen Piloten wird bekannt, dass er ein aggressiver Choleriker war. Der schüchterne 25-jährige Kopilot hatte nicht gewagt zu widersprechen und den Piloten nicht auf die Flughöhe aufmerksam gemacht. Mehrfach hatte ihn der Pilot unwürdig beschimpft. |           |                              |                    |                                     |                                       |                               |
| 142 | 2         | Auf der Suche nach Antworten | Deadly Myth        | 27. Feb. 2017                       | 8. März 2017                          | Comair-Flug 3272              |
| 9. Januar 1997: Vor Detroit reduziert eine Embraer EMB 120 auf Weisung der Flugsicherung die Geschwindigkeit auf 190 Knoten, um einen Airbus zuerst landen zu lassen. Als die Geschwindigkeit mangels Auftrieb wieder erhöht werden muss, bleibt die Wirkung aus. Der Autopilot stellt sich aufgrund der Situation ab. Die Maschine rollt nach links und stürzt senkrecht zu Boden. Alle 29 Menschen an Bord sterben. Es hatte sich bereits Eis auf den Tragflächen gebildet. Aufgrund widersprüchlicher Anweisungen, die Enteisung sofort oder erst ab einer gewissen Eisbildung einzuschalten, was vom Hersteller nachträglich zurückgezogen wurde, aber von Comair nicht umgesetzt wurde, hatten die Piloten diese noch nicht eingeschaltet. |           |                              |                    |                                     |                                       |                               |
| 143 | 3         | Ein tödlicher Flug           | Turning Point      | 6. März 2017                        | 15. März 2017                         | Air-China-Flug 129            |
| 15. April 2002: Nach fast 2 Stunden von Peking nach Busan, Südkorea, wird eine Boeing 767 von Landebahn 36L auf 18R umgeleitet. Es ist dieselbe Bahn aus anderer Richtung. Die Schleife, die den Piloten neu ist, fliegen sie zu schnell und kommen vom Kurs ab. Als die Maschine in einen bewaldeten Hügel stürzt, den sie nicht angeflogen hätte, wenn der Kurs eingehalten worden wäre, kostet das 129 der 166 Personen an Bord das Leben. Air China stufte daraufhin den koreanischen Flughafen als schwierig ein und schulte Piloten ausführlich im Simulator explizit auf die dort zu erwartenden Manöver. |           |                              |                    |                                     |                                       |                               |
| 144 | 4         | Von Spur zu Spur             | Explosive Proof    | 13. März 2017                       | 22. März 2017                         | Trans-World-Airlines-Flug 800 |
| 17. Juli 1996: Mit 80 Minuten Verspätung startet eine 25 Jahre alte Boeing 747 von JFK nach Flughafen Paris-Charles-de-Gaulle. Ursache der Verspätung war Gepäck eines Passagiers, der angeblich nicht an Bord gekommen war. Doch dann stellt sich heraus, dass der Passagier schon die ganze Zeit an Bord war und die Maschine startet. 32 km hinter Long Island explodiert sie in der Luft. Cockpit und Schnauze werden von Rumpf gerissen und stürzen ab. Alle 230 Menschen an Bord sterben. Es laufen Prozesse gegen Terroristen. Gerüchte machen die Runde, die US-Armee habe versehentlich die Boeing abgeschossen oder in die Hände von Terroristen gelangte Raketenwerfer für Afghanistan wären für einen Abschuss der Maschine benutzt worden. Diese hätten aber auf See sein müssen, um die Boeing in Reichweite zu haben. Kleinste Spuren von Plastiksprengstoff ohne Spuren einer Explosion erwiesen sich als harmlos: Die Polizei hatte zuvor die Maschine zur Ausbildung vor Spürhunden gemietet. Als Ermittler eine 747 mit fast leerem Tank mit Temperaturfühlern ausstatten und das Gasgemisch erwärmen, bleiben diese Temperaturen auch noch in der Luft erhalten. Der Tank wird in einem Versuch als 1:4-Modell nachgebaut, erwärmt und gezündet. Er explodiert im Versuch vergleichbar der gefundenen Wrackteile. Aufgrund der kurzen Atlantiküberquerung blieb der mittlere Tank im Rumpf fast leer. Die serienmäßig direkt daneben verbaute Klimaanlage wärmte 80 Minuten lang den fast leeren Tank weit über den Flammpunkt des darin befindlichen Treibstoffes Jet A. Gefundene Kabel waren an Durchführungen beschädigt worden. Auch waren Hoch- und Niederspannungskabel in einem Bündel verlegt worden. Dies ergab, dass die in Invertern der Innenbeleuchtung erzeugte Hochspannung auf die Kabel der Tanksensoren übersprang und das über Zündtemperatur erwärmte Gemisch im Tank zündete. Es wurden 7 Tankexplosionen in den letzten 30 Jahren bekannt. Darunter Blitzschlag, Triebwerksfehler und Sabotage. Seit 2007 liefert Boeing Maschinen mit Inertingsystemen in der Tankentlüftung aus. Einige Fluggesellschaften rüsten Maschinen im Bestand nach. |           |                              |                    |                                     |                                       |                               |
| 145 | 5         | Absturz auf Sumatra          | Lethal Turn        | 5. Sep. 2017                        | 1. Nov. 2017                          | Garuda-Indonesia-Flug 152     |
| Der dichte Rauch eines Waldbrandes hängt in der Luft, als sich Garuda-Indonesia-Flug 152 dem Flughafen Medan-Polonia auf Sumatra nähert. Eigentlich verbleiben nur noch wenige Minuten bis zur Landung. Durch die getrübte Sicht kommt der Airbus A300 jedoch vom Kurs ab und stürzt schließlich mitten über dem Dschungel ab. Alle 234 Menschen an Bord verlieren am 26. September 1997 ihr Leben. Bei der Flugunfalluntersuchung wird festgestellt, dass der diensthabende Fluglotse ein falsches Funkrufzeichen bei der Ansage der Anflugrichtung verwendet hatte, die die Besatzung daher ignorierte. Beim nächsten Funkspruch wiederholte er einen Teil der Information nicht. Die Piloten waren sich wegen des dichten Rauches ihrer Position nicht bewusst. Da sie gewohnt waren, im Landeanflug auf den Flughafen eine Linkskurve zu fliegen, flogen sie eine solche und damit auf bergiges Terrain zu. Schließlich versagte das Bodenannäherungs-Warnsystem, das die Piloten vor der bestehenden Kollision warnen sollte. |           |                              |                    |                                     |                                       |                               |
| 146 | 6         | Tödlicher Regen              | Storming Out       | 12. Sep. 2017                       | 4. Okt. 2017                          | USAir-Flug 1016               |
| 2. Juli 1994: Bei seinem Landeanflug auf den Flughafen von Charlotte in North Carolina gerät Flug 1016 der US Airways in unerwartet auftretende Probleme. Wie aus heiterem Himmel sehen sich die Piloten mit einem Unwetter konfrontiert, dessen Regenfälle so stark sind, dass sie ihnen die komplette Sicht nehmen. Aus Sicherheitsgründen brechen sie die Landung ab, um eine weitere Runde zu drehen. Trotzdem stürzt die Maschine kurz darauf in ein Feld. Von den 52 Passagieren sterben 37, beide Piloten überleben. Bei den Ermittlungen stellt sich schließlich heraus, dass das Unwetter nur ein Teil der Katastrophe war. |           |                              |                    |                                     |                                       |                               |
| 147 | 7         | Absturz im Fluss             | Caught on Tape     | 19. Sep. 2017                       | 18. Okt. 2017                         | TransAsia-Airways-Flug 235    |
| 4. Februar 2015: Die Armaturenbrettkamera eines vorbeifahrenden Autos fängt erschreckende Bilder des Absturzes von Flug 235 der taiwanischen TransAsia-Airways ein: Kurz nach dem Start vom Flughafen Taipeh-Songshan kippt die Maschine nach links, streift mit der Tragfläche die Fahrbahn einer Schnellstraße und stürzt wenige Kilometer entfernt in den Keelung-Fluss. Bei ihren anschließenden Untersuchungen muss sich Taiwans Luftfahrtaufsichtsbehörde mit einer ganzen Reihe ungeklärter Fragen beschäftigen. Je mehr Spuren sie dabei entdeckt, desto mysteriöser erscheint ihr jedoch der Unfall. |           |                              |                    |                                     |                                       |                               |
| 148 | 8         | Terror über Ägypten          | Terror over Egypt  | 18. Sep. 2017                       | 27. Sep. 2017                         | Kogalymavia-Flug 9268         |
| Russlands Präsident Wladimir Putin persönlich forderte Vergeltung für ein Attentat auf die zivile Luftfahrt: Am 31. Oktober 2015 startet eine Maschine mit russischen Touristen vom Flughafen Scharm el Scheik in Ägypten – und stürzt nur 20 Minuten später über der Sinai-Halbinsel ab. 224 Menschen verlieren ihr Leben. Noch während ein internationales Ermittler-Team am Unfallort eintrifft, bekennt sich die Terrororganisation Islamischer Staat zu dem Anschlag. Doch die Indizien lassen Zweifel aufkommen. Eine komplexe Untersuchung des Vorfalls wird umgehend eingeleitet. |           |                              |                    |                                     |                                       |                               |
| 149 | 9         | Tödlicher Fehler             | Deadly Discussions | 3. Okt. 2017                        | 25. Okt. 2017                         | LAPA-Flug 3142                |
| Einer der schwersten Unfälle der argentinischen Luftfahrtgeschichte ereignet sich am 31. August 1999: Kurz nach dem Abheben vom Flughafen Buenos Aires-Jorge Newbery beginnt Flug 3142 heftig zu taumeln. Augenblicke darauf stürzt die Maschine der Gesellschaft Líneas Aéreas Privadas Argentinas zu Boden, durchbricht die Flughafeneingrenzung, schlittert über eine Schnellstraße und geht in Flammen auf. Die Flugbesatzung hatte aufgrund ihres allgemein disziplinlosen Verhaltens im Cockpit übersehen, dass sie vergessen hatte, die Auftriebshilfen für den Start korrekt einzustellen. Obwohl beim Beschleunigen ein schrilles Warnsignal ertönte, das die Besatzung auf ihren Fehler aufmerksam machte, brach diese den Startvorgang nicht ab. 63 der 100 Insassen der Maschine sowie zwei Personen am Boden kamen ums Leben. |           |                              |                    |                                     |                                       |                               |
| 150 | 10        | Das verschollene Flugzeug    | The Lost Plane     | 10. Okt. 2017                       | 11. Okt. 2017                         | Thai-Airways-Flug 311         |
| 31. Juli 1992: Unterwegs nach Katmandu, zerschellt der Airbus des Fluges 311 von Thai Airways an einer abgelegenen Felswand des Himalaya-Gebirges – in 3.300 Metern Höhe. Die Absturzstelle befindet sich jenseits der eingeplanten Route und die Flugverkehrskontrolle kann den Ermittlern keine Hinweise liefern, wo sich die Maschine auf dem Radar zuletzt befand. Bei der aufwändigen Suche stellt sich schließlich heraus, dass das Flugzeug gegen einen Berg nördlich von Katmandu crashte – eine Gegend, die eigentlich tabu ist für Linienflüge. Warum steuerten die Piloten dennoch dorthin? |           |                              |                    |                                     |                                       |                               |

## Staffel 18
| Nr. (ges.) | Nr. (St.) | Deutscher Titel             | Originaltitel      | Erstausstrahlung Vereinigte Staaten | Deutschsprachige Erstausstrahlung (D) | Unfall                         |
| --- | --------- | --------------------------- | ------------------ | ----------------------------------- | ------------------------------------- | ------------------------------ |
| 151 | 1         | Notlandung in Kalifornien   | Nuts And Bolts     | 1. März 2018                        | 21. Feb. 2018                         | Emery-Worldwide-Flug 17        |
| 16. Februar 2000: Mit dem Ziel nach Dayton muss gleich nach dem Start vom Flughafen Sacramento Mather Airport eine nicht kontrollierbare DC-8 Cargo notlanden. Den Piloten gelingt es nur schwer, die immer wieder nach oben und unten ausbrechende Maschine in Richtung der Landebahn zu manövrieren. Der Flug endet mit dem Absturz auf einem Schrottplatz 2 km von der Landebahn in Mather. Der Unfallhergang findet sich erst nach langwierigen Untersuchungen des Flugzeugwracks. Ein Höhenruder war unkontrollierbar geworden und riss drei Menschen an Bord in den Tod. Der Wartungsfehler endete mit dem Konzessionsentzug. |           |                             |                    |                                     |                                       |                                |
| 152 | 2         | Eine fatale Landung         | Blown Away         | 22. Feb. 2018                       | 28. Feb. 2018                         | TransAsia-Airways-Flug 222     |
| Am 23. Juli 2014 missglückt die wetterbedingt verspätete Landung vom Flug 222 der TransAsia Airways. Das Flugzeug kreist zunächst über der Formosastraße, um ein Unwetter abzuwarten. Als die ATR 72–500 zur Landung auf dem Flughafen des Penghu-Archipels ansetzt, kollidiert sie mit mehreren Bäumen und stürzt in ein Dorf nahe dem Flughafen, als sich binnen weniger Minuten die Sichtverhältnisse verschlechtern. Zehn von 58 Menschen an Bord überleben. Die übermüdeten Piloten waren mehr geflogen um allen Flugaufträgen nachzukommen, während die entlastende Neueinstellung weiterer Piloten ausblieb. TransAsia stellte aufgrund hoher Verluste bald darauf den Flugbetrieb ein. |           |                             |                    |                                     |                                       |                                |
| 153 | 3         | Flugzeug in Flammen         | Deadly Distraction | 8. März 2018                        | 7. März 2018                          | Delta-Air-Lines-Flug 1141      |
| 31. August 1988: Beim Start von Dallas-Fort Worth gewinnt die Boeing 727–232 Advanced von Flug 1141 der Delta Airlines nicht an Höhe, setzt mit Heck und rechter Tragfläche auf und fängt Feuer nach dem Aufprall auf dem Boden. Von 108 Menschen an Bord gelingt es 94, teils schwer verletzt, sich aus der rasch mit Qualm füllenden Maschine zu retten; 14 sterben im Feuer. Unfallermittler finden als Defekt ein extra installiertes Warnsystem, das den Unfall hätte vermeiden sollen, aber nicht funktionierte. Es hätte das sorgfaltslose Durchgehen der Checkliste verhindern sollen, die Klappen zum Start nicht auf 15° auszufahren. |           |                             |                    |                                     |                                       |                                |
| 154 | 4         | Abgeschossen in der Ukraine | Deadly Airspace    | 15. Feb. 2018                       | 14. März 2018                         | Malaysia-Airlines-Flug 17      |
| Am 17. Juli 2014 antwortet im umkämpften Osten der Ukraine Flug 17 der Malaysia Airlines nicht mehr. Alle 298 Menschen an Bord der Boeing 777 sterben. 160 zivile Flugzeuge hatten diesen Luftraum am selben Tag durchflogen, der nur darunter gesperrt war. Die niederländischen Ermittler werden zunächst nicht an den Unfallort gelassen. Vom Militär wird jeder ihrer Schritte begleitet. Das Zerstörungsbild der über mehrere km² verstreuten Wrackteile kann einer Boden-Luftabwehrrakete zugeordnet werden. |           |                             |                    |                                     |                                       |                                |
| 155 | 5         | Zerschellt am Vulkan        | Deadly Display     | 15. März 2018                       | 21. März 2018                         | Suchoi-Flug 36801              |
| 9. Oktober 2012: Bei einem Demonstrationsflug in Indonesien kollidiert ein russischer ziviler Suchoi Superjet 100, der als Militärmaschine gekennzeichnet war, mit dem Vulkan Salak, der als „Flugzeugfriedhof“ berüchtigt ist. Die 45 Menschen an Bord, darunter Repräsentanten des Herstellers, potentielle indonesische Kunden und Journalisten, kommen beim Aufprall auf dem Berg ums Leben. Flugunfall-Ermittler erkennen einen überlasteten Fluglotsen, ein weitgehend entfallenes Briefing und eine an Bord befindliche Karte, auf der der Vulkan nicht eingezeichnet war, sowie einen abgelenkten Piloten, der aufgrund der Sichtverhältnisse der automatischen Warnung „Low Terrain“ nicht vertraute.                                                                                           |           |                             |                    |                                     |                                       |                                |
| 156 | 6         | Absturz der VSS Enterprise  | Deadly Mission     | 22. März 2018                       | 28. März 2018                         | VSS Enterprise                 |
| 31. Oktober 2014: Über der kalifornischen Mojave-Wüste absolvieren zwei Piloten von Virgin Galactic einen Testflug mit einem neuen Flugzeug, für den geplanten kommerziellen Weltraumtourismus. Als die VSS Enterprise in rund 15 Kilometern Höhe von ihrem Trägerflugzeug ausgeklinkt wird und beschleunigt, scheint alles noch normal zu verlaufen. Nach 90 Sekunden bricht die Maschine in Stücke. Einer der zwei Piloten kann sich mit dem Fallschirm retten. Die Unfalluntersuchung ergibt, dass ein als Federmodus bezeichnetes Bremssystem vorzeitig entriegelt wurde. |           |                             |                    |                                     |                                       |                                |
| 157 | 7         | Freier Fall                 | Free Fall          | 15. Juni 2018                       | 29. Aug. 2018                         | Qantas-Flug 72                 |
| Flug 72 der Qantas Airways fliegt am 7. Oktober 2008 von Singapur nach Perth, als der Airbus 330 in rund 11.300 Metern unerwartet in den Sturzflug geht. Nicht angeschnallte Passagiere prallen mit voller Wucht an die Decke des Flugzeugs. Ein Drittel der Menschen an Bord erleiden schwere Verletzungen. Dem Kapitän gelingt die Notlandung auf dem Rollfeld der RAAF Base Learmonth. Australische Ermittler stehen vor einem Rätsel und finden keine Ursache. Sie finden heraus, dass es mit gleichen Flugzeugen an ähnlicher Stelle zu ähnlichen Situationen, aber mit glimpflichen Folgen kam, und stellen den Flug zur Probe nach, jedoch ohne Ergebnis. Sie erkennen eine vage Unregelmäßigkeit in der Software, die die vielen Fehlermeldungen, die der Pilot erhalten hatte, erklären könnte. |           |                             |                    |                                     |                                       |                                |
| 158 | 8         | Ein versteckter Fehler      | Deadly Inclination | 22. Juni 2018                       | 5. Sep. 2018                          | Alitalia-Flug 404              |
| Am 14. November 1990 fliegt Alitalia-Flug 404 von Mailand mit Ziel Zürich kontrolliert gegen den Stadlerberg in der Schweiz. Aufgrund einer fehlerhaften Anzeige des ILS, das statt den Ausfall kenntlich zu machen noch plausibel erscheinende Werte anzeigt. Diesen glaubt der erfahrene Pilot mehr als denen seines nur ein Jahr beschäftigten Kopiloten. Es spielt die Hierarchie im Cockpit aus und lehnt das Ersuchen des Kopiloten, im Landeanflug aufgrund der nicht in Sicht befindlichen Landebahn durchzustarten, ab. Es sterben alle 46 Menschen an Bord. |           |                             |                    |                                     |                                       |                                |
| 159 | 9         | Rätselhafte Ereignisse      | Deadly Go-Round    | 27. Juni 2018                       | 12. Sep. 2018                         | China-Airlines-Flug 140        |
| 26. April 1994: Der Airbus A300 von China Airlines Flug 140 lässt sich nicht auf die Landebahn von Nagoya in Japan steuern. Als die Piloten ihr Ziel nicht erreichen, versuchen sie durchzustarten, worauf der Airbus die Nase hebt und mit Strömungsabriss wie ein Pfannkuchen auf den Boden klascht. Nur 7 Passagiere überleben. Nach langen Ermittlungen stellt sich heraus, dass versehentlich die Maschine zuvor in den Durchstartmodus geschaltet worden war. Die veraltete Software schränkte die Steuerung der Piloten ein, so dass sie die Folgen der Fehlbedienung nicht erkannten. Sie waren auf sich anders verhaltenden Flugzeugen und Simulatoren geschult worden und hatten dadurch keine Erfahrung, die Fehlbedienung zu erkennen.                                                       |           |                             |                    |                                     |                                       |                                |
| 160 | 10        | Absturz im Winter           | Dead of Winter     | 4. Juli 2018                        | 19. Sep. 2018                         | Continental-Airlines-Flug 1713 |
| 15. November 1987: Ein Schneesturm in Denver verzögert den Abflug einer DC-9 des Continental Airlines Fluges 1713 vom Stapleton International Airport. Nach dem Abheben gerät die Maschine in Schräglage und stürzt ab. 54 überleben, 28 sterben. Nach dem Enteisen, steht die DC-9 mit sieben Minuten über Frist in der Warteschlange und muss schneller sein um abzuheben. Das wird aufgezehrt, indem die Maschine vom Kopiloten zu stark hoch gezogen wurde und die notwendige Geschwindigkeit wieder verlor. Mangelnde Kommunikation mit dem Tower verursachte Verwirrung und Verzögerung beim Abflug. Beide Fehler in Summe führten zum Absturz. Bei den Piloten erwies sich die Aufgabe als neu, wofür ihnen Erfahrung fehlte.                                                                     |           |                             |                    |                                     |                                       |                                |

## Staffel 19
| Nr. (ges.) | Nr. (St.) | Deutscher Titel              | Originaltitel      | Erstausstrahlung Vereinigte Staaten | Deutschsprachige Erstausstrahlung (D) | Unfall                                  |
| --- | --------- | ---------------------------- | ------------------ | ----------------------------------- | ------------------------------------- | --------------------------------------- |
| 161 | 1         | Gefährlicher Sinkflug        | Deadly Descent     | 2. Jan. 2019                        | 27. März 2019                         | Cathay-Pacific-Flug 780                 |
| Am 13. April 2010 fliegt ein Airbus A-330 von Surabaya nach Hongkong. Beide der Rolls-Royce-Trent-700-Triebwerke fallen aus. Das linke lässt sich nur nach mehreren Versuchen vorsichtig starten und verhindert die Notwasserung. Im Landeanflug auf Hongkong liefert es weiterhin, entgegen der Schubhebelstellung 74 % Schub. Den Piloten gelingt es, die Maschine noch vor Ende der Rollbahn zum Stehen zu bringen. Untersuchungen ergeben, dass Partikel vom Filter eines Tankfahrzeuges in den Treibstoff gelangt sind und die Ventile der Kraftstoffzuführung beeinträchtigt haben. In Surabaya hatte die Maschine 24,4 t nachgetankt. Bauarbeiten an den Tankvorratsleitungen des Flughafens hatten das Eindringen von Salzwasser verursacht, dem der Filter des Tankfahrzeugs nicht standhielt. Er war lediglich für die Abscheidung von Kondenswasser ausgelegt. |           |                              |                    |                                     |                                       |                                         |
| 162 | 2         | Luftrennen in den Tod        | Death Race         | 7. Jan. 2019                        | 6. Feb. 2019                          | Reno-Air-Race-Flugzeugunglück 2011      |
| Am 16. September 2011 wird das seit 1964 im US-Bundesstaat Nevada stattfindende Reno Air Race durch einen Zwischenfall abgebrochen. Eine Veranstaltung dabei ist das „Unlimited Race“, bei dem umgebaute Flugzeuge fliegen. Jimmy Leewards umgebaute North American P-51, genannt The Galloping Ghost, stürzt nach 9 Sekunden außer Kontrolle mit 800 km/h am Rand der 100.000 Zuschauer ab und reißt ihn und 10 Menschen am Boden in den Tod. Altersmüde Schrauben, die längst hätten erneuert werden müssen, ließen die Trimmklappe des linken Höhenleitwerks abreißen. Dadurch wurde die Maschine aus der Flugbahn geworfen und der Pilot durch die dabei auftretenden Kräfte von 17 G bewusstlos. Das „Unlimited Race“ (Grenzenloses Rennen) findet weiterhin mit besser gewarteten und inspizierten Maschinen statt. |           |                              |                    |                                     |                                       |                                         |
| 163 | 3         | Fatale Fehlerkette           | Fatal Approach     | 16. Jan. 2019                       | 6. März 2019                          | KLM-Flug 433                            |
| Am 4. April 1994 startet eine Saab 340B vom Flughafen Amsterdam Schiphol. Aufgrund eines fehlerhaften Öldruckschalters nehmen die Piloten ein Problem an, das nicht vorhanden ist. Bevor sie sich der Checkliste annehmen, fährt der Pilot ohne etwas zu sagen das betreffende rechte Triebwerk in den Leerlauf und vergisst die Maßnahme. Als die Maschine beim Versuch, ein Unwetter zu überfliegen, nicht weiter steigt, kehren die Piloten zum Startflughafen mit Pan-pan-Meldung über Flugfunk zurück. Beim Durchstarten im Landeanflug rollt die Maschine nur vom linken Triebwerk auf Volllast getrieben nach rechts und streift den Boden. Zwei Passagiere und der Pilot kommen ums Leben. |           |                              |                    |                                     |                                       |                                         |
| 164 | 4         | Grenzwertige Praktiken       | Borderline Tactics | 14. Jan. 2019                       | 13. Feb. 2019                         | American-International-Airways-Flug 808 |
| Am 18. August 1993 befindet sich eine Douglas DC-8 Cargo im Anflug auf das Leeward Point Field, den Militärflughafen der Guantanamo Bay Naval Base. Sie wird um 17 Uhr erwartet und schlägt 400 m vor der grenznahen Rollbahn 10 auf. Die übermüdete dreiköpfige Besatzung überlebt schwerverletzt den durch Strömungsabriss verursachten Absturz, da das Cockpit beim Aufprall vom Rumpf gerissen wird. Der Pilot konzentriert sich völlig übermüdet auf die Suche nach dem defekten Leuchtfeuer, das die Grenze zu Kuba markiert, um den Flughafen zu finden und kommt dabei vom Kurs ab, den er vergebens versucht zu korrigieren. |           |                              |                    |                                     |                                       |                                         |
| 165 | 5         | Tödliche Neigung             | Deadly Pitch       | 21. Jan. 2019                       | 20. Feb. 2019                         | Fine-Air-Flug 101                       |
| Am 7. August 1997 startet eine DC-8 Cargo in Florida und hebt die Nase so sehr, dass weder das Gegensteuern noch die Korrektur der Trimmung das Flugzeug unter Kontrolle bringen. Es stürzt innerhalb des ersten Flugkilometers ab. Am Boden stirbt neben der vierköpfigen Besatzung ein Passant. Nach langen Ermittlungen kann die Beladung als Ursache ausgemacht werden. Aufgrund einer überstehend beladenen Palette wurde die Reihenfolge beim Beladen verändert, ohne dass dies den Piloten mitgeteilt wurde. Außerdem wurden nicht alle Paletten gesichert und bei der Ermittlung des Gewichts nur die Ware, nicht aber das Gewicht der Paletten selbst berücksichtigt. Die überladene und falsch getrimmte Maschine war in diesem Zustand nicht flugfähig. |           |                              |                    |                                     |                                       |                                         |
| 166 | 6         | Gefährlicher Steigflug       | Fatal Climb        | 28. Jan. 2019                       | 27. Feb. 2019                         | TAROM-Flug 371                          |
| Am 31. März 1995 startet vom Flughafen Bukarest Henri Coandă ein Airbus A-310 nach Brüssel. Nach dem Start, keine zwei Kilometer neben dem Flughafen bohrt sich der Airbus mit 620 km/h im Winkel von 80° sechs Meter tief in den Boden. Alle Menschen an Bord kommen dabei ums Leben. Gerüchte um eine Bombe verbreiten sich. Nach 20 Meldungen von Piloten über eine fehlerhafte Schubautomatik der Maschine und diversen vergeblichen Versuchen sie zu reparieren, startet die Maschine mit dem Wissen der Piloten um den Fehler. Als der Pilot nach dem Start, vermutlich mit einem Herzinfarkt, ausfällt, ist der Kopilot mit der fehlerhaften Maschine auf sich alleine gestellt und vergisst im Schock über das Ereignis, auf die Schubhebel zu achten, von denen sich der Linke durch den Fehler selbst auf Leerlauf zurückgestellt hatte. |           |                              |                    |                                     |                                       |                                         |
| 167 | 7         | Abgekommen von der Startbahn | Runway Runoff      | 18. Feb. 2019                       | 13. März 2019                         | Continental-Airlines-Flug 1404          |
| Am 20. Dezember 2008 kommt Continental-Airlines-Flug 1404 von der Startbahn ab und fängt Feuer. Eine Boeing 737 startet nach einer Beachcraft auf Startbahn 34R des Denver International Airport, der mit 137 km² der flächenmäßig größte Flughafen der USA ist. In der großen Fläche des Flughafens und den nahe gelegenen Rocky Mountains ergeben sich im Lokalwetter ungeahnte Seitenwinde, die den erfahrenen Pilot überraschen. Seine Versuche, Schlimmeres zu verhindern, scheitern. Die Untersuchung zeigt, dass kein Pilot dieser Maschine die tatsächlich aufgetretenen Seitenwinde hätte abfangen können. |           |                              |                    |                                     |                                       |                                         |
| 168 | 8         | Schockierende Fehler         | Lethal Limits      | 25. Feb. 2019                       | 20. März 2019                         | Aeroflot-Flug 821                       |
| Am 14. September 2008 stürzt eine Boeing 737 der russischen Fluggesellschaft Aeroflot beim Anflug auf den Flughafen der russischen Stadt Perm ab. 88 Menschen starben, niemand überlebte. Bei der Untersuchung der Unfallursachen machen die Ermittler schockierende Entdeckungen. |           |                              |                    |                                     |                                       |                                         |
| 169 | 9         | Tragödie der Fußballer       | Football Tragedy   | 4. März 2019                        | 3. Apr. 2019                          | LaMia-Flug 2933                         |
| Am 26. November 2016 starben fast alle Spieler eines brasilianischen Fußball-Erstligisten auf dem Weg zum entscheidenden Pokalspiel bei einem Flugzeugabsturz. Von den 73 Passagieren und 4 Besatzungsmitgliedern überlebten nur 6 den Absturz. Der Grund des Absturzes war, dass der Maschine der Treibstoff ausgegangen war. |           |                              |                    |                                     |                                       |                                         |
| 170 | 10        | Unfall bei der Landung       | Slam Dunk          | 11. März 2019                       | 10. Apr. 2019                         | Atlantic-Coast-Airlines-Flug 6291       |
| Am 7. Januar 1994 fliegt ein Kurzstreckenflugzeug vom Typ Handley Page Jetstream 41 von Washington, D.C. nach Columbus (Ohio). Der Pilot mit über 3600 Flugstunden Erfahrung bat auf 15000 Fuß steigen zu dürfen, nachdem vor Raueis auf 14000 Fuß gewarnt wurde. Auch die vorsorgliche Enteisung durch Aufblasen der aus Gummi gefertigten Vorderkanten der Tragflächen erfolgte. Der Pilot plant einen Slam Dunk, was das Halten der Flughöhe mit folgendem steilen Sinkflug ist, um eine Vereisung zu vermeiden. Alles lief nach Plan. Für den Landeanflug auf den Flughafen Port Columbus International weist der Fluglotse an, die Geschwindigkeit auf 170 Knoten zu reduzieren. Doch die Maschine verschwindet dem Fluglotsen kurz vor der Landung vom Radarschirm. Die für diesen Flugzeugtyp unzureichend erfahrenen und geschulten Piloten waren sich nicht bewusst, die Schubautomatik abgeschaltet zu haben, worauf der Autopilot die Nase des Flugzeuges hochzog und es zum Strömungsabriss kam. Auf das Einsetzen der Stallwarnung wurde nicht adäquat reagiert, stattdessen fragte der Pilot den Kopilot, was dieser gemacht habe. Das Flugzeug streifte ein paar Bäume und prallte in ein Gebäude. Es war mit 5 Passagieren auf 29 Sitzen belegt, von denen 3 den Absturz überlebten und sich retten konnten. Die dreiköpfige Crew und 2 Passagiere starben. |           |                              |                    |                                     |                                       |                                         |

## Staffel 20
| Nr. (ges.) | Nr. (St.) | Deutscher Titel          | Originaltitel       | Erstausstrahlung Vereinigte Staaten | Deutschsprachige Erstausstrahlung (D) | Unfall                                                                   |
| --- | --------- | ------------------------ | ------------------- | ----------------------------------- | ------------------------------------- | ------------------------------------------------------------------------ |
| 171 | 1         | Explosion beim Aufprall  | Explosive Touchdown | 9. Jan. 2020                        | 22. Jan. 2020                         | Uni-Air-Flug 873                                                         |
| Am 24. August 1999 zerreißt eine Explosion den Rumpf einer kurz zuvor gelandeten taiwanischen Passagiermaschine. Die Umstände deuten auf einen Terroranschlag hin, doch an Bord finden sich keine Sprengstoffrückstände. |           |                          |                     |                                     |                                       |                                                                          |
| 172 | 2         | Entsetzliche Kollision   | Taxiway Turmoil     | 16. Jan. 2020                       | 29. Jan. 2020                         | Flugzeugkollision auf dem Detroit Metropolitan Wayne County Airport 1990 |
| Am 3. Dezember 1990 kommt es auf dem Wayne County Airport in Detroit bei dichtem Nebel zur Kollision einer DC-9 und einer Boeing 727. Acht Menschen sterben. Hätte man den Unfall verhindern können? |           |                          |                     |                                     |                                       |                                                                          |
| 173 | 3         | Unfall im Himalaya       | Kathmandu Descent   | 23. Jan. 2020                       | 5. Feb. 2020                          | Pakistan-International-Airlines-Flug 268                                 |
| 28. September 1992: Ein Passagierflugzeug aus Pakistan gerät im Himalaya plötzlich in Not und zerschellt wenig später an den schroffen Felsen. Bei der Suche nach der Ursache tappen die Ermittler zunächst im Dunklen. |           |                          |                     |                                     |                                       |                                                                          |
| 174 | 4         | Absturz in der Wüste     | Icy Descent         | 30. Jan. 2020                       | 12. Feb. 2020                         | Sol-Líneas-Aéreas-Flug 5428                                              |
| 18. Mai 2011: Eine Maschine der argentinischen Airline Sol Líneas Aéreas ist unterwegs nach Comodoro Rivadavia. Circa 45 Minuten nach dem Start gerät sie in Schwierigkeiten und stürzt kurz darauf ab. |           |                          |                     |                                     |                                       |                                                                          |
| 175 | 5         | Ein Überlebender         | Atlantic Ditching   | 6. Feb. 2020                        | 19. Feb. 2020                         | Cougar-Helicopters-Flug 91                                               |
| Am 12. März 2009 stürzt ein Helikopter auf dem Weg zu einer Bohrinsel vor der Ostküste Kanadas ab. Nur einer von 18 Passagieren überlebt. Für die Experten beginnen langwierige Ermittlungen. |           |                          |                     |                                     |                                       |                                                                          |
| 176 | 6         | Aufprall in Schweden     | Impossible Pitch    | 13. Feb. 2020                       | 26. Feb. 2020                         | West-Air-Sweden-Flug 294                                                 |
| Am 8. Januar 2016 gerät im nordschwedischen Luftraum eine mit Post beladene CRJ-200 in eine Notlage und schlägt wenig später mit der Nase im Eis auf. Die Ermittler sind erstaunt: Es gibt keinerlei Hinweis auf ein mechanisches Problem, lediglich ein künstlicher Horizont rollte fehlerhaft nach oben. Und das so stark, dass der Computer eine das Flugzeug gefährdende Fluglage annimmt, die die Vergleichsfehlerwarnung ausblendet. Diese zeigt an, dass die redundanten IRUs nicht übereinstimmende Werte messen. Die Cockpitbeleuchtung nimmt den Piloten zusätzlich die Sicht. Als entscheidend für die extreme Lenkbewegung machen die Ermittler aber vor allem den Startle-Effekt und fehlende Kommunikation verantwortlich. |           |                          |                     |                                     |                                       |                                                                          |
| 177 | 7         | Keine Vorwarnung         | No Warning          | 20. Feb. 2020                       | 4. März 2020                          | Trigana-Air-Service-Flug 267                                             |
| 16. August 2015: Eine Turboprop-Maschine soll rund 50 Passagiere, darunter viele Berufspendler, von der indonesischen Hafenstadt Jayapura ins Landesinnere von Papua bringen. Dabei kommt es zu einer Katastrophe. |           |                          |                     |                                     |                                       |                                                                          |
| 178 | 8         | Tod im Cockpit           | Cockpit Killer      | 27. Feb. 2020                       | 11. März 2020                         | Linhas-Aéreas-de-Moçambique-Flug 470                                     |
| Am 29. November 2013 zerschellt eine Maschine der LAM Mozambique Airlines in einem namibischen Nationalpark. Die Ursache des Absturzes bleibt zunächst rätselhaft. |           |                          |                     |                                     |                                       |                                                                          |
| 179 | 9         | Abgestürzt in den Sumpf  | Stormy Cockpit      | 5. März 2020                        | 18. März 2020                         | Kenya-Airways-Flug 507                                                   |
| 5. Mai 2007: Trotz eines schweren Sturms wird einer Boeing 737 am Airport Douala in Kamerun die Starterlaubnis erteilt. Kurz nach dem Abflug stürzt die Maschine über dichtem Mangrovenwald ab. |           |                          |                     |                                     |                                       |                                                                          |
| 180 | 10        | Tragödie bei der Landung | Runway Breakup      | 12. März 2020                       | 25. März 2020                         | AIRES-Flug 8250                                                          |
| 16. August 2010: Auf dem Weg von der kolumbianischen Hauptstadt Bogotá auf die Karibikinsel San Andrés gerät AIRES-Flug 8250 in einen Tropensturm und schlägt kurz vor Erreichen des Ziels auf der Landebahn auf. |           |                          |                     |                                     |                                       |                                                                          |

## Staffel 21
| Nr. (ges.) | Nr. (St.) | Deutscher Titel            | Originaltitel              | Erstausstrahlung | Deutschsprachige Erstausstrahlung (D) | Unfall                       |
| --- | --------- | -------------------------- | -------------------------- | ---------------- | ------------------------------------- | ---------------------------- |
| 181 | 1         | Am Boden: Boeing 737 Max 8 | Grounded: Boeing 737 Max 8 | 5. Apr. 2021     | 5. Apr. 2021                          | Lion-Air-Flug 610            |
| Am 29. Oktober 2018 stürzt eine erst zwei Monate alte Boeing 737 Max 8 über der Javasee ab. Alle Insassen kommen ums Leben. Nur langsam kann die Absturzursache aufgeklärt werden: Ein den Piloten unbekanntes System namens MCAS griff wegen fehlerhaften Sensordaten in die Trimmung der Maschine ein. Boeing hatte es eingebaut, um die neue 737-Version als Antwort auf die A320-neo mit LEAP-Turbinen ausstatten zu können. Dem Flugzeughersteller gelingt es, den Absturz dem mangelhaften Crew Resource Management anzuhängen. Auch konnte die Crew des Hinfluges durch Abschaltung des Trimmmotors das Problem beheben, notierte aber nichts dazu. Allerdings stürzt nur fünf Monate danach auch eine Ethiopian-Airlines-Maschine ab. Die Max-Maschinen werden nun weltweit gegroundet.                                                                      |           |                            |                            |                  |                                       |                              |
| 182 | 2         | Katastrophe in der Kabine  | Cabin Catastrophe          | 12. Apr. 2021    | 12. Apr. 2021                         | Southwest-Airlines-Flug 1380 |
| Am 17. April 2018 explodiert ein Triebwerk einer Boeing 737, die Explosion beschädigt auch das Flugzeug: eine Frau wird teilweise durch ein zerstörtes Kabinenfenster nach draußen gesaugt. Obwohl die Pilotin eine schnelle Landeklappen 5-Landung bei Philadelphia durchführt, kann ihr Leben nicht gerettet werden. Ein Ermüdungsriss ließ Triebswerksschaufel 13 brechen, welche den Verschlussriegel der Turbinenverkleidung traf, die sich in Schrapnelle verwandelte. Daraus folgte ein Redesign des Verschlusses und eine veränderte Untersuchungsmethode der Turbinenblätter per Ultraschall, statt per flourezierender Flüssigkeit. |           |                            |                            |                  |                                       |                              |
| 183 | 3         | Aufholjagd                 | Playing Catch Up           | 11. April 2021 1 | 19. Apr. 2021                         | Execuflight-Flug 1526        |
| 10. November 2015: Ein Privatjet befindet sich im Anflug auf den Airport von Akron, Ohio. Kurz vor dem Ziel kommt es zur Katastrophe: Die Maschine knallt in ein Apartmentgebäude, alle Insassen sterben. |           |                            |                            |                  |                                       |                              |
| 184 | 4         | Kollaps über Kathmandu     | Meltdown Over Kathmandu    | 26. Apr. 2021    | 26. Apr. 2021                         | US-Bangla-Airlines-Flug 211  |
| Am 12. März 2018 überfliegt eine DHC-8 die Landebahn des Flughafens Kathmandu, nachdem sie diese um einige Grad verfehlt hatte und stürzt nach extremen Lenkmanövern bei der Landung ab. |           |                            |                            |                  |                                       |                              |
| 185 | 5         | Nordsee-Albtraum           | North Sea Nightmare        | 4. April 2021 1  | 3. Mai 2021                           | Loganair-Flug 6780           |
| Am 15. Dezember 2014 ist bei Unwetter eine Saab 2000 zu den Shetland-Inseln unterwegs. Nachdem sie von einem Blitz getroffen wird, empfinden die Piloten die Steuerung als schwerfällig. Als die Maschine in einen Sturzflug übergeht können sie diese erst sieben Sekunden vor dem bevorstehenden Aufprall abfangen. Die Ermittler stellen fest, dass sich, anders als von den Piloten angenommen, der Autopilot nicht ausstellte, was bei fast allen anderen Flugzeugtypen bei Betätigung der Steuersäule der Fall ist. Kurz vor dem Aufprall schaltete ihn ein zufälliger Softwarefehler doch ab. Dadurch konnte das Flugzeug gerettet werden. Die Ermittler nehmen an, dass die Piloten durch Stress weder die Anzeige noch den Alarmton zum Autopiloten wahrnahmen. Zukünftig dürfen nur Flugzeuge mit einfach deaktivierbarem Autopiloten zertifiziert werden. |           |                            |                            |                  |                                       |                              |
| 186 | 6         | Unglück beim Abflug        | Tragic Takeoffs            | 18. April 2021 1 | 10. Mai 2021                          | Comair-Flug 5191             |
| 27. August 2006: Am Airport Lexington nehmen Piloten 2006 versehentlich eine viel zu kurze Startbahn. Die CRJ-100 schießt über die Piste und kollidiert mit Büschen und Bäumen, bevor sie zerbricht und Feuer fängt. |           |                            |                            |                  |                                       |                              |
| 187 | 7         | Mission Desaster           | Mission Disaster           | 16. Mai 2021     | 17. Mai 2021                          | US-Air-Force-Flug Whale 05   |
| 6. Februar 1991: Während des Zweiten Golfkriegs fallen bei einer Luftbetankungsmission bei einer KC-135E der US Air Force zwei Triebwerke aus. Die vierköpfige Besatzung kämpft mit großen technischen Problemen und versucht ohne jegliche Funkunterstützung zurück zum Geschwader-Stützpunkt Dschidda zu navigieren. |           |                            |                            |                  |                                       |                              |
| 188 | 8         | In der Zwickmühle          | Caught In a Jam            | 23. Mai 2021     | 24. Mai 2021                          | Ansett-New-Zealand-Flug 703  |
| 9. Juni 1995: Schlechte Sichtverhältnisse führen beim Landeanflug zum Absturz einer DHC-8 über undurchdringlichem Terrain bei Auckland, Neuseeland. Die Ermittler finden einen bei dem Typ bekannten Fehler. |           |                            |                            |                  |                                       |                              |
| 189 | 9         | Sekunden vor der Landung   | Seconds from Touchdown     | 30. Mai 2021     | 31. Mai 2021                          | Propair-Flug 420             |
| Am 18. Juni 1998 bemerken die Piloten einer Swearingen Metro bereits kurz nach dem Start den Abfall von Hydraulikdruck. Noch ehe sie nach Montreal umkehren können, fängt das linke Triebwerk Feuer. |           |                            |                            |                  |                                       |                              |
| 190 | 10        | Tödliche Lieferung         | Deadly Delivery            | 6. Juni 2021     | 7. Juni 2021                          | UPS-Airlines-Flug 1354       |
| Am 14. August 2013 kann eine A300F bei Birmingham (Alabama) nicht auf der erwarteten Piste landen. Die Co-Pilotin vergisst den vorherigen Anflug aus dem Bordcomputer zu löschen; es entsteht eine Flugplandiskontinuität, die das Flugzeug in ein Wäldchen und einen Hügel vor der Alternativpiste steuert. Die Ermittler bescheinigen – leider postum – ihr Übermüdung und dem Piloten einen Tunnelblick. |           |                            |                            |                  |                                       |                              |

## Staffel 22
| Nr. (ges.) | Nr. (St.) | Deutscher Titel                    | Originaltitel          | Erstausstrahlung | Deutschsprachige Erstausstrahlung (D) | Unfall                                  |
| --- | --------- | ---------------------------------- | ---------------------- | ---------------- | ------------------------------------- | --------------------------------------- |
| 191 | 1         | Warteschleife                      | Holding Pattern        | 17. Jan. 2022    | 14. Februar 2022                      | Flydubai-Flug 981                       |
| 19. März 2016: Bei einer missglückten Landung im südrussischen Rostow stürzt eine Boeing 737 ab. Alle Menschen an Bord kommen ums Leben. Eine tödliche Falle: das Zwischenstaatliche Luftfahrtkomitee veranlasst besseres Training gegen somatographische Illusionen, die in diesem Fall durch die Beschleunigung aufgrund der Kombination eines Scherwind- und Go-around-Manövers entstand. |           |                                    |                        |                  |                                       |                                         |
| 192 | 2         | Bruchlandung in Portugal           | Peril over Portugal    | 24. Jan. 2022    | 21. Feb. 2022                         | Martinair-Flug 495                      |
| 21. Dezember 1992: Die Bruchlandung einer McDonnell Douglas DC-10–30 auf dem Flughafen von Faro stellt die Ermittler vor ein Rätsel. Was lief schief? Fest steht nur: 56 Menschen sind tot. Die Ermittlungen führen letztendlich zur Empfehlung, bessere Sensoren gegen Fallböen an Flugzeugen und Flughäfen zu installieren: der fliegende erste Offizier hatte auf Grundlage falscher Informationen den Autothrottle überschrieben, um auf der nassen Fahrbahn Aquaplaning zu verhindern. |           |                                    |                        |                  |                                       |                                         |
| 193 | 3         | Der Zwei-Milliarden-Dollar-Absturz | Stealth Bomber Down 2  | 17. Jan. 2022    | 31. Jan. 2022                         | Absturz einer Northrop B-2 in Guam 2008 |
| 23. Februar 2008: Beim teuersten Flugunfall aller Zeiten gibt es keine Toten, doch der materielle Schaden ist immens: Der Absturz der „Spirit of Kansas“ kostet die amerikanische Luftwaffe zwei Milliarden Dollar. Die Ermittler müssen herausfinden, warum der Stealthbomber beim Start in Guam in einen steilen Steigflug ging. Als Ergebnis werden sowohl der Flugcomputer als auch Checklisten gegen Nässe überarbeitet. – Der Absturz kostete die USAF de facto keine zwei Milliarden Dollar, da die zerstörte Maschine nicht ersetzt wurde. Das gesamte B-2-Programm kostete damals 42 Milliarden US-Dollar, was bei 21 gebauten Exemplaren diesen Stückpreis ergibt. Wären alle 132 geplanten Bomber auch gebaut worden, wäre der Stückpreis deutlich niedriger ausgefallen. |           |                                    |                        |                  |                                       |                                         |
| 194 | 4         | Probleme im Doppelpack             | Double Trouble 3       | 22. Jan. 2022    | 7. Feb. 2022                          | Trans-Air Service Flug 671              |
| 31. März 1992: Ein Trans-Air-Frachter des Typs Boeing 707 gerät über den Alpen in Turbulenzen. Zwei Triebwerke gehen verloren, und Feuer bricht aus. Die Crew wagt ein riskantes Manöver und überlebt. Die Frage nach der Ursache wird noch drängender, als sich einen Monat später in Miami ein gleichartiger Vorfall ereignet. Als Ergebnis weist die Verkehrsbehörde das Ersetzen der Triebwerkhalterungen aller 707 an. |           |                                    |                        |                  |                                       |                                         |
| 195 | 5         | Sturzflug in den Pazifik           | Pacific Plunge 2       | 3. Jan. 2022     | 17. Jan. 2022                         | Alaska-Airlines-Flug 261 (Remake)       |
| 31. Januar 2000: Beim Absturz einer MD-83 beim Flug vom mexikanischen Puerto Vallarta nach Seattle kommen alle 88 Menschen an Bord ums Leben. Obwohl die Piloten extrem nachtrimmten, führten Steuerungsprobleme zu albtraumhaften Sturzflügen. Die Ermittler finden die Mutter, durch die die Trimmstange bewegt wird. Das Gewinde hatte sich zu 90 % abgelöst. Es wird klar, dass Alaska Airlines Wartung und Schmierung vernachlässigt hatte. Der Vorfall wurde auch in Episode 4 und 47 behandelt. |           |                                    |                        |                  |                                       |                                         |
| 196 | 6         | Panik über Michigan                | Terror over Michigan 2 | 10. Jan. 2022    | 24. Jan. 2022                         | Trans-World-Airlines-Flug 841 (1979)    |
| 4. April 1979: Eine Boeing 727 stürzt auf dem Weg von New York nach Minneapolis beinahe ab. Die Piloten sehen sich gezwungen, die beschädigte Maschine ohne Landeklappen auf den Boden zu bringen. Um die Ursachen des Vorfalls zu ergründen, begeben sich die Ermittler auf eine lebensgefährliche Mission. Sie zeigt Indizien für eine verbotene Manipulation der Landeklappen durch die Piloten. |           |                                    |                        |                  |                                       |                                         |
| 197 | 7         | Bedrohliche Bäume                  | Tree Strike Terror 3   | 5. Feb. 2022     | 7. März 2022                          | American-Airlines-Flug 1572             |
| 12. November 1995: Eine MD-83 setzt zu einer schwierigen Landung in Connecticut an: Ein Non-precision approach bei schlechtem Wetter und einem unbesetzten Tower. Als die Maschine Baumkronen streift, versagen bald beide Triebwerke. Als Gleiter gelingt den Piloten trotzdem die Landung. Das NTSB steht vor dem Rätsel, warum die Maschine so stark sank. Als Konsequenz der Ermittlungen werden strengere Vorgaben zur Mindestsinkflughöhe und der Höhenmesser-Kalibrierung, die der Tower liefert, erlassen. |           |                                    |                        |                  |                                       |                                         |
| 198 | 8         | Cockpit ohne Strom                 | Pitch Black 3          | 5. Feb. 2022     | 14. März 2022                         | Air-Illinois-Flug 710                   |
| 11. Oktober 1983: Eine HS-748 crasht bei schlechten Sichtbedingungen beim Anflug auf Carbondale auf ein Feld, wobei alle 10 Insassen sterben. Die Maschine war dabei vom Flughafen weg ausgerichtet. Das NTSB rekonstruiert einen Flug auf dem der linke Stromgenerator überhitzte, aber durch einen Fehler ausgelöst durch Expectation Bias des Copiloten beide für den Gebrauch ausfielen. Weil der Kapitän unbedingt den Flug fortsetzen will und der Copilot nicht widerspricht, verlassen sie sich auf den Batteriebetrieb. Sie reduzieren aber die Last auf die Batterien zu wenig, da sie diese über Volt (Output) beobachten, statt über Ampere (vorhandene Leistung). Als keine Energie mehr vorhanden ist, orientiert sich die Crew am künstlichen Horizont (IDA), der ohne Strom aber nur scheinbar funktioniert: daher die Ausrichtung des Fliegers. Als Ergebnis wird das Training zur Berechnung der Batterieleistung Pflicht und seit 1997, dass IDAs sogar unabhängig von der Stromzufuhr für eine bestimmte Zeit zuverlässig funktionieren müssen. |           |                                    |                        |                  |                                       |                                         |
| 199 | 9         | Triebwerk-Mysterium                | Turboprop Terror 3     | 12. Feb. 2022    | 28. Feb. 2022                         | Flagship-Airlines-Flug 3379             |
| 13. Dezember 1994: Beim Landeanflug auf einen Regionalflughafen in North Carolina stürzt eine Jetstream 32 in einen Wald. Das NTSB stößt schnell auf Hinweise, dass die jungen Piloten eine verhängnisvolle Fehleinschätzung über die Triebwerke trafen. Es muss dem Verdacht nachgehen, dass dieser Absturz vermeidbar war. Als Reaktion erlässt der US-Kongress 1996 den Pilot Record Improvement Act. |           |                                    |                        |                  |                                       |                                         |
| 200 | 10        | Verlust einer Legende              | Loss Of A Legend 3     | 12. Feb. 2022    | 21. Feb. 2022                         | Flugunfall bei Calabasas 2020           |
| 26. Januar 2020: Eine Sikorsky S-76B kollidiert nördlich von Los Angeles mit einem Hügel. Alle neun Insassen kommen ums Leben, darunter der ehemalige LA-Lakers-Basketballspieler Kobe Bryant. Das NTSB vermutet, dass der Pilot durch Verzögerungen einem Plan continuation Bias unterlag, wodurch er in einen Nebel mit Instrumentenflugbedingungen flog und dort in eine Friedhofsspirale verfiel. Das Board fordert besseres Training für Helikopterpiloten gegen entsprechende Illusionen und Situationen. |           |                                    |                        |                  |                                       |                                         |

## Staffel 23
| Nr. (ges.) | Nr. (St.) | Deutscher Titel               | Originaltitel                  | Erstausstrahlung   | Deutschsprachige Erstausstrahlung (D) | Unfall                                                               |
| --- | --------- | ----------------------------- | ------------------------------ | ------------------ | ------------------------------------- | -------------------------------------------------------------------- |
| 201 | 1         | Gefährlich unprofessionell    | Deadly Exchange                | 3. Januar 2023 4   | 13. Feb. 2023                         | Corporate-Airlines-Flug 5966                                         |
| 19. Oktober 2004: Zwei km vor Kirksville, Missouri stürzt eine Jetstream 32 in einen Wald ab. Nur zwei von 15 Insassen haben überlebt. Die Piloten waren 14 Stunden im Einsatz und besonders der Pilot zeigt alle Anzeichen für Erschöpfung und Plan continuation Bias: er unterhält sich beim Anflug über profane Dinge und beschwert sich über langweilige Copiloten. Eine professionelle Kommandostruktur existiert so nicht länger. Die Piloten flogen einen Nicht-Präzisionsanflug bei schlechter Sichtweite. Sie ignorieren dabei die Einhaltung der Mindestflughöhe und halten, anstatt auf die Instrumente zu schauen, nach der Landebahn Ausschau. Die NTSB fordert die FAA dringend auf, die seit 1964 nicht überarbeiteten Vorgaben für Arbeits- und Ruhezeiten zu korrigieren. |           |                               |                                |                    |                                       |                                                                      |
| 202 | 2         | Tödliche Missverständnisse    | Mixed Signals                  | 10. Januar 2023 4  | 20. Feb. 2023                         | Independent-Air-Flug 1851                                            |
| 8. Februar 1989: Eine Boeing 707 zerschellt beim Anflug auf die Azoren am Berg Pico Alto. Alle 144 Insassen sterben. Beim Kontakt mit dem Tower hatte der Copilot eine falsche Mindestflughöhe verstanden, die vom Lotsen nicht korrigiert wurde und eine Wiederholung der Angabe ging durch die Überlappung zeitgleicher Nachrichten verloren. Außerdem hatte der Fluglotse in Ausbildung eine falsche Altimeterangabe durchgegeben, seine Supervisorin war am Telefon, durch die Anwesenheit einer Stewardess gab es kein steriles Cockpit und die Crew reagiert nicht auf das Ground Proximity Warning System: Independent Air nutzte für das Training keine eigenen Flugsimulatoren und hatte somit häufig durch Voreinstellungen falsche Alarme. Insbesondere dieser Punkt wurde durch die Behörden adressiert. |           |                               |                                |                    |                                       |                                                                      |
| 203 | 3         | Tragödie über Japan           | Pressure Point                 | 17. Januar 2023 4  | 6. Feb. 2023                          | Japan-Airlines-Flug 123                                              |
| Siehe auch Episode 15. 12. August 1985: Eine Boeing 747-100SR von Tokio ist nach einem Druckverlust nicht mehr steuerbar – die Hydraulik ist komplett ausgefallen. Nachdem sie einen Sturzflug abfangen können, schaffen es die Piloten mittels Turbinenregulierung, die Maschine fast zurück zum Ausgangsflughafen zu fliegen. Als die Landeklappen aber ungleich ausfahren stürzt die Maschine in die Berge nördlich des Fujis. 520 Menschen sterben: der tödlichste Absturz der Geschichte, aber vier überleben. Der hintere Schott der Druckkabine war gebrochen. Der untere Teil war sieben Jahre zuvor nach einem Tailstrike ersetzt und unsachgemäß zusammengesetzt worden. Die Schottexplosion zerriss einen Großteil des Seitenruders und alle vier Hydrauliksysteme. Als Folge verfügen Flugzeuge nun über Hydrauliksicherungen, was den vollständigen Verlust der Flüssigkeit verhindert, und die Systeme werden räumlich voneinander verteilt verlegt. |           |                               |                                |                    |                                       |                                                                      |
| 204 | 4         | Maschine mit Makel            | Power Play                     | 24. Januar 2023 4  | 27. Feb. 2023                         | Airlines-PNG-Flug 1600                                               |
| 13. Oktober 2011: Die Turboproppropeller einer Dash 8 geben beim Anflug auf Madang, Papua-Neuguinea kreischende Geräusche von sich und fallen aus. Die Notlandung in einem Flussbett überleben von 32 Insassen nur die Crew und ein Passagier. Die Piloten hatten weder Fahrwerk noch Landeklappen ausgefahren. Der Verdacht fällt auf eine zu hohe Propellerdrehzahl, die die Triebwerke zerstörte. Es gibt allerdings drei Systeme, die genau das verhindern sollen. Die Ermittler entdecken, dass die Systeme nicht greifen, wenn der Pilot den Schubhebel in den Geschwindigkeitmodus für Bodennavigation einstellt. Das soll wiederum ein Mechanismus verhindern, der gedrückt werden muss, um den Modus zu wechseln, der allerdings leicht versehentlich aktiviert werden konnte. Die FAA adressierte das Problem bereits 10 Jahre zuvor, allerdings nur für die USA. Außerdem konfigurierten die Piloten das Flugzeug nicht für eine Notlandung und landeten mit einer viel zu hohen Geschwindigkeit. |           |                               |                                |                    |                                       |                                                                      |
| 205 | 5         | Kontrollverlust über Lissabon | Control Catastrophe            | 31. Januar 2023 4  | 6. März 2023                          | Air-Astana-Flug 1388                                                 |
| 11. November 2018: Eine Embraer ERJ-190 soll nach Wartungsarbeiten in Lissabon in die Heimat zurückkehren. Nach dem Abflug ist sie aber kaum kontrollierbar und rollt extrem zu den Seiten. Nach einiger Zeit finden Piloten und Ingenieure an Bord heraus, dass die Kabel zu den Querrudern falsch herum installiert worden sein müssen. Mit dieser Information und nach zwei Stunden Irrflug schaffen die Piloten es, die Maschine mit einigen Schwierigkeiten auf dem Stützpunkt Beja zu landen. Die Ermittlungen decken eine Umrüstung zu weniger verschleißanfälligen Kabeln auf, allerdings nach einer schwer verständlichen Anleitung des Herstellers. Ob das System nach der Installation ordnungsgemäß funktionierte, wurde nicht ausreichend aufmerksam getestet. Außerdem wurde der Flugcomputer ersetzt, der eine generelle Fluguntüchtigkeitswarnung ausgab. Als Folge überarbeitete Embraer seine Anleitungen und die Übergabechecks nach Wartungen wurden strenger. |           |                               |                                |                    |                                       |                                                                      |
| 206 | 6         | Katastrophe im Cockpit        | Cockpit Catastrophe            | 7. Februar 2023 4  | 13. März 2023                         | Sichuan-Airlines-Flug 8633                                           |
| 14. Mai 2018: Während des Flugs einer Airbus A319 nach Lhasa, birst die Windschutzscheibe und der Copilot wird teilweise aus dem Flugzeug gesogen. Dabei drückt der Copilot den Sidestick stark nach vorne. Der Pilot kann die Maschine stabilisieren und bringt sie auf eine tiefere Flugfläche. Dadurch kann der verletzte Copilot zurück ins Cockpit kommen. Bei großer Kälte, beschädigten Systemen, darunter die Schubumkehr und einer halben Tonne Übergewicht des Flugzeugs gelingt dem Piloten die manuelle Landung. Die Ermittler stoßen auf Korrosion innerhalb der elektrischen Scheibenheizung, die hier zu extremer Erhitzung führte. Hierdurch konnten Spannungen zwischen den drei Schichten der Scheibe entstehen. Außerdem schlug die Cockpittür durch die Dekompression gegen die Sicherungen, wodurch Systeme deaktiviert wurden. Als Folge wurden an den Sicherungen gearbeitet und die Kontrolle gegen Feuchtigkeit strenger. |           |                               |                                |                    |                                       |                                                                      |
| 207 | 7         | Traumreise ins Desaster       | Dream Flight Disaster          | 14. Februar 2023 4 | 20. März 2023                         | Flugunfall einer de Havilland Canada DHC-2 der Sydney Seaplanes 2017 |
| 31. Dezember 2017: Eine britische Milliardärsfamilie startet in einem DHC-2-Wasserflugzeug aus einer Bucht mit nahen Hügeln in der Nähe von Sydney. Das Flugzeug schafft es nicht, genug Höhe zu gewinnen, und stürzt nach einem Ausweichmanöver ins Wasser. Alle sieben Insassen sterben. Das Flugzeug wird geborgen und intensive Ermittlungen aufgenommen. Dennoch benötigen die Ermittler zwei Jahre, um die Ursache an einer gebrochenen Abgasleitung und einer Kohlenstoffmonoxid-Vergiftung der Insassen festzumachen. Demnach konnte das Gas nur durch kleine Öffnungen fehlender Bolzen in die Kabine strömen. Zuvor absolvierte Flüge trugen zu ausreichender Hämoglobinsättigung der Insassen bei, aber besonders eine angelehnte Tür während Manövrierung am Boden zuvor schuf eine Strömung, die das giftige Gas in die Kabine saugte. Die Behörden ordnen sofortige Arbeiten an der Flugzeugflotte der Chartergesellschaft an und empfehlen CO-Detektoren. |           |                               |                                |                    |                                       |                                                                      |
| 208 | 8         | Tödliche Täuschung            | Deadly Deception               | 21. Februar 2023 4 | 27. März 2023                         | Balkan-Bulgarian-Airlines-Flug 013                                   |
| 7. März 1983: Vier Entführer an Bord einer Antonow An-24 wollen die Crew der Balkan Bulgarian Airlines von Sofia nach Varna mit vorgehaltenen Messern zur Umkehr nach Wien zwingen. Dafür ist nicht genug Treibstoff an Bord. Die Entführer lehnen aber die Alternativroute nach Istanbul ab und die bulgarischen Behörden machen gleichzeitig Druck auf die Piloten, den Flug nach Varna fortzusetzen. Als ein Entführer die Stewardess verletzt, versuchen die Piloten diese mit einer 360°-Wende und Warteschleifen davon zu überzeugen, dass auf ihre Forderungen eingegangen wurde. Da Varna durch seine Lage an der Küste klar von Wien zu unterscheiden ist, kappen die Behörden um etwa 20 Uhr die Stromversorgung der Stadt. Nach der Landung schicken sie außerdem zwei Deutsch sprechende Flughafenmitarbeiter an Bord, allerdings mit teils bulgarischer Uniform. Die Scharade fliegt auf. Nur mit Glück können die das Flugzeug stürmenden Polizisten den Entführer erschießen, der die Stewardess töten will. |           |                               |                                |                    |                                       |                                                                      |
| 209 | 9         | Ausgeliefert                  | Delivery to Disaster           | 28. Februar 2023 4 | 3. Apr. 2023                          | Atlas-Air-Flug 3591                                                  |
| 23. Februar 2019: Ein Boeing 767-Frachtflugzeug befindet sich beim Anflug auf Houston und stürzt in die Trinity Bucht. Die Ermittler finden heraus, dass der Pilot während der Aktivierung der Luftbremse versehentlich den Durchstarten-Modus aktivierte. Bei wolkenbedingt geringer Sichtweite war der Copilot desorientiert und ging von einem Strömungsabriss aus. Anders als von einem Piloten erwartet, achtet er dabei nicht auf die Instrumente. Der Copilot zeigte in der Vergangenheit bei mehreren Fluggesellschaften keine ausreichende Leistung für den Pilotenberuf, schaffte es aber immer wieder durch Verheimlichung früherer Misserfolge erneut angeheuert zu werden. Die Einführung einer Piloten-Datenbank wurde nach dem Unfall beschleunigt. |           |                               |                                |                    |                                       |                                                                      |
| 210 | 10        | Absturz über dem Mittelmeer   | Mystery Over the Mediterranean | 7. März 2023 4     | 10. Apr. 2023                         | Egypt-Air-Flug 804                                                   |
| 26. Mai 2016: Eine A320 stürzt auf dem Flug von Paris nach Kairo bei Griechenland aus 11.300 Metern Höhe in einer steilen Spirale ins Mittelmeer. Es gab keinen Notruf. Fehlermeldungen und Sprachrekorder decken einen Brand hinter dem Cockpit auf. An diesem Punkt reißen die ägyptischen Berhörden allerdings die Ermittlungen an sich, um ihre Sichtweise eines terroristischen Anschlags zu bestätigen. Sie verstoßen damit gegen das Abkommen über die Internationale Zivilluftfahrt, also gegen das Völkerrecht. Eine Zeitung in Frankreich trägt 2022 Indizien dafür zusammen, dass die Absturzursache ein Brand war. Egypt Air ist eine der wenigen Fluggesellschaften, die es den Piloten noch erlaubte, im Cockpit zu rauchen. Die Journalisten finden darüber hinaus heraus, dass drei Tage vor dem Flug die Sauerstoffmasken ausgetauscht wurden und diese sich seitdem im Notfall-Modus befanden, sie also mit mehr Sauerstoff versorgt wurden. Eine Maske hinter dem Copiloten gab Sauerstoff ab; ein Brandbeschleuniger. Diese beiden Komponenten vermuten die Franzosen hinter der Katastrophe. Kabelbrand ist eine andere Möglichkeit. Das Verhalten der ägyptischen Behörden macht eine eindeutige Ermittlung und Bekämpfung der Gefahrenquelle aber unmöglich. |           |                               |                                |                    |                                       |                                                                      |

## Staffel 24
| Nr. (ges.) | Nr. (St.) | Deutscher Titel             | Originaltitel            | Erstausstrahlung | Deutschsprachige Erstausstrahlung (D) | Unfall                                          |
| --- | --------- | --------------------------- | ------------------------ | ---------------- | ------------------------------------- | ----------------------------------------------- |
| 211 | 1         | Tödliche Richtlinie         | Deadly Directive         | 11. Feb. 2024    | 5. März 2024                          | Ethiopian-Airlines-Flug 302                     |
| Am 10. März 2019 startet eine Chartermaschine für die UN-Umweltkonferenz von Addis Abeba aus. Das MCAS-System steuert die Boeing 737 MAX Sekunden nach dem Start in den Boden – siehe Episode 181. Diesmal kannten die Piloten das System sogar, konnten es durch die extreme Trimmung, ausgelöst durch einen einzigen fehlerhaften Sensor, nur mit allergrößter Kraftanstrengung vor dem Absturz bewahren. Der Autopilot verringert durch den gleichen Sensor auch nicht die Fluggeschwindigkeit – der Luftwiderstand mache die Gegentrimmung unmöglich. Die Piloten schalten deswegen MCAS wieder ein mit; tödlichem Ergebnis. Die MAX-Flotte wird daraufhin weltweit für Jahre gegroundet. |           |                             |                          |                  |                                       |                                                 |
| 212 | 2         | Explosion über dem Pazifik  | Terror Over The Pacific  | 18. Feb. 2024    | 12. März 2024                         | United-Airlines-Flug 811                        |
| Am 24. Februar 1989 startet eine Boeing 747 von Honolulu nach Auckland. Neun Minuten nach dem Start birst rechts hinter dem Bug explosionsartig ein Teil der Druckkabine. Neun Personen werden mit ihren Sitzen aus dem Flugzeug gerissen. Die rechten Triebwerke werden beschädigt, trotz 40 Tonnen Übergewicht gelingt die Landung. Die Frachttür hatte versagt und der Sicherheitsmechanismus gerät in Verdacht: bei falscher Bedienung oder einer Rumpfverformung bei viel Last konnten die Aluminiumbolzen brechen. Als die Frachttür per U-Boot gefunden wird, stellt sich aber ein Kurzschluss als Ursache heraus und das so spät, dass inzwischen ein weiterer solcher Unfall passiert ist. |           |                             |                          |                  |                                       |                                                 |
| 213 | 3         | Verschollener Fußballstar   | Lost Star Footballer     | 14. Feb. 2024    | 19. März 2024                         | Flugunfall einer Piper PA-46 im Ärmelkanal 2019 |
| 21. Januar 2019: Der argentinische Fußballstar Emiliano Sala wechselt vom FC Nantes zu Cardiff City. Die Piper PA-46 stürzt nachts und bei schlechtem Wetter nördlich von Guernsey in den Ärmelkanal. Die Ermittlungen decken die Machenschaften der Grey Charter Betreiber auf: preiswertere Privatflüge in schlechter gewarteten Maschinen und durch Piloten, ohne kommerzielle Zulassung. Der Pilot des Fluges hatte bspw. nur eine begrenzte Instrumentenzulassung. Die fehlende Wartung stellt sich nach Feststellung einer hohen Kohlenmonoxid-Konzentration im Blut Salas nach dem Fund der Maschine am Meeresboden als entscheidend heraus. Das Endrohr war vermutlich beschädigt, so dass Motor-Abluft in Heizsystem geraten konnte und der Pilot im halben Bewusstsein die Maschine zu solch extremen Manövern zwang, dass diese im Flug zerbrach. Der Flugvermittler wird zu einer Gefängnisstrafe verurteilt. |           |                             |                          |                  |                                       |                                                 |
| 214 | 4         | Inferno in der Luft         | Fight for Survival       | 3. März 2024     | 26. März 2024                         | Pilgrim-Airlines-Flug 458                       |
| 21. Februar 1982 – eine DH-6 Twinotter ist mit 10 Passagieren auf dem Weg von Gronton nach Boston. Nach Test der Scheibenenteisung tritt Alkoholgeruch im Cockpit auf, dann Rauch. Die Piloten drehen sofort zum Boden ab und öffnen die Fenster. Der Rauch ist nun schwarz und dicht, ein Passagier zerstört Scheiben in der Kabine. Der Cockpitboden fängt Feuer. Dem Kapitän gelingt bei kaum vorhandener Sicht 6 Minuten nach dem Rauch und aus 1,2 km Höhe die Landung auf einem zugefrorenen See. Ein Passagier verstirbt an Rauchvergiftung, der Kapitän trägt an 70 % des Körpers Verbrennungen davon. Der Schlauch am Alkoholtank war in der Vergangenheit immer wieder rissig und dann gekürzt oder ausgetauscht worden. So auch drei Tage zuvor, der sich wohl wieder gelöst hatte. Der untere Cockpitboden war somit alkoholgetränkt und die heiße Pumpe versprühte bei Aktivierung ggf. bereits brennenden Alkohol. Die Ermittler veranlassen die sofortige Umrüstung zu einer elektrischen Enteisung in allen Twinotters. |           |                             |                          |                  |                                       |                                                 |
| 215 | 5         | Ohne Vorwarnung             | Without Warning          | 10. März 2024    | 2. Apr. 2024                          | Flugzeugkollision in Alaska 2019                |
| 13. Mai 2019: Zwei kleine Wasserflugzeuge sind auf Touristen-Rundflügen in den Misty Fjords, Alaska unterwegs. Die DHC-2 Beaver nähert sich den Mahoney Wasserfällen, als sie von rechts hinten von einer DHC-3 Otter getroffen wird. Alle sechs Insassen der Beaver sind tot. Die Otter überschlägt sich bei der Notwasserung; 9 von 10 Insassen überleben. Da es keine Flugsicherung gibt, haben beide Maschinen ADS-B-Annäherungswarn-Systeme installiert. Die Otter sogar eines der ersten des FAA angeleiteten Capstone Projects. Nach einer Wartung ist aber ein Teilsystem der Otter ausgeschaltet, welches die Flughöhe übermittelt. Somit sind beide Systeme unbrauchbar. Eine Überprüfung in der Pre-flight Checklist fehlt. Die Beaver war gegen die Berge schwer zu erkennen und eine A-Säule war im Weg. Das beweist ein aus der Beaver geschossenes Foto. Das NTSB verlangt eine Regulation und Verpflichtung der ADS-B-Systeme in Gebieten mit hohem Flugaufkommen.                                                      |           |                             |                          |                  |                                       |                                                 |
| 216 | 6         | Inferno aus dem Frachtraum  | Under Fire               | 17. März 2024    | 9. Apr. 2024                          | Saudia-Flug 163                                 |
| 19. August 1980: eine L-1011 kehrt nach dem Start nach Riad zurück. Der hintere Frachtraum brennt, durch durch Stoß entflammbare Phosphorstreichhölzer. Feuer hätte eigentlich von selbst erlöschen sollen, doch wuchs der Frachtraum im Laufe der Designphase der Tristar und enthielt so zu viel Sauerstoff und unbrauchbaren feuerresistenten Stoff. Langsamkeit oder Hybris des Kapitäns töteten aber alle 301 Insassen. Erst 5:30 Minuten nach der Feuermeldung, bestätigt durch Flugingenieur und Stewardess entschied er sich zur Umkehr. Er weigerte sich einen Notfall auszurufen und die Evakuierung vorzubereiten, fuhr nach der Landung bis zum Ende der Landebahn und schaltete nicht die Triebwerke aus. Nach dem Stillstand bis zum Ausbrennen vergehen 3 Minuten. Die Ermittler sorgen für die Entfernung des feuerresistenten Stoffs und die Installation von Feuerlöschern im Frachtraum – wirklich umgesetzt wird das allerdings erst ab 1998.                                                                       |           |                             |                          |                  |                                       |                                                 |
| 217 | 7         | Desaster am Insel-Flughafen | Disaster at Dutch Harbor | 24. März 2024    | 16. Apr. 2024                         | PenAir-Flug 3296                                |
| 17. Oktober 2019: Eine Saab 2000 fliegt von Anchorage nach Unalaska auf den Aleuten. Nach einer missglückten Landung auf einer kurzen Piste lässt sich der Kapitän vom Copiloten überreden trotz 15 Knoten Rückenwind – die Betriebsgrenze der Saab 2000 – wieder aus der gleichen Richtung zu landen. Das bereits abgenutzte linke Außenrad schleift und platzt. Hinter der Piste steuern die Piloten die Maschine auf eine Straße. Sie bleibt am Fels am Hang ins Meer hängen. Dabei durchschlägt der linke Propeller die Kabine und tötet einen Passagier. 10 weitere der 39 Insassen sind verletzt. Bei 500 Flügen war nicht aufgefallen, dass die Bremsen falschherum verkabelt waren und das ABS so die Bremswirkung auf dem falschen Rad verringerte, um ein Platzen zu verhindern. |           |                             |                          |                  |                                       |                                                 |
| 218 | 8         | Pilot gegen Maschine        | Pitch Battle             | 31. März 2024    | 23. Apr. 2024                         | Colgan-Air-Flug 9446                            |
| 26. August 2003: Nach dem Start stürzt die Maschine vom Typ Beechcraft 1900D vor Cape Cod in den Atlantik. Der Grund für den Absturz sind verkehrt herum abgebrachte Kabel der Höhenrundersteuerung. Dieses haben die beiden Piloten aufgrund nicht sorgfältiger Abarbeitung der Startcheckliste vor dem Flug nicht bemerkt. |           |                             |                          |                  |                                       |                                                 |
| 219 | 9         | Tödlicher Take-off          | Deadly Departure         | 7. Apr. 2024     | 30. Apr. 2024                         | Air-Transport-International-Flug 782            |
| 16. Februar 1995 – Eine DC-8-Frachtmaschine kommt von der Startbahn ab. Die Crew stirbt in einem Feuerball. Als Unfallursache kommen alle möglichen Faktoren zusammen: Unerfahrene Piloten sollen ein schwieriges Manöver fliegen: das starten einer DC-8 mit nur drei funktionierenden Triebwerken, unter Zeitdruck – der Flughafen schloss um 23 Uhr, nach zuvor langen Flügen, nur fünf Stunden Schlaf und Trainings in einem falsch kalibrierten Simulator. Durch die Unwucht der ungleichmäßig verteilten Triebwerke muss das 3. Triebwerk beim Start zugeschaltet werden – wann ist dabei temperaturabhängig. Der Flugingenieur verrechnet sich bzgl. des Zuschaltungszeitpunkts; er rechnet mit °F, statt °C. Außerdem schaltet er – und nicht der Kapitän – das Triebwerk ungleichmäßig zu. |           |                             |                          |                  |                                       |                                                 |
| 220 | 10        | Elf tödliche Sekunden       | Eleven Deadly Seconds    | 14. Apr. 2024    | 7. Mai 2024                           | China-Airlines-Flug 676                         |
| 16. Februar 1998 – Beim Landeanflug auf den Flughafen Taiwan Taoyuan stürzt die Maschine vom Typ Airbus A300 ab. Alle 186 Menschen an Bord und 6 Personen am Boden kommen ums Leben. Beim Goaround erreicht die Maschine einen Steigungswinkel von 40° – das führt zu Triebwerkstottern und einem Strömungsabriss. Als Ursache wird die fehlende Teamarbeit im Cockpit herausgestellt. Wegen kleiner Fehler hatte der Kapitän den Copiloten anscheinend als inkompetent abgestempelt. Er belehrt den Copiloten und verzögert so den Landeanflug, übernimmt die Kommunikation und bekommt so nicht mit, dass sich der Autopilot beim Goaround abschaltet. Elf Sekunden lang steuert der Kapitän die A300 dann beim Durchstarten nicht und der Copilot war zu verschüchtert, um den Kapitän auf seinen Fehler aufmerksam zu machen. |           |                             |                          |                  |                                       |                                                 |

## Staffel 25
| Nr. (ges.) | Nr. (St.) | Deutscher Titel               | Originaltitel         | Erstausstrahlung | Deutschsprachige Erstausstrahlung (D) | Unfall                            |
| --- | --------- | ----------------------------- | --------------------- | ---------------- | ------------------------------------- | --------------------------------- |
| 221 | 1         | Notlandung im Pazifik         | Pacific Ditching      | 2025             | 18. März 2025                         | Transair-Flug 810                 |
| 2. Juli 2021 – 120 m über dem Boden nach dem Start aus Honolulu brechen im rechten Triebwerk einer alten 737-200 2 Schaufeln des rechten Triebwerks und beschädigen es. Das bestätigen Pilot und Copilot. Darauf kommuniziert der Pilot aber länger mit dem Tower und der Copilot stellt beide Triebwerke in Leerlauf, ohne den Kapitän zu informieren. Der ebenfalls gestresste Copilot spricht nun plötzlich davon, dass das linke Triebwerk versagt hat, der Kapitän vertraut ihm. Das rechte Triebwerk überhitzt und kann die Maschine nicht länger in der Luft halten. Beide Piloten überleben die Notwasserung. Wegen wiederholter Wartungsprobleme erlegt die FAA der Gesellschaft ein Flugverbot auf. Bis auf noch 50 737-200 zeigen heute Sensoren unmissverständlich an, welches Triebwerk versagt hat. |           |                               |                       |                  |                                       |                                   |
| 222 | 2         | Leerer Tank                   | Running on Empty      | 2025             | 2025                                  | Air-Tahoma-Flug 185               |
| 13. August 2004 – Beim Abflug eines Convair-580-Frachtflugzeugs vom Flughafen Memphis funktioniert der Taschenrechner nicht. Deswegen füllt der Pilot die Weight-and-Balance-Papiere für die Fracht während des Flugs aus. Er bemerkt, dass im linken Treibstofftank mehr Kerosin ist als rechts und gleicht die Tanks aus. Bei dieser Prozedur lässt er inkorrekt das rechte Ventil offen. Außerdem vergisst er das Ausgleichen zu beenden. Der Copilot weist mehrfach beim Landeanflug darauf hin, dass sich die Maschine komisch steuert – der Pilot regiert nicht darauf. Außerdem wird die Landecheckliste zu spät begonnen. So entdeckt der Pilot seinen Fehler zu spät. Inzwischen hat die linke Kraftstoffpumpe Treibstoff in den rechten Tank gepumpt, bis sie anfängt Luft in die Triebwerke zu pumpen. Beide Triebwerke verstummen. Sie versuchen auf einem Golfplatz zu landen. Der Copilot stirbt dabei. |           |                               |                       |                  |                                       |                                   |
| 223 | 3         | Schubprobleme                 | Power Struggle        | 2025             | 2025                                  | Sriwijaya-Air-Flug 182            |
| 9. Januar 2021: kurz nach dem Start von Jakarta aus, stürzt eine halbvolle 737 innerhalb von 25 s aus 10 km Flughöhe ins Meer und versinkt sogar 50 m im Meeresboden. Das KNKT deckt eine Mischung aus Wartungsproblemen und zu großes Vertrauen in die Automatisierung der Maschine durch die Piloten auf. Es gab in der Wartungsgeschichte des Jets 64 vage Meldungen über Probleme mit der Autodrosselung. Eine intensivere Inspektion wäre nur nach 3 Problemen in 15 Flügen vorgeschrieben gewesen, was nie vorkam. Das CTSM-Warnsystem muss gar nicht überprüft werden. Die Mechanik der Schubhebel wurde nie gesäubert und die Kabel nicht geschmiert. Der Autopilot nimmt so nur links Schub zurück und steuert rechts dagegen. Nach der Querneigungswinkel-Warnung schaut der erschrockene Pilot nicht auf die Instrumente, steuert nach links gegen die scheinbare Neigung und bringt die instabile Maschine so zum Absturz. |           |                               |                       |                  |                                       |                                   |
| 224 | 4         | Tödliche Notwasserung         | Powerless Plunge      | 2025             | 2025                                  | Loganair-Flug 670A                |
| 27. Februar 2001 – eine Shorts 360 soll Fracht von Edinburgh nach Belfast bringen. Die Maschine stand 10 h lang ohne Triebwerk-Abdichtung in einen Schneesturm gedreht. Viel Schnee hat sich in den Triebwerken gesammelt. Ein Techniker empfiehlt, die Triebwerke vor dem Start 30 min laufen zu lassen. Dabei schmilzt der Schnee und gefriert im Stehen wieder im Lufteinlass. Ein Triebwerkausfall geschieht erst bei mehr als 78 % Lufteinlassreduktion zu den Kompressoren. 500 m über dem Boden schaltet der Copilot das Enteisungssystem ein. Dieses reduziert generell den Luftstrom um 50 %. Beide Triebwerke versagen. Über dem Meer bleibt den Piloten nur Zeit sich auf das Wassern vorzubereiten. Selbst bei einer fast perfekten Fluglage sind beide Piloten tot. Im Handbuch wird Doppel-Triebwerkfehler und Wassern ohne Triebwerk nachgetragen. Vor allem wird aber das Verschließen der Triebwerke Pflicht und das Training dahingehend angepasst. |           |                               |                       |                  |                                       |                                   |
| 225 | 5         | Dichter Nebel über Luxemburg  | Second Thoughts       | 2025             | 2025                                  | Luxair-Flug 9642                  |
| Am 6. November 2002 drehen drei Flugzeuge Warteschleifen über dem nebelverhangenen Flughafen Luxemburg. Das erwarten auch die Piloten einer Fokker 50, sie können aber doch sofort landen. Sie sind zu hoch und zu schnell und stellen sich auf ein Durchstarten ein, erhalten aber genau da die Meldung über eine ausreichende Sichtweite und legen sich mit einem Eskalierenden Commitment auf die Landung fest. Der Pilot behilft sich für das Abbremsen mit der im Flug verbotenen Aktivierung des Groundmodes der Triebwerke. Stattdessen wird durch einen seltenen Glitch die Schubumkehr aktiviert: die Sensoren gehen durch das Einrasten der ausfahrenden Fahrwerke davon aus, dass sich das Flugzeug auf dem Boden befindet. Die Maschine fällt vom Himmel. Nur zwei der 22 Insassen überleben, darunter der Pilot, der wegen Totschlag verurteilt wird. Die Sicherheitslücke war bekannt, das Beheben war aber durch nur ein Sicherheitsbulletin nicht verbindlich – hieraus wird eine Lufttüchtigkeitsanweisung. |           |                               |                       |                  |                                       |                                   |
| 226 | 6         | Chaos in der Kabine           | Cabin in Chaos        | 2. Feb. 2025     | 2025                                  | China-Eastern-Airlines-Flug 583   |
| 6. April 1993: Eine MD-11 fliegt von Shanghai nach Los Angeles. Der Kapitän verstellt versehentlich den Vorflügel-Hebel und die Flugzeugnase hebt sich unbemerkt bis zum Strömungsabriss. Der Kapitän überkorrigiert mit einem heftigen Sturzflug und diesen wieder mit einem Steigflug, eine immer heftigere Oszillation mit bis zu 1,24-facher positiver und 2-facher negativer g-Kraft. Die unvorbereiteten 235 Passagiere werden brutal hin- und hergeworfen. Der Kapitän kann die Maschine stabilisieren und ihm wird erlaubt, auf der US-Militärbasis Shemya zu landen. Ein Passagier ist tot, 149 verletzt. Einer davon erliegt später seinen Verletzungen. Es stellt sich heraus, dass der Kapitän keinerlei Simulator-Training in einer Maschine, die sich durch einen weit hinten liegenden Schwerpunkt ungewöhnlich fliegt, erhielt. |           |                               |                       |                  |                                       |                                   |
| 227 | 7         | Tödlicher Steigflug           | Deadly Climb          | 2025             | 2025                                  | Midwest-Express-Airlines-Flug 105 |
| 6. September 1985: eine Midwest DC-9 startet von Milwaukee, als in 150 m Höhe das rechte Triebwerk explodiert. Eine Kompressorschreibe war geborsten und Mikrorisse bei der letzten Wartung nicht aufgefallen. Der Pilot fragt den stumm bleibenden Copiloten um Hilfe, steuert erst richtig nach links gegen, wechselt dann aber nach rechts. Die Maschine rollt stark und stürzt in Folge eines Strömungsabrisses ab. Alle 31 Insassen sterben. Der relativ frische Pilot hatte aber dafür ausgiebiges Training erhalten. Das NTSB sieht den Pilotenfehler begünstigt durch keine visuelle Orientierung im Steigflug, keine Nutzung der Instrumente, Überforderung und fehlende Kommunikation, die zur Unternehmenspolitik bei Midwest gehörte: keine Besprechung, auch im Notfall, bis 250 m Flughöhe. Als Folge werden neue Kompessionsscheiben Pflicht und neues Traing für Cockpitkommunikation und Instrumentennutzung. |           |                               |                       |                  |                                       |                                   |
| 228 | 8         | Löschflugzeug außer Kontrolle | Firebomber Down       | 2025             | 2025                                  | Coulson-Aviation-Flug B134        |
| 23. Januar 2020: Ein Waldbrand wütet in New South Wales, Australien. Verschiedene Löschflugzeuge sind im Einsatz. Eine Bird Dog kann sich bei Adaminaby nach einer Windscherung nur mit einem Notmanöver retten und warnt die Zentrale in Richmond ausdrücklich, keine Flugzeuge mehr dorthin zu schicken. Genauso warnt wenig später eine Boeing 737. Trotzdem fliegt eine mit 15 t Löschwasser betankte C130 einen Einsatz. Mit noch 11 t an Bord und plötzlichem Rückenwind durch eine Windschere stürzt sie durch einen Strömungsabriss ab. Alle drei Besatzungsmitglieder sterben. Das ATSB fordert eine Nachrüstung aller C130 mit dem Warnsystem und bemängelt vor allem die Risikobewertung und die Kommunikation am Boden. |           |                               |                       |                  |                                       |                                   |
| 229 | 9         | Kollision von Überlingen      | Collision Catastrophe | 2025             | 2025                                  | Flugzeugkollision von Überlingen  |
| 1. Juli 2002, 23 Uhr: 3 Maschinen fliegen im Flugraum Zürich. Ein Fluglotse ist für zwei Arbeitsplätze zuständig, obwohl zwei immer besetzt sein sollen. Das System erhält außerdem ein Softwareupgrade. Das Annäherungssystem STCA und die Telefone funktionieren nicht, das wurde dem Controller nicht mitgeteilt. Daher versucht er auch mehrmals vergeblich eine Airbus an den Flughafen Friedrichshafen zu übergeben. So bemerkt er spät die Annäherung einer Boeing 757 Frachtmaschine, unterwegs von Bergamo nach Brüssel, mit einer Tu-154, unterwegs von Moskau nach Barcelona, auf der gleichen Flugfläche. Der Lotse befiehlt der Tupolew zu sinken – das TCAS fordert, dass die Piloten steigen. Nach den russischen Regeln der Zeit ist der Lotse ausschlaggebend. Die Boeing folgt dagegen ihrer TCAS-Aufforderung zu sinken und informiert den Tower. Diese Nachricht wird von einer zeitgleichen Nachricht der Airbus verschluckt. Über Überlingen stoßen die Maschinen ineinander. 71 Menschen sind tot, darunter 45 SchülerInnen aus Ufa. Das BFU macht klar, dass immer der TCAS-Aufforderung Folge geleistet werden muss. Aufgrund der schlechten Voraussetzung spricht der BFU-Bericht den Fluglotsen von einer entscheidenden Schuld frei. Zwei Jahre später wird er von jemandem ermordet, der zwei Töchter und seine Frau im Unfall verloren hat. |           |                               |                       |                  |                                       |                                   |
| 230 | 10        | Tödlicher Testflug            | Fatal Test Flight     | 2025             | 2025                                  | Airborne-Express-Flug 827         |
| 22. Dezember 1996, Greensboro: Drei Piloten sollen an einer zu einem Postfrachter umgebauten DC-8 den FEF-Abnahmeflug vollziehen. Der Flug am Tag zuvor wurde abgebrochen, daher findet dieser nachts und bei wolkenverhangenem Himmel statt. Die Piloten wollen den Stickshaker testen, dieser aktiviert nicht. Wahrscheinlich aufgrund eines defekten Transducers, der aber nicht auf der Wartungsliste steht. Sie wissen aber, dass sie sich in einem Strömungsabriss befinden. Der Pilot hebt die Nase. Der Strömungsabriss setzt sich so fort und die Maschine beginnt mit einem Roll Reversal. Alle 3 Piloten verlieren beim Aufschlagen der Maschine in einen Hügel das Leben. Die Ermittler decken im Flugsimulator auf, dass das Verhalten des Jets bei einem Strömungsabriss nicht dargestellt wird. Die Ermittler sprechen sogar von negativem Training wegen des Schocks aufgrund eines unerwarteten Verhaltens der Maschine. Als Ergebnis werden die Simulatoren überarbeitet, genauso wie die Wartungscheckliste. |           |                               |                       |                  |                                       |                                   |
| 231 | 11        | Kein Ausweg                   | No Exit               | 14. Apr. 2025    | 2025                                  | USAir-Flug 1493                   |
| Am 1. Februar 1991 landet eine 737 auf dem Flughafen Los Angeles, kollidiert mit einer Fairchild Swearingen Metro und geht dabei in Flammen auf. Die Maschine kommt nach einer Kollision mit einem Gebäude zum Stehen. Wie später klar wird, hatte eine Fluglotsin die Metroliner am Anfang der Startbahn platziert und durch Ablenkungen wie ein fehlender Kontakt zu einer anderen Maschine und einem fehlenden Kontrollstreifen einer Dritten den Überblick verloren. Die 12 Insassen der Metroliner sind beim Zusammenstoß sofort tot. Der Brand in der 737 breitet sich rasch aus, weil ein Sauerstofftank geborsten ist und die Airline durch ein rechtliches Schlupfloch trotz einer Kabinenerneuerung diese nicht mit seit 1985 vorgeschriebenem feuerfesten Material ausgestattet hat. So entsteht dichter Rauch, Passagiere verlieren die Orientierung und fliehen fast alle nach vorne, obwohl es einen Notausgang hinten gab. Passagieren müssen im mittleren Teil über eine Notfalltür klettern, zwei Passagiere liefern sich einen Faustkampf. Das kostet dort 11 Insassen das Leben, insgesamt 21 und zwei zusätzlich tödlich verletzte. Mit dem Unfall wurden Hinweise über den am nächsten liegenden Notausgang eingeführt. |           |                               |                       |                  |                                       |                                   |

- Der Unfall aus Episode 229 wurde schon einmal in Episode 10 behandelt.
- Der Unfall aus Episode 231 wurde schon einmal in Episode 62 behandelt.

## Zuordnung der realen Unfälle
(sortierbare Liste)
| Episode | Unfall                                          | Datum              | Ort                                     | krimineller Eingriff                     | Flugzeugtyp                          | Maschine       |
| ------- | ----------------------------------------------- | ------------------ | --------------------------------------- | ---------------------------------------- | ------------------------------------ | -------------- |
| 1       | United-Airlines-Flug 811                        | 24. Februar 1989   | USA, Hawaii, Honolulu                   |                                          | Boeing 747                           | Jet            |
| 2       | American-Airlines-Flug 1420                     | 1. Juni 1999       | USA, Arkansas, Little Rock              |                                          | MD-80                                | Jet            |
| 3       | Swissair-Flug 111                               | 2. September 1998  | Kanada, Halifax                         |                                          | MD-11                                | Jet            |
| 4       | Aeroperú-Flug 603                               | 2. Oktober 1996    | Pazifischer Ozean                       |                                          | Boeing 757                           | Jet            |
| 5       | Alaska-Airlines-Flug 261                        | 31. Januar 2000    | USA, Kalifornien, bei Anacapa Island    |                                          | MD-83                                | Jet            |
| 6       | Air-Transat-Flug 236                            | 24. August 2001    | Portugal, Azoren                        |                                          | Airbus A330                          | Jet            |
| 7       | British-Airways-Flug 5390                       | 10. Juni 1990      | UK, Didcot                              |                                          | BAC 1-11                             | Jet            |
| 8       | Atlantic-Southeast-Airlines-Flug 529            | 21. August 1995    | USA, Georgia, Carrollton                |                                          | Embraer EMB 120                      | Turboprop      |
| 9       | Air-France-Flug 8969                            | 24. Dezember 1994  | Frankreich, Marseille                   | Entführung                               | Airbus A300                          | Jet            |
| 10      | DHL-Flug 611                                    | 1. Juli 2002       | Deutschland, Überlingen                 |                                          | Boeing 757                           | Frachter       |
| 10      | Bashkirian-Airlines-Flug 2937                   | 1. Juli 2002       | Deutschland, Überlingen                 |                                          | Tupolew Tu-154                       | Jet            |
| 11      | American-Airlines-Flug 965                      | 20. Dezember 1995  | Kolumbien, Buga                         |                                          | Boeing 757                           | Jet            |
| 12      | Avianca-Flug 052                                | 25. Januar 1990    | USA, New York                           |                                          | Boeing 707                           | Jet            |
| 13      | Aloha-Airlines-Flug 243                         | 28. April 1988     | USA, Hawaii, Maui                       |                                          | Boeing 737                           | Jet            |
| 14      | European-Air-Transport-Flug OO-DLL              | 22. November 2003  | Irak, Bagdad                            | Abschuss                                 | Airbus A300                          | Frachter       |
| 15      | Japan-Airlines-Flug 123                         | 12. August 1985    | Japan, Gunma                            |                                          | Boeing 747                           | Jet            |
| 16      | FedEx-Flug 705                                  | 7. April 1994      | USA, Tennessee, Memphis                 | Entführung                               | DC-10                                | Jet            |
| 17      | Philippine-Airlines-Flug 434                    | 10. Dezember 1994  | Philippinen, Daito-Inseln               | Bombenattentat                           | Boeing 747                           | Jet            |
| 18      | Iran-Air-Flug 655                               | 3. Juli 1988       | Iran, Persischer Golf                   | Abschuss                                 | Airbus A300                          | Jet            |
| 19      | Bristow-Flug 56C                                | 19. Januar 1995    | UK, Nordsee                             |                                          | Eurocopter Super Puma                | Helikopter     |
| 20      | EgyptAir-Flug 990                               | 31. Oktober 1999   | Atlantischer Ozean                      | Pilotensuizid                            | Boeing 767                           | Jet            |
| 24      | Eisenbahnunfall von Dalehurst                   | 8. Februar 1986    | Kanada, Dalehurst                       |                                          |                                      | Zug            |
| 22      | Aeroflot-Flug 593                               | 23. März 1994      | Russland, Meschduretschensk             | Fahrlässige Tötung                       | Airbus A310                          | Jet            |
| 23      | Express Samina                                  | 26. September 2000 | Griechenland, Ägäis                     |                                          |                                      | Schiff         |
| 21      | Zugunglück von San Bernardino                   | 12. Mai 1989       | USA, Kalifornien, San Bernardino        |                                          |                                      | Zug            |
| 25      | Ethiopian-Airlines-Flug 961                     | 23. November 1996  | Komoren                                 | Entführung                               | Boeing 767                           | Jet            |
| 26      | Air-France-Flug 358                             | 2. August 2005     | Kanada, Toronto                         |                                          | Airbus A340                          | Jet            |
| 27      | British-Airways-Flug 9                          | 24. Juni 1982      | Indonesien, Galunggung                  |                                          | Boeing 747                           | Jet            |
| 28      | Air-Canada-Flug 797                             | 2. Juni 1983       | USA, Ohio, Cincinnati                   |                                          | DC-9                                 | Jet            |
| 29      | Korean-Air-Flug 801                             | 6. August 1997     | USA, Guam                               |                                          | Boeing 747                           | Jet            |
| 30      | United-Airlines-Flug 585                        | 3. März 1991       | USA, Colorado Springs                   |                                          | Boeing 737                           | Jet            |
| 30      | USAir-Flug 427                                  | 8. September 1994  | USA, Pennsylvania, Pittsburgh           |                                          | Boeing 737                           | Jet            |
| 30      | Eastwind-Airlines-Flug 517                      | 9. Juni 1996       | USA, Virginia, Richmond                 |                                          | Boeing 737                           | Jet            |
| 31      | China Airlines Flug 006                         | 19. Februar 1985   | Taiwan, Taipeh                          |                                          | Boeing 747                           | Jet            |
| 32      | Aeroméxico-Flug 498                             | 31. August 1986    | USA, Kalifornien, Los Angeles           | Gefährlicher Eingriff in den Luftverkehr | DC-9                                 | Jet            |
| 33      | Flugunfall IFO-21                               | 3. April 1996      | Bosnien-Herzigowina, nahe Dubrovnik     |                                          | Boeing 737                           | Jet            |
| 34      | Flash-Airlines-Flug 604                         | 3. Januar 2004     | Ägypten, Rotes Meer                     |                                          | Boeing 737                           | Jet            |
| 35      | Helios-Airways-Flug 522                         | 14. August 2005    | Griechenland, Grammatiko                |                                          | Boeing 737                           | Jet            |
| 36      | Delta-Air-Lines-Flug 191                        | 2. August 1985     | USA, Texas, Dallas                      |                                          | Lockheed TriStar                     | Jet            |
| 37      | Air-Canada-Flug 143                             | 23. Juli 1983      | Kanada, Gimli                           |                                          | Boeing 767                           | Jet            |
| 38      | American-Airlines-Flug 96                       | 12. Juni 1972      | Kanada, Windsor                         |                                          | DC-10                                | Jet            |
| 38      | Turkish-Airlines-Flug 981                       | 3. März 1974       | Frankreich, Ermenonville                |                                          | DC-10                                | Jet            |
| 39      | South-African-Airways-Flug 295                  | 28. November 1987  | Indischer Ozean                         | Waffenschmuggel?                         | Boeing 747                           | Jet            |
| 40      | Air-Midwest-Flug 5481                           | 8. Januar 2003     | USA, North Carolina, Charlotte          |                                          | Beechcraft 1900                      | Turboprop      |
| 41      | Southern-Airways-Flug 242                       | 4. April 1977      | USA, Georgia, New Hope                  |                                          | DC-9                                 | Jet            |
| 42      | Air-India-Flug 182                              | 23. Juni 1985      | Atlantischer Ozean                      | Bombenattentat                           | Boeing 747                           | Jet            |
| 43      | Birgenair-Flug 301                              | 6. Februar 1996    | Dominikanische Republik, Puerto Plata   |                                          | Boeing 757                           | Jet            |
| 44      | Eastern-Air-Lines-Flug 401                      | 29. Dezember 1972  | USA, Florida, Everglades                |                                          | Lockheed TriStar                     | Jet            |
| 45      | Gol-Transportes-Aéreos-Flug 1907                | 29. September 2006 | Brasilien, Amazonas                     |                                          | Boeing 737                           | Jet            |
| 49      | China-Airlines-Flug 611                         | 25. Mai 2002       | Taiwan, Penghu-Inseln                   |                                          | Boeing 747                           | Jet            |
| 50      | Pan-Am-Flug 103                                 | 21. Dezember 1988  | UK, Lockerbie                           | Bombenattentat                           | Boeing 747                           | Jet            |
| 51      | Partnair-Flug 394                               | 8. September 1989  | Dänemark, Hirtshals                     |                                          | Convair 580                          | Turboprop      |
| 52      | Saudi-Arabian-Airlines-Flug 763                 | 12. November 1996  | Indien, Charkhi Dadri                   |                                          | Boeing 747                           | Jet            |
| 52      | Kazakhstan-Airlines-Flug 1907                   | 12. November 1996  | Indien, Charkhi Dadri                   |                                          | Iljuschin Il-76                      | Jet            |
| 53      | Operation Babylift                              | 4. April 1975      | Vietnam, Tan Son Nhut                   |                                          | Lockheed C-5                         | Militär        |
| 54      | Tuninter-Flug 1153                              | 6. August 2005     | Mittelmeer                              |                                          | ATR 72                               | Turboprop      |
| 55      | Adam-Air-Flug 574                               | 1. Januar 2007     | Indonesien, Straße von Makassar         |                                          | Boeing 737                           | Jet            |
| 56      | American-Eagle-Flug 4184                        | 31. Oktober 1994   | USA, Indiana, Roselawn                  |                                          | ATR 72                               | Turboprop      |
| 59      | British-Airtours-Flug 28M                       | 22. August 1985    | UK, Manchester                          |                                          | Boeing 737                           | Jet            |
| 60      | Air-France-Flug 296                             | 26. Juni 1988      | Frankreich, Habsheim                    |                                          | Airbus A320                          | Jet            |
| 61      | Northwest-Airlines-Flug 255                     | 16. August 1987    | USA, Michigan, Romulus                  |                                          | MD-80                                | Jet            |
| 62      | USAir-Flug 1493                                 | 1. Februar 1991    | USA, Kalifornien, Los Angeles           |                                          | Boeing 737                           | Jet            |
| 63      | Korean-Airlines-Flug 007                        | 1. September 1983  | UdSSR, Sachalin                         | Abschuss                                 | Boeing 747                           | Jet            |
| 64      | Air-Ontario-Flug 1363                           | 10. März 1989      | Kanada, Dryden                          |                                          | Fokker 28                            | Jet            |
| 64      | USAir-Flug 405                                  | 22. März 1992      | USA, New York City                      |                                          | Fokker 28                            | Jet            |
| 65      | Air-Inter-Flug 148                              | 20. Januar 1992    | Frankreich, Straßburg                   |                                          | Airbus A320                          | Jet            |
| 66      | Chalk’s-Ocean-Airways-Flug 101                  | 20. Dezember 2005  | USA, Florida, Miami                     |                                          | Grumman G-73                         | Turboprop      |
| 67      | Crossair-Flug 3597                              | 24. November 2001  | Schweiz, Bassersdorf                    |                                          | Avro RJ100                           | Jet            |
| 68      | British-Airways-Flug 38                         | 17. Januar 2008    | UK, London                              |                                          | Boeing 777                           | Jet            |
| 69      | Scandinavian-Airlines-Flug 751                  | 27. Dezember 1991  | Schweden, Stockholm                     |                                          | DC-9                                 | Jet            |
| 70      | Continental-Airlines-Flug 3407                  | 12. Februar 2009   | USA, New York, Clarence                 |                                          | DHC-8                                | Turboprop      |
| 71      | US-Airways-Flug 1549                            | 15. Januar 2009    | USA, New York, Manhattan                |                                          | Airbus A320                          | Jet            |
| 72      | Turkish-Airlines-Flug 1951                      | 25. Februar 2009   | Niederlande, Amsterdam                  |                                          | Boeing 737                           | Jet            |
| 73      | TAM-Linhas-Aéreas-Flug 3054                     | 17. Juli 2007      | Brasilien, São Paulo                    |                                          | Airbus A320                          | Jet            |
| 74      | West-Caribbean-Airways-Flug 708                 | 16. August 2005    | Venezuela, Machiques                    |                                          | MD-80                                | Jet            |
| 75      | Arrow-Air-Flug 1285                             | 12. Dezember 1985  | Kanada, Gander                          |                                          | DC-8                                 | Jet            |
| 76      | Continental-Express-Flug 2574                   | 11. September 1991 | USA, Texas, Colorado County             |                                          | Embraer EMB 120                      | Turboprop      |
| 77      | British-European-Airways-Flug 609               | 6. Februar 1958    | Deutschland, München                    |                                          | Airspeed Ambassador                  | Propeller      |
| 78      | Northwest-Airlines-Flug 85                      | 9. Oktober 2002    | Beringmeer                              |                                          | Boeing 747                           | Jet            |
| 79      | Korean-Air-Cargo-Flug 8509                      | 22. Dezember 1999  | UK, London                              |                                          | Boeing 747                           | Frachter       |
| 80      | Pacific-Southwest-Airlines-Flug 182             | 25. September 1978 | USA, Kalifornien, San Diego             |                                          | Boeing 727                           | Jet            |
| 81      | Nigeria-Airways-Flug 2120                       | 11. Juli 1991      | Saudi-Arabien, Dschidda                 |                                          | DC-8                                 | Jet            |
| 82      | Pacific-Southwest-Airlines-Flug 1771            | 7. Dezember 1987   | USA, Kalifornien, Cayucos               | Entführung                               | BAe 146                              | Jet            |
| 83      | Taca-International-Airways-Flug 110             | 24. Mai 1988       | USA, Louisiana, New Orleans             |                                          | Boeing 737                           | Jet            |
| 84      | Scandinavian Airlines Flug 686                  | 8. Oktober 2001    | Italien, Mailand                        |                                          | MD-87                                | Jet            |
| 85      | United-Airlines-Flug 232                        | 19. Juli 1989      | USA, Iowa, Sioux City                   |                                          | DC-10                                | Jet            |
| 86      | Reeve-Aleutian-Airways 8                        | 8. Juni 1983       | USA, Alaska, Anchorage                  |                                          | Lockheed L-188 Electra               | Turboprop      |
| 87      | ValuJet-Flug 592                                | 11. Mai 1996       | USA, Florida, Everglades                |                                          | DC-9                                 | Jet            |
| 88      | Singapore-Airlines-Flug 006                     | 31. Oktober 2000   | Taiwan, Taipeh                          |                                          | Boeing 747                           | Jet            |
| 89      | SilkAir-Flug 185                                | 19. Dezember 1997  | Indonesien, Musi-Fluss                  | Pilotensuizid                            | Boeing 737                           | Jet            |
| 90      | TANS-Perú-Flug 204                              | 23. August 2005    | Peru, Pucallpa                          |                                          | Boeing 737                           | Jet            |
| 91      | TWA-Flug 2                                      | 30. Juni 1956      | USA, Arizona, Grand Canyon              |                                          | Lockheed Super Constellation         | Propeller      |
| 91      | United-Air-Lines-Flug 718                       | 30. Juni 1956      | USA, Arizona, Grand Canyon              |                                          | DC-7                                 | Propeller      |
| 92      | American-Airlines-Flug 191                      | 25. Mai 1979       | USA, Illinois, Chicago                  |                                          | DC-10                                | Jet            |
| 93      | United-Airlines-Flug 173                        | 28. Dezember 1978  | USA, Oregon, Portland                   |                                          | DC-8                                 | Jet            |
| 94      | YAK-Service-Flug 9633                           | 7. September 2011  | Russland, Yaroslavl                     |                                          | Jakowlew Jak-42                      | Jet            |
| 95      | Flugzeugabsturz von Smolensk                    | 10. April 2010     | Russland, Smolensk                      |                                          | Tupolew Tu-154                       | Jet            |
| 96      | Ethiopian-Airlines-Flug 409                     | 25. Januar 2010    | Mittelmeer                              |                                          | Boeing 737                           | Jet            |
| 97      | Santa-Bárbara-Airlines-Flug 518                 | 21. Februar 2008   | Venezuela, Mérida                       |                                          | ATR 42                               | Turboprop      |
| 98      | Air-France-Flug 447                             | 1. Juni 2009       | Atlantischer Ozean                      |                                          | Airbus A330                          | Jet            |
| 99      | British-European-Airways-Flug 548               | 18. Juni 1972      | UK, Staines-upon-Thames                 |                                          | Hawker Siddeley Trident              | Jet            |
| 100     | Hughes-Airwest-Flug 706                         | 6. Juni 1971       | USA, Kalifornien, San Gabriel Mountains |                                          | DC-9                                 | Jet            |
| 101     | Crossair-Flug 498                               | 10. Januar 2000    | Schweiz, Zürich                         |                                          | Saab 340                             | Turboprop      |
| 102     | Air-Florida-Flug 90                             | 13. Januar 1982    | USA, Washington D. C.                   |                                          | Boeing 737                           | Jet            |
| 103     | American-Airlines-Flug 587                      | 12. November 2001  | USA, New York City                      |                                          | Airbus A300                          | Jet            |
| 104     | NOAA 42 Hurricane Hunter                        | 15. September 1989 | Karibik                                 |                                          | Lockheed P-3                         | Turboprop      |
| 105     | Aerolinee-Itavia-Flug 870                       | 27. Juni 1980      | Italien, Ustica                         | Abschuss?                                | DC-9                                 | Jet            |
| 106     | XL-Airways-Germany-Flug 888T                    | 27. November 2008  | Mittelmeer                              |                                          | Airbus A320                          | Jet            |
| 107     | Air-Moorea-Flug 1121                            | 9. August 2007     | Frankreich, Französisch-Polynesien      |                                          | de Havilland Canada DHC-6 Twin Otter | Turboprop      |
| 108     | Qantas-Flug 32                                  | 4. November 2010   | Singapur                                |                                          | Airbus A380                          | Jet            |
| 110     | British-Midland-Flug 092                        | 8. Januar 1989     | UK, Kegworth                            |                                          | Boeing 737                           | Jet            |
| 111     | Lauda-Air-Flug 004                              | 26. Mai 1991       | Thailand, Phu Toei National Park        |                                          | Boeing 767                           | Jet            |
| 112     | VARIG-Flug 254                                  | 3. September 1989  | Brasilien, Amazonas                     |                                          | Boeing 737                           | Jet            |
| 113     | Copa-Airlines-Flug 201                          | 6. Juni 1992       | Panama, Darién Gap                      |                                          | Boeing 737                           | Jet            |
| 114     | Federal-Express-Flug 80                         | 31. Juli 1997      | USA, New Jersey, Newark                 |                                          | MD-11                                | Frachter       |
| 114     | Federal-Express-Flug 14                         | 23. März 2009      | Japan, Narita                           |                                          | MD-11                                | Jet            |
| 115     | Absturz von John F. Kennedy Jr. Privatflugzeug  | 16. Juli 1999      | USA, Massachusetts, Martha’s Vineyard   |                                          | Piper PA-32R                         | Propeller      |
| 116     | Air-France-Flug 4590                            | 25. Juli 2000      | Frankreich, Paris                       |                                          | Concorde                             | Überschall-Jet |
| 117     | Absturz eines Learjet 45 in Mexiko-Stadt 2008   | 4. November 2008   | Mexiko, Mexiko-Stadt                    |                                          | Learjet 45                           | Jet            |
| 118     | Manx2-Flug 7100                                 | 10. Februar 2011   | Irland, Cork                            |                                          | Fairchild Metro                      | Turboprop      |
| 119     | First-Air-Flug 6560                             | 20. August 2011    | Kanada, Resolute                        |                                          | Boeing 737                           | Jet            |
| 120     | Malaysia-Airlines-Flug 370                      | 8. März 2014       | Indischer Ozean                         | Pilotensuizid?                           | Boeing 777                           | Jet            |
| 121     | United-Express-Flug 5925                        | 19. November 1996  | USA, Illinois, Quincy                   |                                          | Beechcraft 1900                      | Turboprop      |
| 121     | United-Express-Flug 5925                        | 19. November 1996  | USA, Illinois, Quincy                   |                                          | Beechcraft 65-A90 King Air           | Turboprop      |
| 122     | Asiana-Airlines-Flug 214                        | 6. Juli 2013       | USA, Kalifornien, San Francisco         |                                          | Boeing 777                           | Jet            |
| 123     | El-Al-Flug 1862                                 | 4. Oktober 1992    | Niederlande, Amsterdam                  |                                          | Boeing 747                           | Jet            |
| 124     | UPS-Airlines-Flug 6                             | 3. September 2010  | VAE, Dubai                              |                                          | Boeing 747                           | Frachter       |
| 125     | Flugunfall des UN-Generalsekretärs              | 18. September 1961 | Sambia, Ndola                           | Abschuss?                                | DC-6                                 | Propeller      |
| 126     | Atlantic-Airways-Flug 670                       | 10. Oktober 2006   | Norwegen, Stord                         |                                          | BAe 146                              | Jet            |
| 127     | Spanair-Flug 5022                               | 20. August 2008    | Spanien, Madrid                         |                                          | MD-82                                | Jet            |
| 128     | Garuda-Indonesia-Flug 200                       | 7. März 2007       | Indonesien, Yogyakarta                  |                                          | Boeing 737                           | Jet            |
| 129     | Atlantic-Southeast-Airlines-Flug 2311           | 5. April 1991      | USA, Georgia, Brunswick                 |                                          | Embraer EMB 120                      | Turboprop      |
| 130     | TAM-Linhas-Aéreas-Flug 402                      | 31. Oktober 1996   | Brasilien, Sao Paulo                    |                                          | Fokker 100                           | Jet            |
| 131     | Absturz eines Learjet 35 bei Aberdeen 1999      | 25. Oktober 1999   | USA, South Dakota, Aberdeen             |                                          | Learjet 35                           | Jet            |
| 132     | American-Airlines-Flug 77                       | 11. September 2001 | USA, Washington D.C                     | Entführung                               | Boeing 757                           | Jet            |
| 133     | Flugzeugkatastrophe von Teneriffa               | 27. März 1977      | Spanien, Teneriffa                      |                                          | Boeing 747                           | Jet            |
| 134     | China-Airlines-Flug 120                         | 20. August 2007    | Japan, Okinawa                          |                                          | Boeing 737                           | Jet            |
| 135     | Proteus-Airlines-Flug 706                       | 30. Juli 1998      | Frankreich, Lorient                     |                                          | Beechcraft 1900                      | Turboprop      |
| 136     | Trans-Colorado-Airlines-Flug 2286               | 19. Januar 1988    | USA, Colorado, Denver                   |                                          | Fairchild Swearingen Metro           | Turboprop      |
| 137     | Germanwings-Flug 9525                           | 24. März 2015      | Frankreich, Alpen                       | Pilotensuizid                            | Airbus A320                          | Jet            |
| 138     | Garuda-Indonesia-Flug 421                       | 16. Januar 2002    | Indonesien, Yogyakarta                  |                                          | Boeing 737                           | Jet            |
| 139     | Indonesia-AirAsia-Flug 8501                     | 28. Dezember 2014  | Indonesien, nördliche Javasee           |                                          | Airbus A320                          | Jet            |
| 140     | National-Airlines-Flug 102                      | 29. April 2013     | Afghanistan, Bagram                     |                                          | Boeing 747                           | Frachter       |
| 141     | Express-Airlines-II-Flug 5719                   | 1. Dezember 1993   | USA, Minnesota, Hibbing                 |                                          | BAe Jetstream                        | Turboprop      |
| 142     | Comair-Flug 3272                                | 9. Januar 1997     | USA, Michigan, Detroit                  |                                          | Embraer EMB 120                      | Turboprop      |
| 143     | Air-China-Flug 129                              | 15. April 2002     | Südkorea, Busan                         |                                          | Boeing 767                           | Jet            |
| 144     | Trans-World-Airlines-Flug 800                   | 17. Juli 1996      | Atlantischer Ozean                      |                                          | Boeing 747                           | Jet            |
| 145     | Garuda-Indonesia-Flug 152                       | 26. September 1997 | Indonesien, Sumatra                     |                                          | Airbus A300                          | Jet            |
| 146     | USAir-Flug 1016                                 | 2. Juli 1994       | USA, North Carolina, Charlotte          |                                          | DC-9                                 | Jet            |
| 147     | TransAsia-Airways-Flug 235                      | 4. Februar 2015    | Taiwan, Taipeh                          |                                          | ATR 72                               | Turboprop      |
| 148     | Kogalymavia-Flug 9268                           | 31. Oktober 2015   | Ägypten, Sinai-Halbinsel                | Bombenattentat                           | Airbus A321                          | Jet            |
| 149     | LAPA-Flug 3142                                  | 31. August 1999    | Argentinien, Buenos Aires               |                                          | Boeing 737                           | Jet            |
| 150     | Thai-Airways-Flug 311                           | 31. Juli 1992      | Nepal, Himalaya                         |                                          | Airbus A310                          | Jet            |
| 151     | Emery-Worldwide-Flug 17                         | 16. Februar 2000   | USA, Kalifornien, Sacramento            |                                          | DC-8                                 | Frachter       |
| 152     | TransAsia-Airways-Flug 222                      | 23. Juli 2014      | Taiwan, Taipeh                          |                                          | ATR 72                               | Turboprop      |
| 153     | Delta-Air-Lines-Flug 1141                       | 31. August 1988    | USA, Texas, Dallas                      |                                          | Boeing 727                           | Jet            |
| 154     | Malaysia-Airlines-Flug 17                       | 17. Juli 2014      | Ukraine, Tores                          | Abschuss                                 | Boeing 777                           | Jet            |
| 155     | Suchoi-Flug 36801                               | 9. Oktober 2012    | Indonesien, Salak                       |                                          | Suchoi Superjet 100                  | Jet            |
| 156     | VSS Enterprise                                  | 31. Oktober 2014   | USA, Kalifornien, Mojave-Wüste          |                                          | VSS Enterprise                       | Träger         |
| 157     | Qantas-Flug 72                                  | 7. Oktober 2008    | Australien, Learmonth                   |                                          | Airbus A330                          | Jet            |
| 158     | Alitalia-Flug 404                               | 14. November 1990  | Schweiz, Stadlerberg                    |                                          | DC-9                                 | Jet            |
| 159     | China-Airlines-Flug 140                         | 26. April 1994     | Japan, Nagoya                           |                                          | Airbus A300                          | Jet            |
| 160     | Continental-Airlines-Flug 1713                  | 15. November 1987  | USA, Colorado, Denver                   |                                          | DC-9                                 | Jet            |
| 161     | Cathay-Pacific-Flug 780                         | 13. April 2010     | China, Hongkong                         |                                          | Airbus A330                          | Jet            |
| 162     | Reno-Air-Race-Flugzeugunglück 2011              | 16. September 2011 | USA, Nevada, Reno                       |                                          | North American P-51                  | Propeller      |
| 163     | KLM-Flug 433                                    | 4. April 1994      | Niederlande, Amsterdam                  |                                          | Saab 340                             | Turboprop      |
| 164     | American-International-Airways-Flug 808         | 18. August 1993    | USA, Kuba, Guantanamo Bay Naval Base    |                                          | DC-8                                 | Frachter       |
| 165     | Fine-Air-Flug 101                               | 7. August 1997     | USA, Florida, Miami                     |                                          | DC-8                                 | Frachter       |
| 166     | TAROM-Flug 371                                  | 31. März 1995      | Rumänien, Bukarest                      |                                          | Airbus A310                          | Jet            |
| 167     | Continental-Airlines-Flug 1404                  | 20. Dezember 2008  | USA, Colorado, Denver                   |                                          | Boeing 737                           | Jet            |
| 168     | Aeroflot-Flug 821                               | 14. September 2008 | Russland, Perm                          |                                          | Boeing 737                           | Jet            |
| 169     | LaMia-Flug 2933                                 | 28. November 2016  | Kolumbien, La Unión                     |                                          | Avro RJ85                            | Jet            |
| 170     | Atlantic-Coast-Airlines-Flug 6291               | 7. Januar 1994     | USA, Ohio, Columbus                     |                                          | Handley Page Jetstream               | Turboprop      |
| 171     | Uni-Air-Flug 873                                | 24. August 1999    | Taiwan, Hualien                         |                                          | MD-90                                | Jet            |
| 172     | Northwest-Airlines-Flug 1482                    | 3. Dezember 1990   | USA, Michigan, Detroit                  |                                          | DC-9                                 | Jet            |
| 172     | Northwest-Airlines-Flug 299                     | 3. Dezember 1990   | USA, Michigan, Detroit                  |                                          | Boeing 727                           | Jet            |
| 173     | Pakistan-International-Airlines-Flug 268        | 28. September 1992 | Nepal, Berg Bhattedanda                 |                                          | Airbus A300                          | Jet            |
| 174     | Sol-Líneas-Aéreas-Flug 5428                     | 18. Mai 2011       | Argentinien, Río Negro                  |                                          | Saab 340                             | Turboprop      |
| 175     | Cougar-Helikopter-Flug 91                       | 12. März 2009      | Kanada, Ostküste                        |                                          | Sikorsky S-92                        | Helikopter     |
| 176     | West-Air-Sweden-Flug 294                        | 8. Januar 2016     | Schweden, Akkajaure-Stausee             |                                          | Bombardier CRJ-200                   | Frachter       |
| 177     | Trigana-Air-Service-Flug 267                    | 16. August 2015    | Indonesien, Papua                       |                                          | ATR 42                               | Turboprop      |
| 178     | Linhas-Aéreas-de-Moçambique-Flug 470            | 29. November 2013  | Namibia, Bwabwata-Nationalpark          | Pilotensuizid                            | Embraer 190                          | Jet            |
| 179     | Kenya-Airways-Flug 507                          | 5. Mai 2007        | Kamerun, Douala                         |                                          | Boeing 737                           | Jet            |
| 180     | AIRES-Flug 8250                                 | 16. August 2010    | Kolumbien, San Andrés                   |                                          | Boeing 737                           | Jet            |
| 181     | Lion-Air-Flug 610                               | 29. Oktober 2018   | Indonesien, Javasee                     |                                          | Boeing 737                           | Jet            |
| 182     | Southwest-Airlines-Flug 1380                    | 17. April 2018     | USA, Pennsylvania, Phiadelphia          |                                          | Boeing 737                           | Jet            |
| 183     | Execuflight-Flug 1526                           | 10. November 2015  | USA, Ohio, Akron                        |                                          | BAe 125                              | Jet            |
| 184     | US-Bangla-Airlines-Flug 211                     | 12. März 2018      | Nepal, Kathmandu                        | Fahrlässige Tötung                       | DHC-8                                | Turboprop      |
| 185     | Loganair-Flug 6780                              | 15. Dezember 2014  | Nordsee                                 |                                          | Saab 2000                            | Turboprop      |
| 186     | Comair-Flug 5191                                | 27. August 2006    | USA, Kentucky, Lexington                |                                          | Bombardier CRJ-100                   | Jet            |
| 187     | US-Air-Force-Flug Whale 05                      | 6. Februar 1991    | Saudi-Arabien                           |                                          | KC-135E                              | Militär        |
| 188     | Ansett-New-Zealand-Flug 703                     | 9. Juni 1995       | Neuseeland, Auckland                    |                                          | DHC-8                                | Turboprop      |
| 189     | Propair-Flug 420                                | 18. Juni 1998      | Kanada, Montreal                        |                                          | Swearingen Metro                     | Turboprop      |
| 190     | UPS-Airlines-Flug 1354                          | 14. August 2013    | USA, Alabama, Birmingham                |                                          | Airbus A300                          | Frachter       |
| 191     | Flydubai-Flug 981                               | 19. März 2016      | Russland, Rostow                        |                                          | Boeing 737                           | Jet            |
| 192     | Martinair-Flug 495                              | 21. Dezember 1992  | Portugal, Faro                          |                                          | DC-10                                | Jet            |
| 193     | Absturz einer Northrop B-2 in Guam 2008         | 23. Februar 2008   | USA, Guam                               |                                          | Northrop B-2                         | Militär        |
| 194     | Trans-Air-Service-Flug 671                      | 31. März 1992      | Frankreich, Istres                      |                                          | Boeing 707                           | Frachter       |
| 195     | Alaska-Airlines-Flug 261                        | 31. Januar 2000    | USA, Kalifornien                        |                                          | MD-83                                | Jet            |
| 196     | Trans-World-Airlines-Flug 841 (1979)            | 4. April 1979      | USA, Michigan, Detroit                  |                                          | Boeing 727                           | Jet            |
| 197     | American-Airlines-Flug 1572                     | 12. November 1995  | USA, Connecticut, Granby                |                                          | MD-83                                | Jet            |
| 198     | Air-Illinois-Flug 710                           | 11. Oktober 1983   | USA, Illinois, Carbondale               |                                          | Hawker Siddeley HS 748               | Turboprop      |
| 199     | Flagship-Airlines-Flug 3379                     | 13. Dezember 1994  | USA, North Carolina, Morrisville        |                                          | Jetstream 32                         | Turboprop      |
| 200     | Flugunfall bei Calabasas 2020                   | 26. Januar 2020    | USA, Kalifornien, Los Angeles           |                                          | Sikorsky S-76                        | Helikopter     |
| 201     | Corporate-Airlines-Flug 5966                    | 19. Oktober 2004   | USA, Missouri, St. Louis                |                                          | Jetstream 32                         | Turboprop      |
| 202     | Independent-Air-Flug 1851                       | 8. Februar 1989    | Portugal, Azoren, Santa Maria           |                                          | Boeing 707                           | Jet            |
| 203     | Japan-Air-Lines-Flug-123 (Re-Make)              | 12. August 1985    | Japan, Takamagahara                     |                                          | Boeing 747SR                         | Jet            |
| 204     | Airlines-PNG-Flug 1600                          | 13. Oktober 2011   | Papua-Neuguinea, Gogol-Delta            |                                          | de Havilland Canada DHC-8-100        | Turboprop      |
| 205     | Air-Astana-Flug 1388                            | 11. November 2018  | Portugal, Lissabon                      |                                          | Embraer ERJ-190LR                    | Jet            |
| 206     | Sichuan-Airlines-Flug 8633                      | 14. Mai 2018       | China, Chengdu                          |                                          | Airbus A319-100                      | Jet            |
| 207     | Flugunfall der Sydney Seaplanes 2017            | 31. Dezember 2017  | Australien, Cowan Creek bei Sydney      |                                          | de Havilland Canada DHC-2 Beaver     | Propeller      |
| 208     | Balkan Bulgarian Air Lines Flug 013             | 7. März 1983       | Bulgarien, Varna                        | Entführung                               | Antonow An-24                        | Turboprop      |
| 209     | Atlas-Air-Flug 3591                             | 23. Februar 2019   | USA, Texas, Trinity Bay bei Houston     | Betrug                                   | Boeing 767                           | Frachter       |
| 210     | Egyptair-Flug 804                               | 26. Mai 2016       | Mittelmeer                              |                                          | Airbus A320-200                      | Jet            |
| 211     | Ethiopian-Airlines-Flug 302                     | 10. März 2019      | Äthiopien, Addis Abeba                  |                                          | Boeing 737 MAX                       | Jet            |
| 212     | United-Airlines-Flug 811                        | 24. Februar 1989   | USA, Hawaii, Honolulu                   |                                          | Boeing 747                           | Jet            |
| 213     | Flugunfall einer Piper PA-46 im Ärmelkanal 2019 | 21. Januar 2019    | UK/F, Ärmelkanal                        | Gefährlicher Eingriff in den Luftverkehr | Piper PA-46 Malibu                   | Turboprop      |
| 214     | Pilgrim-Airlines-Flug 458                       | 21. Februar 1982   | USA, Rhode Island, Scituate Reservoir   |                                          | DHC-6 Twin Otter                     | Turboprop      |
| 215     | Flugzeugkollision in Alaska 2019                | 13. Mai 2019       | USA, Alaska, Ketchikan                  |                                          | DHC-2 Beaver                         | Propeller      |
| 215     | Flugzeugkollision in Alaska 2019                | 13. Mai 2019       | USA, Alaska, Ketchikan                  |                                          | DHC-3 Otter                          | Turboprop      |
| 216     | Saudia-Flug 163                                 | 19. August 1980    | Riad, Saudi-Arabien                     | Totschlag                                | L-1011                               | Jet            |
| 217     | PenAir-Flug 3296                                | 17. Oktober 2019   | USA, Alaska, Unalaska                   |                                          | Saab 2000                            | Turboprop      |
| 218     | Colgan-Air-Flug 9446                            | 26. August 2003    | USA, Massachusetts, Hyannis             |                                          | Beechcraft 1900D                     | Turboprop      |
| 219     | Air-Transport-International-Flug 782            | 16. Februar 1995   | USA, Missouri, Kansas City              |                                          | DC-8                                 | Frachter       |
| 220     | China-Airlines-Flug 676                         | 16. Februar 1998   | Taiwan, Taipeh                          |                                          | Airbus A300                          | Jet            |
| 221     | Transair-Flug 810                               | 2. Juli 2021       | USA, Hawaii, Honolulu                   |                                          | Boeing 737-200                       | Frachter       |
| 222     | Air-Tahoma-Flug 185                             | 13. August 2004    | USA, Tennessee, Memphis                 |                                          | Convair 580                          | Frachter       |
| 223     | Sriwijaya-Air-Flug 182                          | 9. Januar 2021     | Indonesien, Jakarta                     |                                          | 737-500                              | Jet            |
| 224     | Loganair-Flug 670A                              | 27. Februar 2001   | UK, Edinburgh                           |                                          | Shorts 360                           | Turboprop      |
| 225     | Luxair-Flug 9642                                | 6. November 2002   | Luxemburg, Niedernaven                  | Totschlag                                | Fokker 50                            | Turboprop      |
| 226     | China-Eastern-Airlines-Flug 583                 | 6. April 1993      | Pazifik                                 |                                          | MD-11                                | Jet            |
| 227     | Midwest-Express-Airlines-Flug 105               | 6. September 1985  | USA, Wisconsin, Milwaukee               |                                          | DC-9                                 | Jet            |
| 228     | Coulson-Aviation-Flug B134                      | 23. Januar 2020    | Australien, New South Wales, Adaminaby  |                                          | Lockheed L-100 Hercules              | Löschflugzeug  |
| 229     | Flugzeugkollision von Überlingen                | 1. Juli 2002       | Deutschland, Überlingen                 |                                          | Boeing 757                           | Frachter       |
| 229     | Flugzeugkollision von Überlingen                | 1. Juli 2002       | Deutschland, Überlingen                 |                                          | Tupolew Tu-154M                      | Jet            |
| 230     | Airborne-Express-Flug 827                       | 22. Dezember 1996  | USA, Virginia, Narrows                  |                                          | Douglas DC-8                         | Frachter       |
| 231     | SkyWest Airlines-Flug                           | 1. Februar 1991    | USA, Kalifornien, Los Angeles           |                                          | Swearingen SA.227AC Metro III        | Turboprop      |
| 231     | Airborne-Express-Flug 827                       | 1. Februar 1991    | USA, Kalifornien, Los Angeles           |                                          | Boeing 737                           | Jet            |
| 46–48   | Spezialfolgen                                   | mehrere            | mehrere                                 |                                          | mehrere                              | mehrere        |
| 57, 58  | Spezialfolgen                                   | mehrere            | mehrere                                 |                                          | mehrere                              | mehrere        |
| 109     | Spezialfolge                                    | mehrere            | mehrere                                 |                                          | mehrere                              | mehrere        |